# Хронологія подій Марсіанської наукової лабораторії

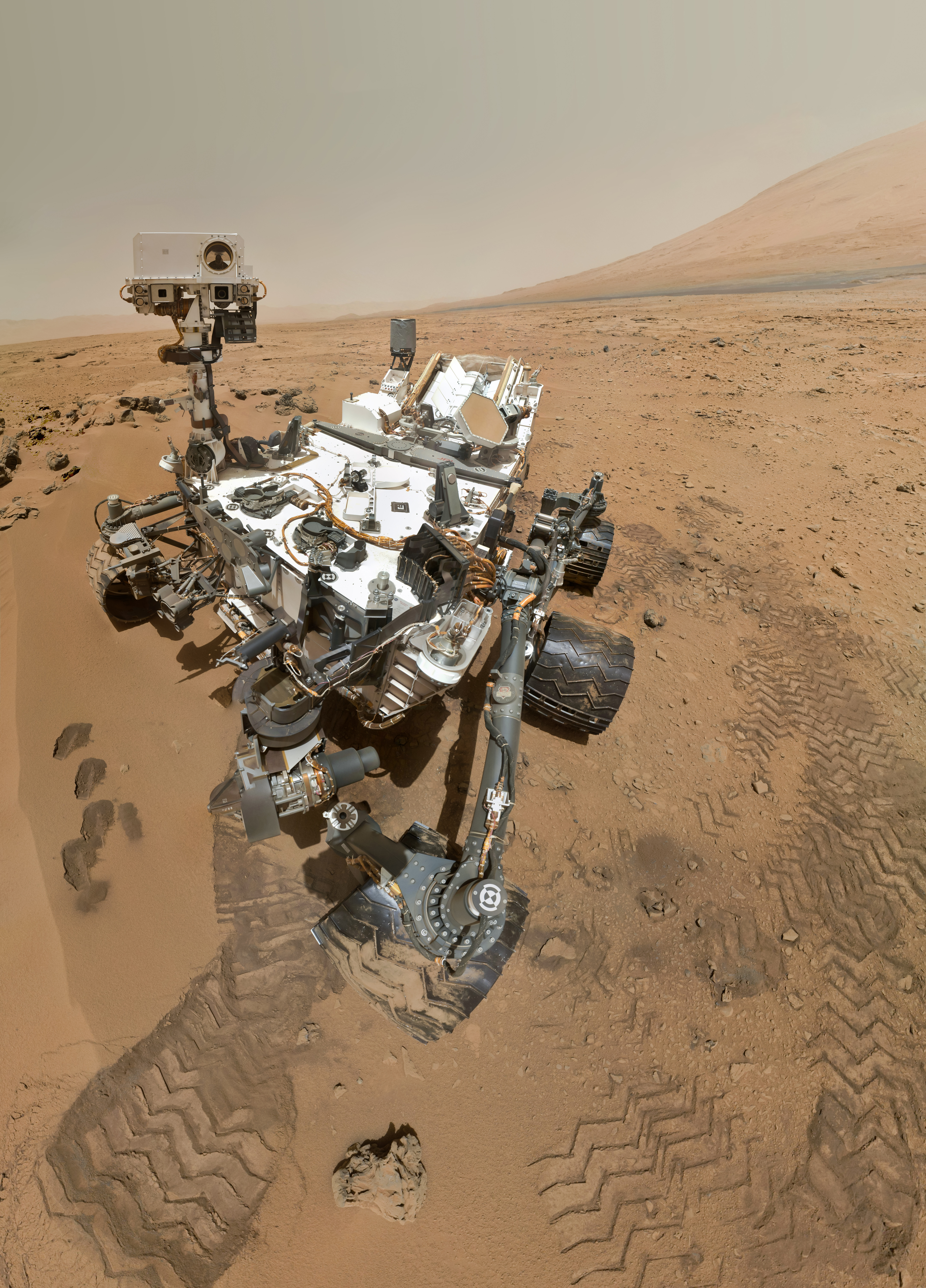
Марсохід «К'юріосіті»

Хронологія подій Марсіанської наукової лабораторії — опис перебігу подій Марсіанської наукової лабораторії з марсоходом нового покоління «К'юріосіті». На 16 жовтня 2017 року марсохід перебуває на поверхні Марса 1847 солів (1897 днів).

### До запуску (2004—2011)
У квітні 2004 року НАСА почало відбір пропозицій щодо оснащення нового марсохода науковим обладнанням, і 14 грудня 2004 року було прийнято рішення про відбір восьми пропозицій. Наприкінці того ж року почалося розроблення та випробування складових частин системи, включаючи розроблення однокомпонентного двигуна виробництва компанії Aerojet, який здатен давати тягу в діапазоні від 15 до 100 % максимальної при постійному тиску наддуву.
Створення всіх компонентів марсохода було завершено до листопада 2008 року, причому більша частина інструментів та програмного забезпечення MSL продовжувало випробовуватися. Перевитрата бюджету місії склала близько 400 мільйонів доларів. У наступному місяці НАСА відклало запуск MSL на кінець 2011 року через нестачу часу для випробувань.
З 23 по 29 березня 2009 року на сайті НАСА проводилося голосування з вибору назви для марсохода, на вибір було представлено 9 слів. 27 травня 2009 року переможцем було оголошено слово «К'юріосіті» («Допитливість», «Цікавливість»). Воно було запропоновано шестикласницею з Канзасу Кларою Ма

### Вибір місця посадки
Роботи почалися з обрання місця посадки міжпланетної станції первісно з тридцяти трьох можливих, але на 2007 рік список місць для посадки виріс до 50 позицій. У кінці обробки їх залишилося шість. Під час третього «фільтрування» в списку залишилося чотири місця для посадки на Марсі. Четверте обговорення місця посадки марсохода було проведено після вересня 2010 року, п'яте було проведено 16—18 травня 2011 року. 22 липня 2011 року було оголошено, що місцем посадки станції на Марсі буде кратер Гейл.

### Запуск
26 листопада 2011 року о 15:02:00 UTC (18:02:00 за київським часом) з майданчика LC-1SLC-41 станції ВПС США «Мис Канаверал» стартовими командами компанії United Launch Alliance за підтримки бойових розрахунків 45-ї Космічної філії ВПС США було здійснено пуск ракети-носія Atlas-5/541 № AV-028 з міжпланетною станцією МНЛ («К'юріосіті»). Через 44 хвилини 12 секунд після старту станція відокремилася від розгінного ступеня «Центавр» (Centaur) і вийшла на траєкторію польоту до Марса.
Двоступенева ракета-носій містила центральний блок першого ступеня діаметром 3,8 м із двигуном РД-180, чотири твердопаливні блоки і розгінний блок «Центавр» з головним обтікачем діаметром 5,4 м. Вона здатна виводити до 7982 кг на геостаціонарну орбіту. Atlas-5 також використовувався для запуску Mars Reconnaissance Orbiter і «Нью-Горайзонс».
Перший і другий ступені, разом із твердопаливними двигунами, було зібрано 9 жовтня неподалік від стартового столу. Головний обтічник із встановленою міжпланетною станцією перевезено на стартовий стіл 3 листопада. Запуск відбувся 26 листопада 2011 року, о 15:02 UTC.

### Приземлення (2012)
Посадковий модуль відокремився від перелітного модуля перед входом в атмосферу. Для гальмування посадкового модуля спочатку використовувався опір атмосфери, потім парашут, і, нарешті, гальмівні двигуни. Сам посадковий модуль не одразу торкнувся поверхні планети — на певній висоті марсохід опустився на тросах, які потім від'єдналися, а посадковий модуль відлетів убік, щоб не забруднювати реактивними вихлопами місце посадки марсохода. Отже, 6 серпня 2012 року космічний апарат «К'юріосіті» здійснив успішну посадку на Марсі у кратері Гейла. Трансляція посадки в прямому ефірі здійснювалася на сайті НАСА.
Посадка апарата на поверхню була унікальною операцією, яку доти ще ніколи не виконували. Унікальність зумовлена використанням нової технології Sky Crane («Небесний кран») для посадки апаратів на поверхню.

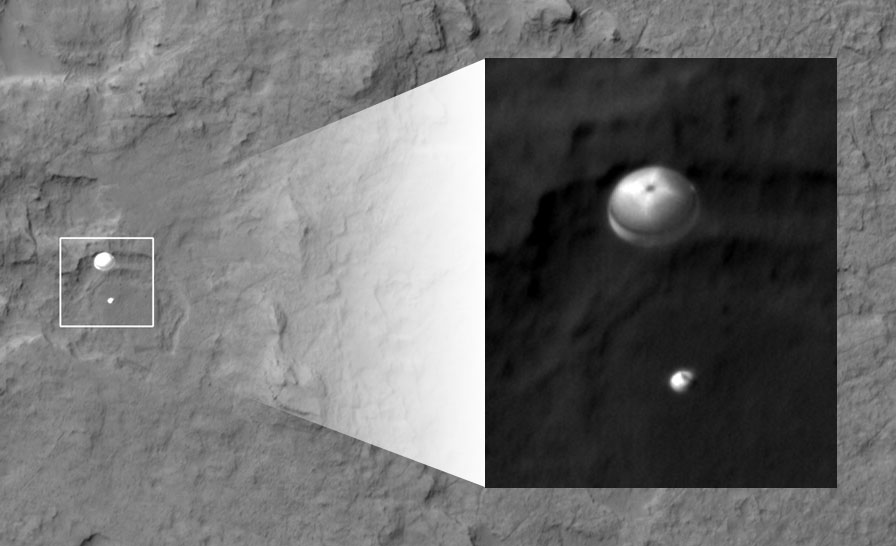
Приземлення «К'юріосіті» на поверхню Марса (відео-03:26; 6.08.2012)[12].
- «К'юріосіті» спускається під парашутом (6.08.2012; MRO/HiRISE).[13]
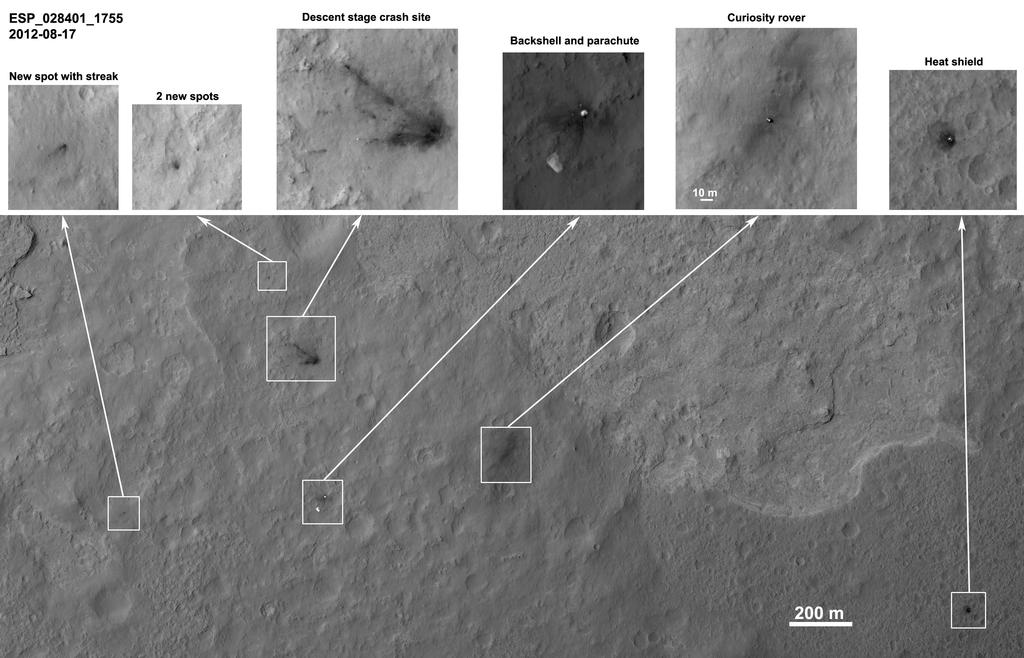
MSL debris field — парашут приземлився в 615 м від «К'юріосіті» (3-D: rover & parachute) (17.08.2012, MRO).
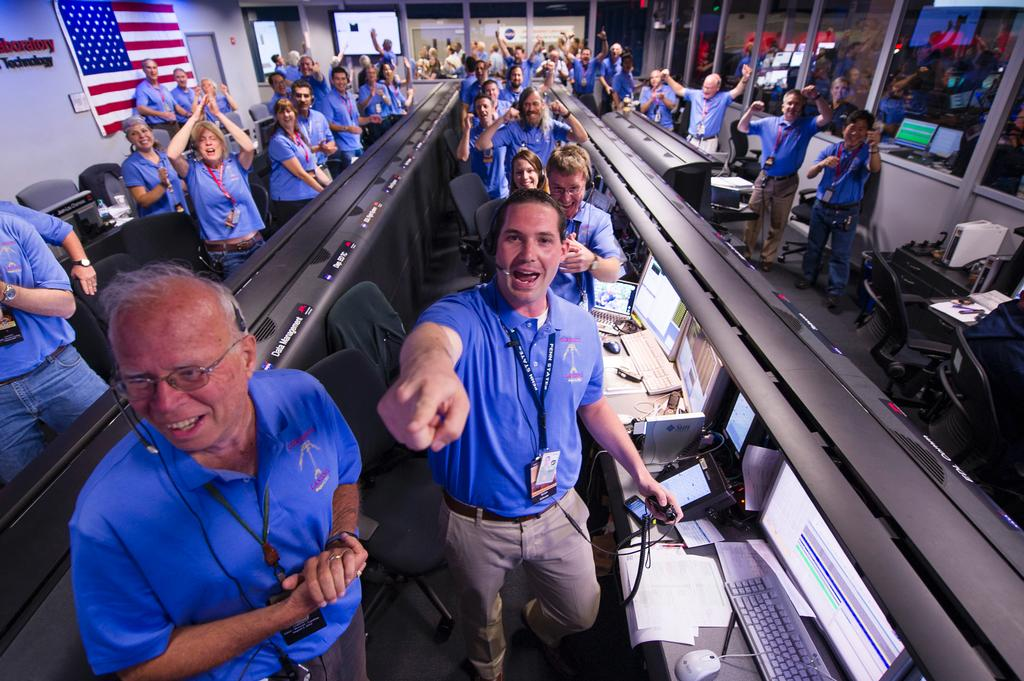
Інженери НАСА з Лабораторії Реактивного Руху святкують приземлення.
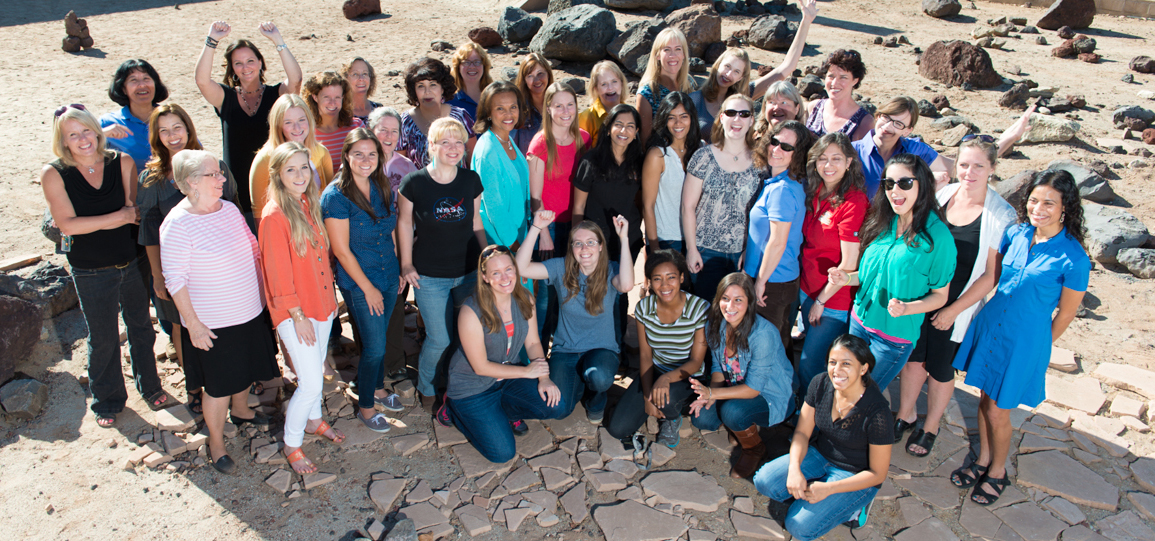
Жіноча команда працівників при роботі з «К'юріосіті» (26.12.2014).
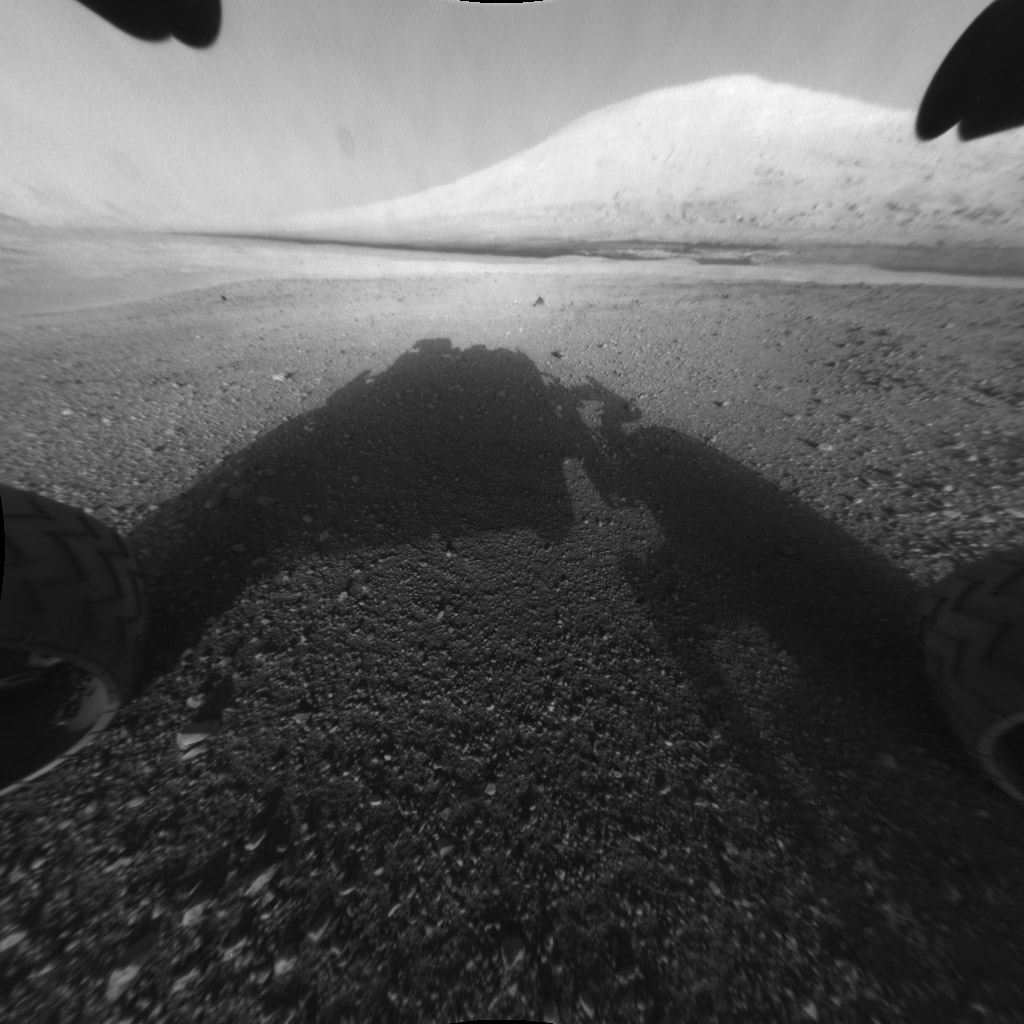
«К'юріосіті» приземлився 6 серпня 2012 року, у 10 км від бази Mount Sharp)[15].
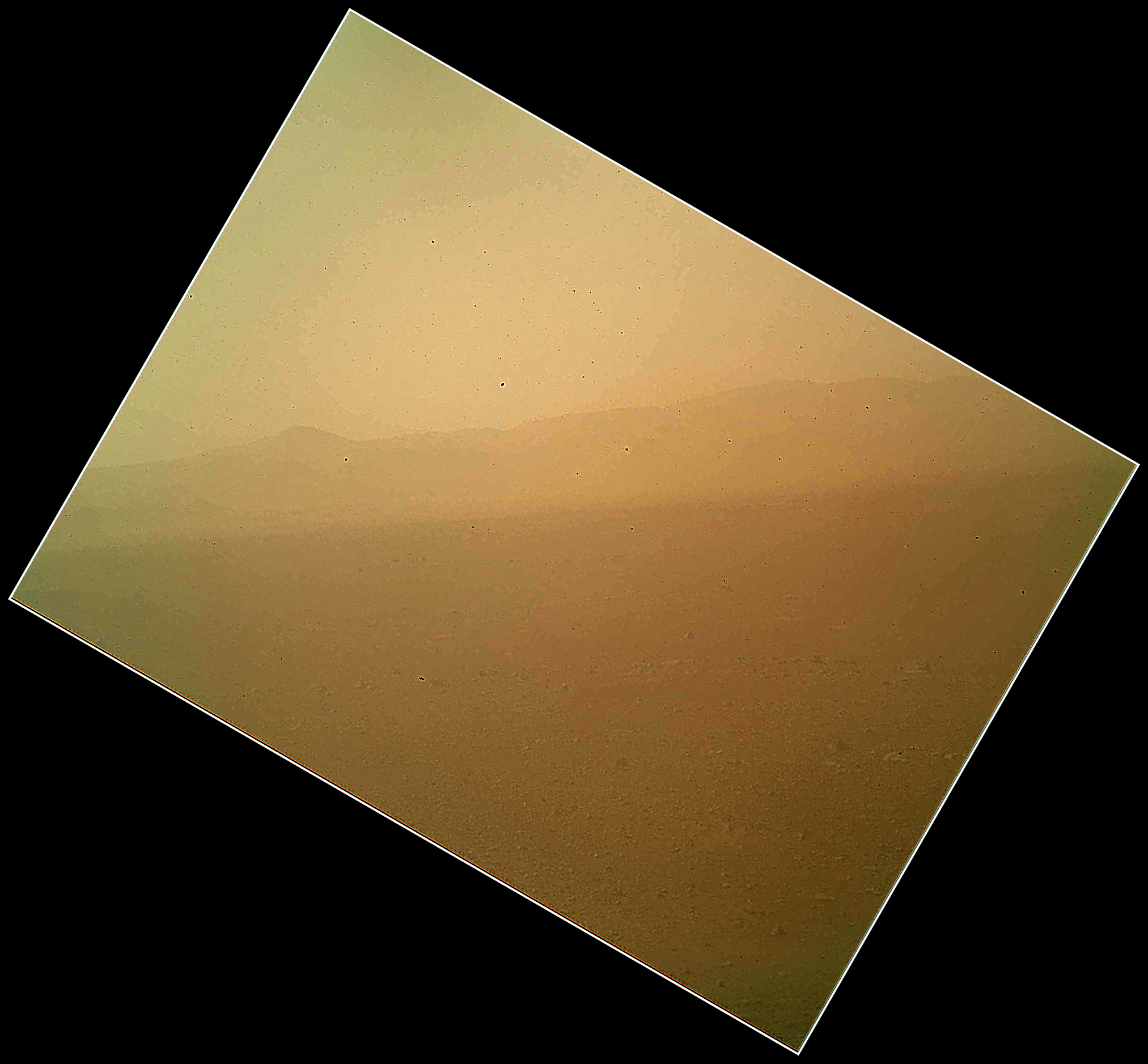
Перше кольорове фото від «К'юріосіті» (6.08.2012).
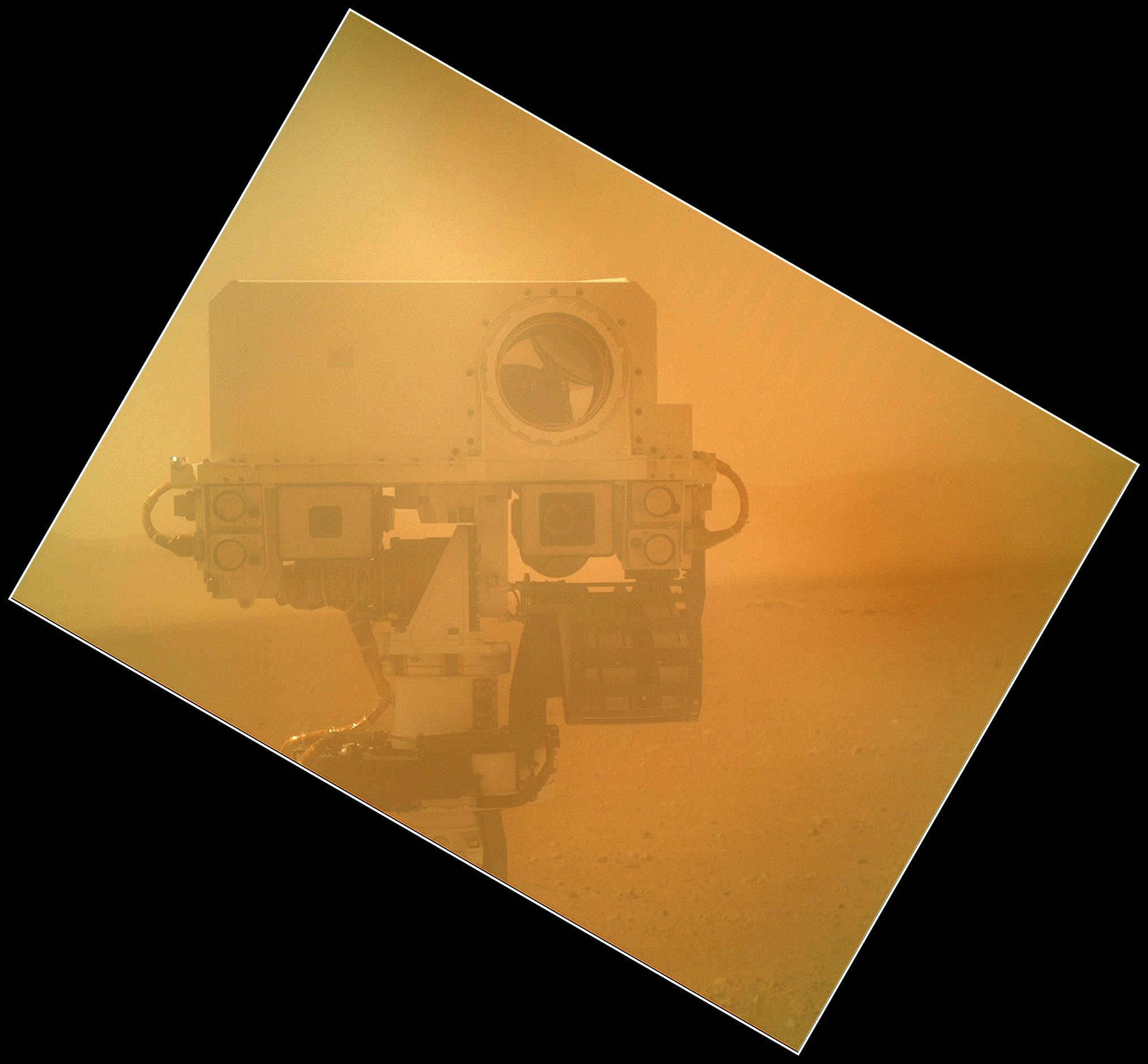
Власний портрет «К'юріосіті» із закритою кришкою від пилу (7.09.2012).
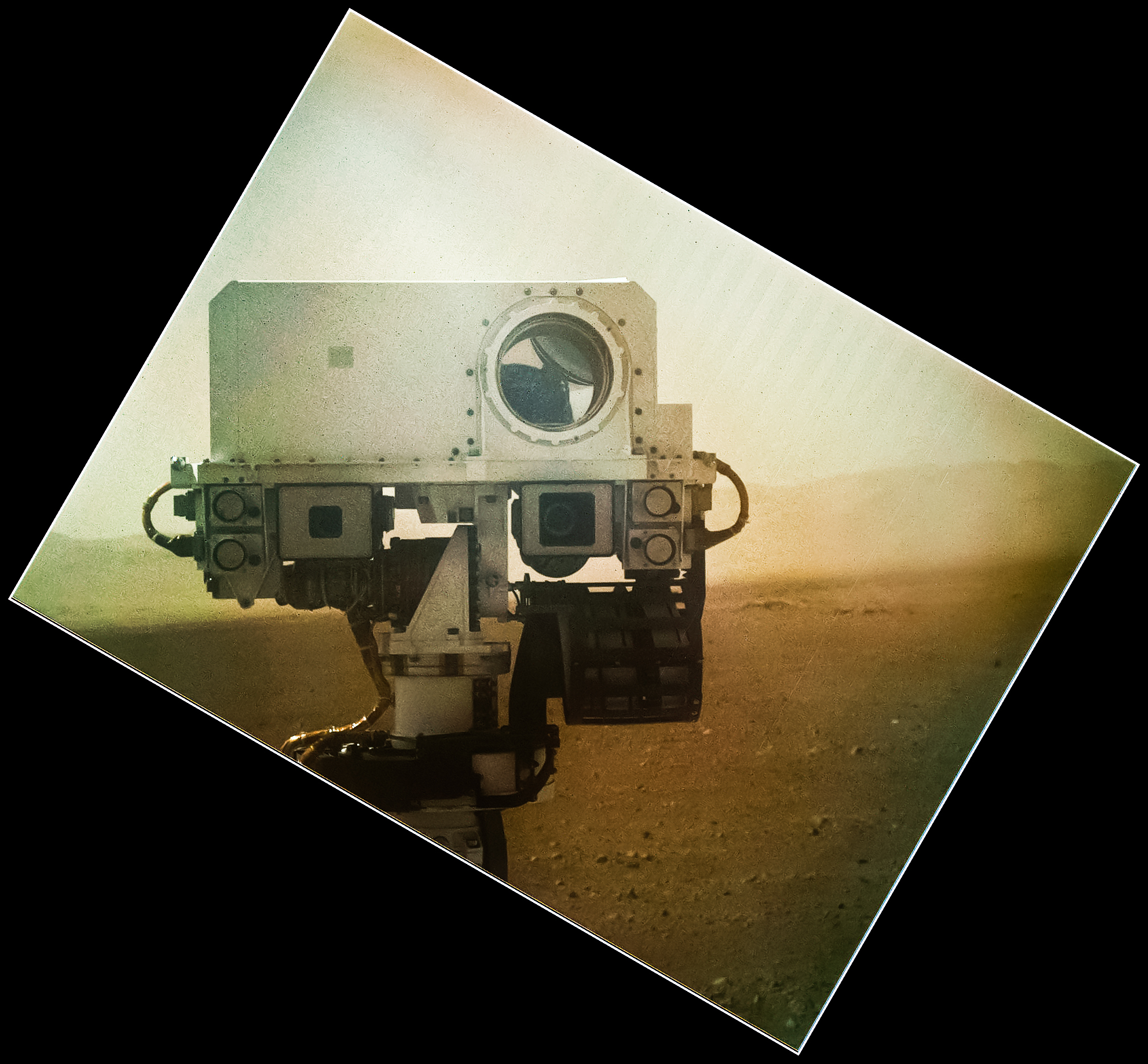
Власний портрет «К'юріосіті» (7.09.2012); відкоректовано за кольором).
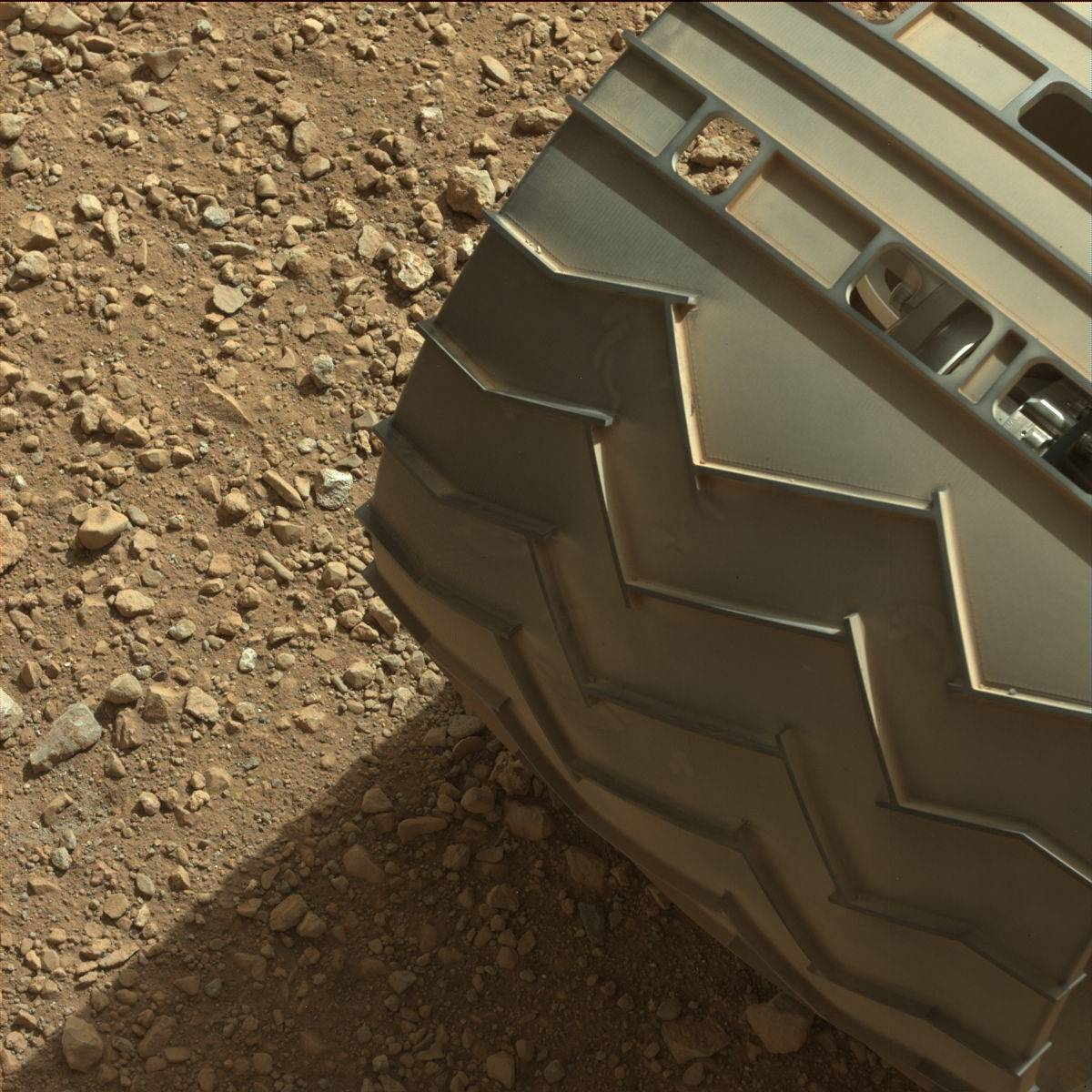
Гравій під колесом марсохода

### Події 2012 року

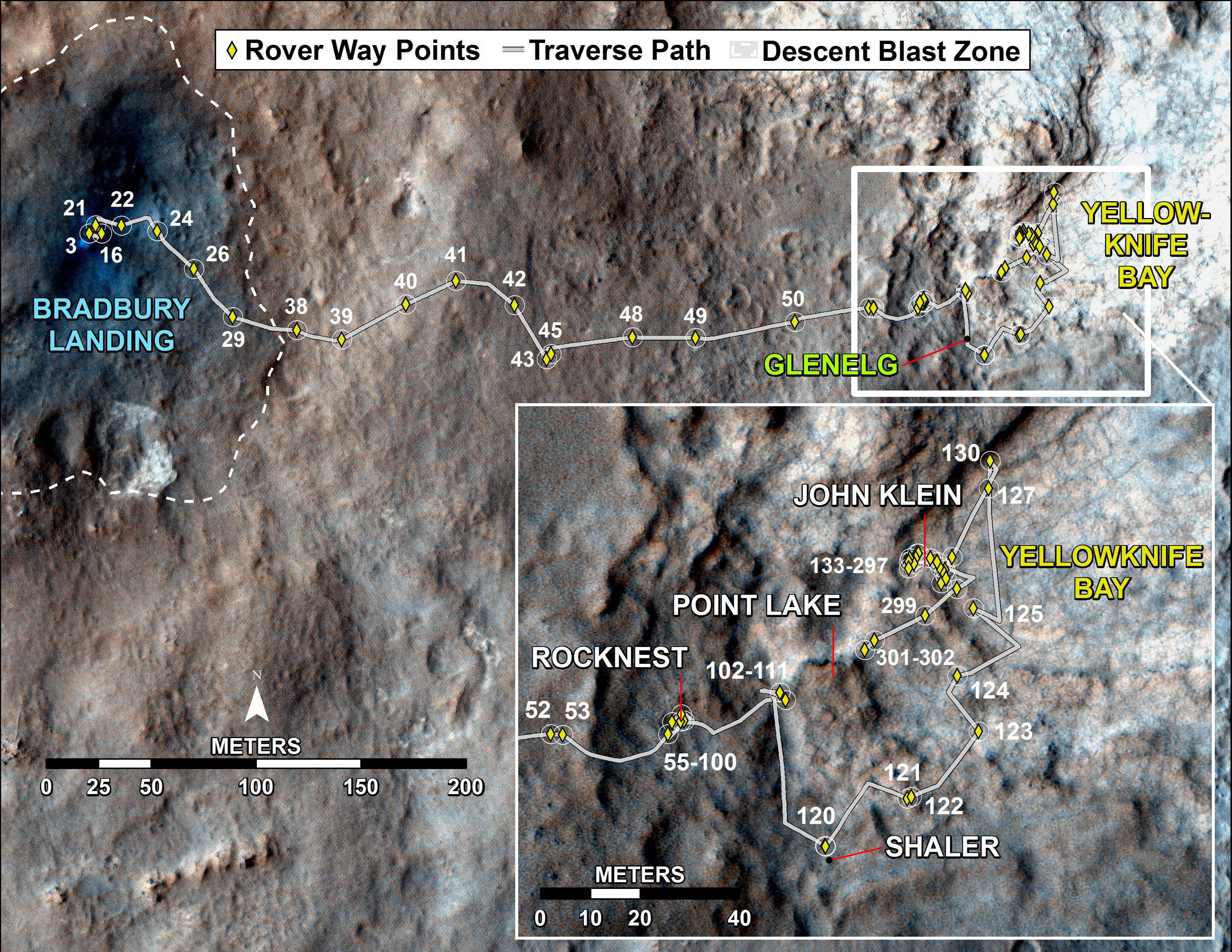
Шлях, пройдений «К'юріосіті» на 302-й сол і діаграма температур.

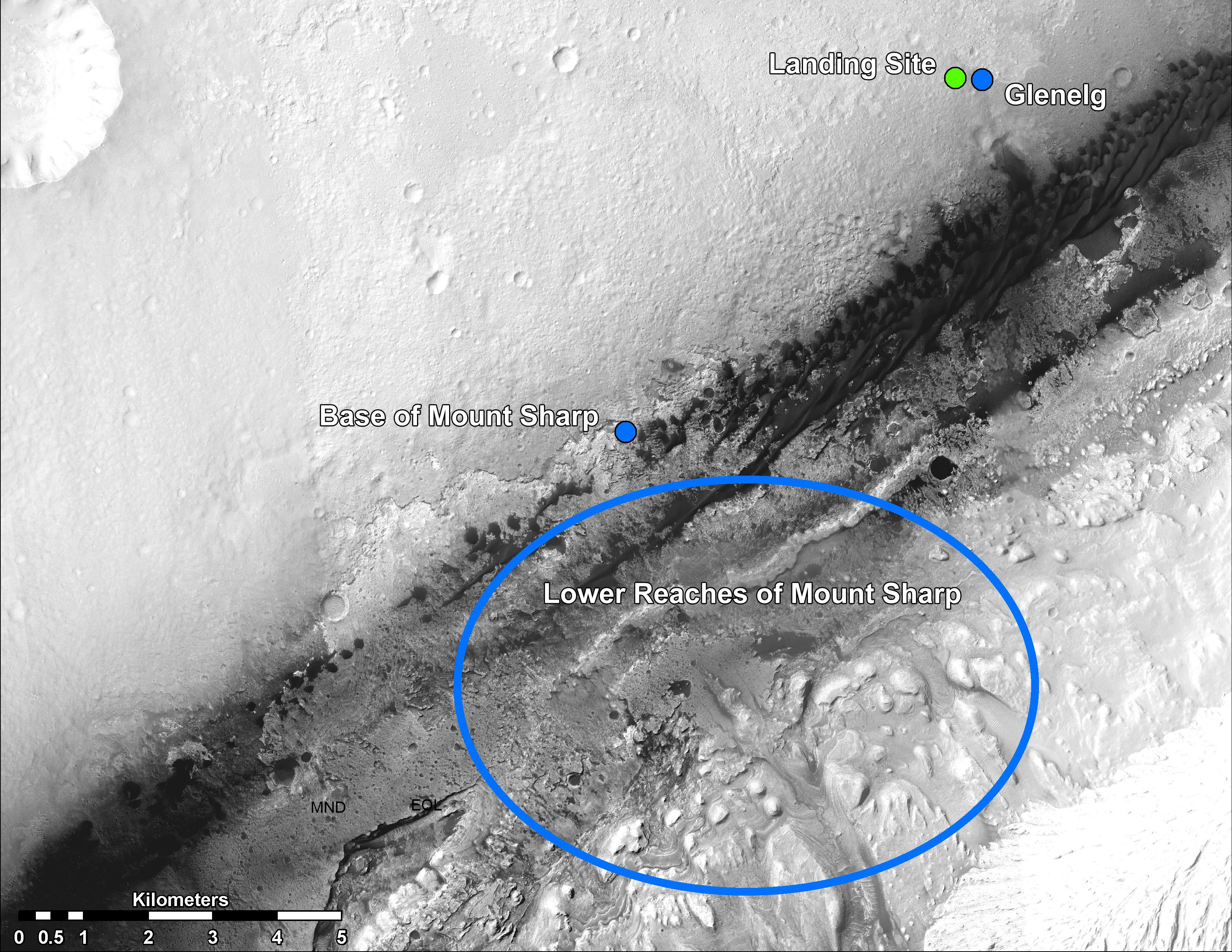
Підніжжя гори Шарпа і місце розташування марсохода в 2012 році

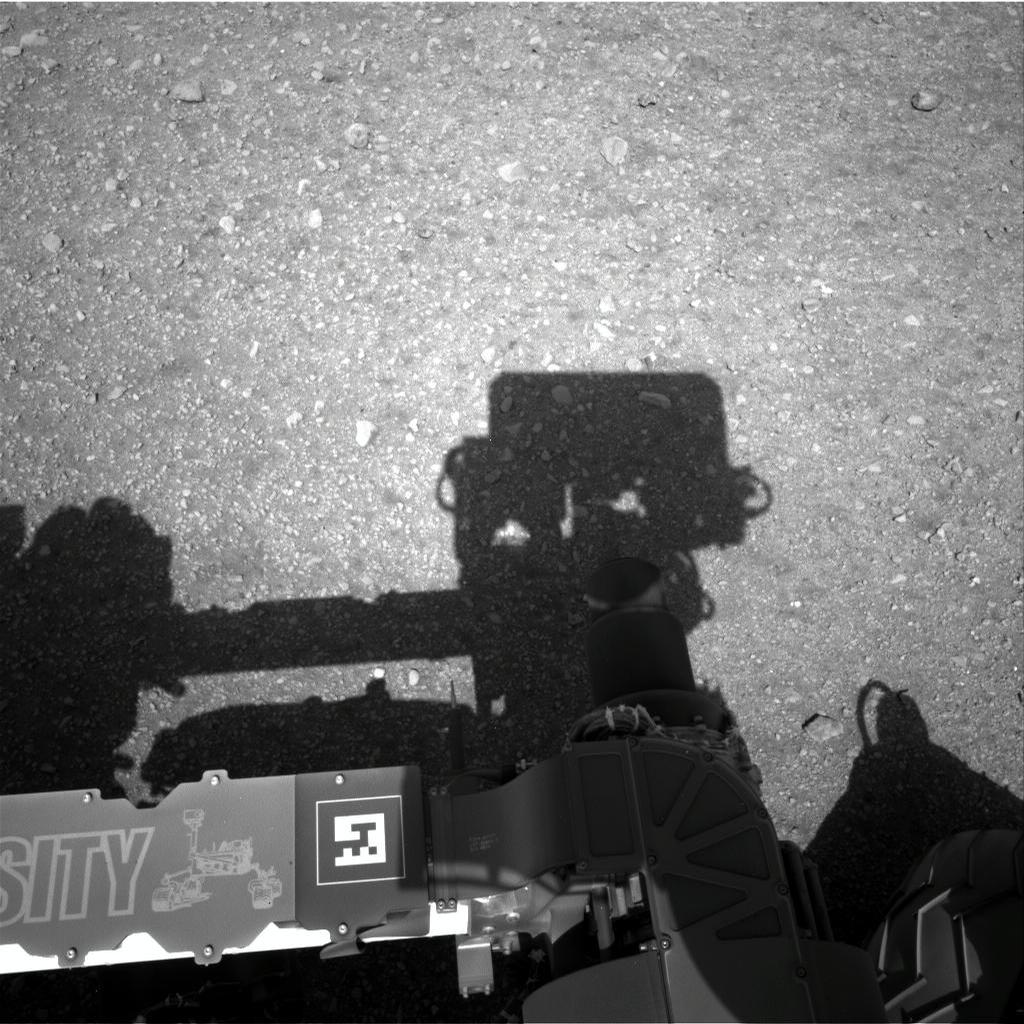
Перший знімок навігаційної камери Navcam

Перша кольорова панорама, зроблена камерою Mars Science Laboratory.

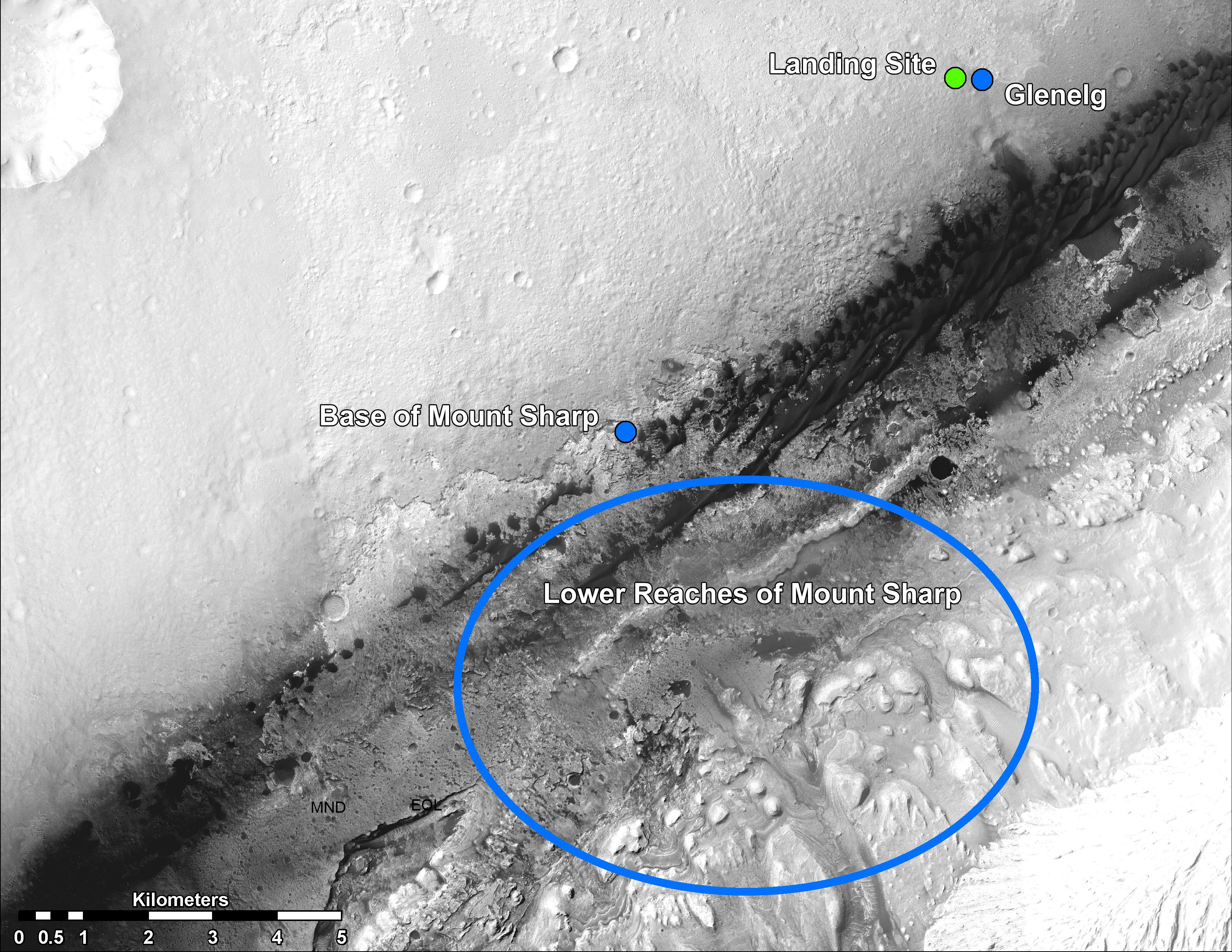
Підніжжя гори Шарпа і місце розташування марсохода в 2012 році.

- 7 серпня — 1-й сол[18] — марсоходом передано на Землю першу кольорову фотографію Марса, зроблену камерою MAHLI, а також серію з 297 кольорових знімків низької роздільності (192 × 144 пікселів), з яких було змонтовано відеоролик зниження й посадки марсохода. Ці знімки було зроблено під час зниження апарата в кратер Ґейла камерою MARDI, спрямованою вниз.
- 8 серпня — 2-й сол — навігаційні камери зробили перші знімки марсіанського ландшафту[19].
- 9 серпня — 3-й сол — марсоходом успішно розгорнуто й спрямовано у бік Землі антену для зв'язку, зібрано дані про радіацію й температуру. Також марсоходом передано на Землю серію зі 130 зображень низької роздільності (144 × 144 пікселів), з яких складено першу панораму місцевості навколо марсохода. Російський нейтронний детектор ДАН було вперше ввімкнено в пасивному режимі й він успішно пройшов перевірку. Було здійснено калібрування головної камери MASTCAM. Також було перевірено такі інструменти: APXS (альфа-спектрометр), Chemin (хімічний аналізатор) і SAM.
- 10 серпня — четвертий сол — підготовка до заміни програмного забезпечення з «посадкової» версії на «марсіанську», призначену для роботи на поверхні планети.
- 11—14 серпня — 5—8-й сол — заміна програмного забезпечення. «К'юріосіті» надіслав на Землю перші кадри навколишнього середовища у високій роздільності (1200 × 1200 пікселів), зроблені камерою Mastcam[20][21], а також нові високоякісні знімки, на яких видно сліди давніх річок. За світлинами, отриманими за допомогою камер апарата й приладу HiRISE з Mars Reconnaissance Orbiter визначено точне місце посадки марсохода.

 15 серпня 2012 року марсохід почав перевірку інструментів і тестування. Перше випробування лазера ChemCam «К'юріосіті» на Марсі було проведене на камені N165 («Coronation» rock), біля Bradbury Landing 19 серпня 2012 року.
Науковцями з команди «К'юріосіті» було визначено шість можливих маршрутів до підніжжя гори Шарп, протягом року, поки «К'юріосіті» буде їхати до гори, він буде вивчати гірські породи і ґрунт дна кратера.
- 17 серпня — 11-й сол — прилад DAN було ввімкнено в активному режимі, від відпрацював протягом однієї години, без зауважень і його було вимкнено за командою. Отримано першу наукову інформацію про склад речовини Марса й про радіаційний фон на місці посадки[27]. Розпочалося тестування приладів REMS.
- 19 серпня — 12-й сол — перше використання пристрою ChemCam. Промінь детектора з енергією 14 мДж тридцятьма нетривалими імпульсами протягом 10 с подіяв на свою першу ціль — камінь № 165, який був розташований на відстані приблизно 3 м від марсохода й отримав назву «Коронація». У точці влучання атоми каменю перетворилися на світну йонізовану плазму. Світіння плазми було прийнято ChemCam, який здійснив спектрометричні виміри. Якість роботи ChemCam перевершила всі сподівання й виявилася навіть вищою, ніж на Землі[28][29][30][31]. Успішно протестовано маніпулятор марсохода.
- 22 серпня — 16-й сол — перший рух марсохода. «К'юріосіті» проїхав вперед 4,5 м, повернувся на 120° і проїхав назад 2,5 м. Тривалість поїздки склала 16 хв[32].

Завершивши мобільні тести, марсохід розпочав перший шлях 29 серпня 2012 р. до місця під назвою Glenelg, це близько 400 м на Схід. Glenelg, це місце, де перетинаються три типи місцевості, і є першою ціллю місії. Пересування може зайняти до двох місяців, після чого «К'юріосіті» залишиться в Glenelg протягом місяця.
На шляху «К'юріосіті» вивчав пірамідальну скелю під назвою Скеля Матієвича («Jake Matijevic») на честь математика та інженера, який відіграв важливу роль у розробці шестиколісного приводу марсохода та помер через декілька днів після приземлення «К'юріосіті» на Марс у серпні. Розміри Jake rock близько 25 см висота та 40 см ширина. Ця магматична гірська порода може бути різновидом базальту багата на натрій, олігоклаз. Після цього, 30 вересня 2012 року, було знайдено дрібно-зернистий камінь, названий «Батерст-Інлет (камінь)» (Bathurst Inlet), який був вивчений приладами Mars Hand Lens Imager (MAHLI) та Alpha particle X-ray spectrometer (APXS). Камінь був названий на честь глибокої бухти Батерст-Інлет, яка розташована уздовж північного узбережжя Канадського материка. Крім того, пісочна ділянка, названа «Rocknest», була ціллю для першого тестування совка на руці «К'юріосіті».
- 30 серпня — сол 24 — марсохід проїхав 21 м у східному напрямку. Це перша з початку місії поїздка на значну відстань.
- 31 серпня — сол 25 — створення 360-градусної панорами нового місцезнаходження й фотографування місцевості в східному напрямку, куди марсохід незабаром вирушить. Також проводилось спостереження неба (хмарності) та моніторинг навколишнього середовища.
- 4 вересня — сол 29 — «К'юріосіті» подолав ще 30,5 м у південно-східному напрямку. Загальна пройдена відстань марсоходом від початку місії склала 109 м.
- 5—12 вересня — сол 30—37 — апарат зробив тривалу зупинку на шляху в Гленелг і розкрив свій маніпулятор, щоб протестувати прилади, що знаходяться на його турелі. Місце, де проводилися випробування, було обрано не випадково — під час перевірки «К'юріосіті» повинен був знаходитися під певним кутом по відношенню до Сонця і стояти на рівній поверхні. Механічна «рука» довжиною 2,1 метра зробила кілька рухів і виконала ряд дій. Тестування допомогло вченим зрозуміти, як діє маніпулятор у марсіанській атмосфері після довгої космічної подорожі у порівнянні з аналогічними тестами, які проводилися ще на Землі. Загальна відстань, пройдена апаратом за місяць перебування на Марсі, склала 109 метрів, що становить чверть відстані від місця посадки до району Гленелг[38][39][40].
- 14—19 вересня (39—43-й соли) — марсохід проїхав за ці дні 22, 37, 27, 32 і 31 метр відповідно. Загальна відстань, пройдена марсоходом з 5 серпня, склала 290 метрів. На 42-й сол «К'юріосіті» за допомогою MastCam «спостерігав» за частковим сонячним затемненням, викликаним транзитом Фобоса по диску Сонця[41][42][43].
- 25 вересня — сол 49 — марсохід проїхав 31 метр у напрямку до Гленелг. Загальна відстань, пройдена ним з 5 серпня, склала 367 метрів[44].
- 26 вересня — сол 50 — марсохід проїхав 49 метрів у напрямку до Гленелг. Загальна відстань, пройдена ним з 5 серпня, склала 416 метрів[45].
- 27 вересня — сол 52 — науковці з НАСА підтвердили, що знайдені марсоходом камені (впродовж солу 39)[46] піддавалися водній ерозії, а висохлі русла можуть свідчити, що на Марсі колись текли струмки[47][48].
- 7 жовтня — сол 61 — марсохід вперше набрав за допомогою маніпулятора повну лопатку ґрунтової породи. Однак, після вивчення зображень отриманих впродовж цієї процедури камерою Mastcam, команда управління марсоходом помітила на передньому плані в нижній частині зображень яскравий об'єкт на поверхні, котрий може бути відламаною апаратною частинкою марсохода. Тому всі подальші відбори проб скасовано. Натомість марсохід спробує зробити додаткові світлини знайденого предмету, щоб допомогти команді оцінити можливі наслідки цієї знахідки[49].
- 17 жовтня — Rocknest, «К'юріосіті» проводив перший рентгенівський дифракційний аналіз марсіанського ґрунту. Результати показали наявність декількох мінералів, у тому числі польового шпату, пироксенів і олівіну, вчені припустили, що марсіанський ґрунт у зразку був схожий на вивітрюванні базальтові ґрунти Гавайських вулканів. Зразок, який був використаний, складається з пилу глобальних пилових бур та місцевого дрібного піску.
- 22 листопада — «К'юріосіті» проаналізував скелю «Рокнест-3» (Rocknest 3) з APXS, а потім відновив подорож до «Озера Пойнт» (Point Lake) на шляху до Геленг[50].
- 3 грудня — НАСА повідомила, що «К'юріосіті» здійснив свій перший значний аналіз ґрунту, який свідчить про присутність молекул води, сірки і хлору в марсіанському ґрунті[51][52]. Наявність перхлоратів у зразку здається досить ймовірною. Наявність сульфатів і сульфідів також ймовірна, які були виявлені через присутність діоксиду сірки і сірководню. Невеликі кількості хлорметану, дихлорметану і трихлорметану також були виявлені. Джерела походження вуглецю в цих молекулах не ясні. Можливі джерела — забруднення приладу, органічних речовин у зразку і неорганічних карбонатів.

### Події 2013 року

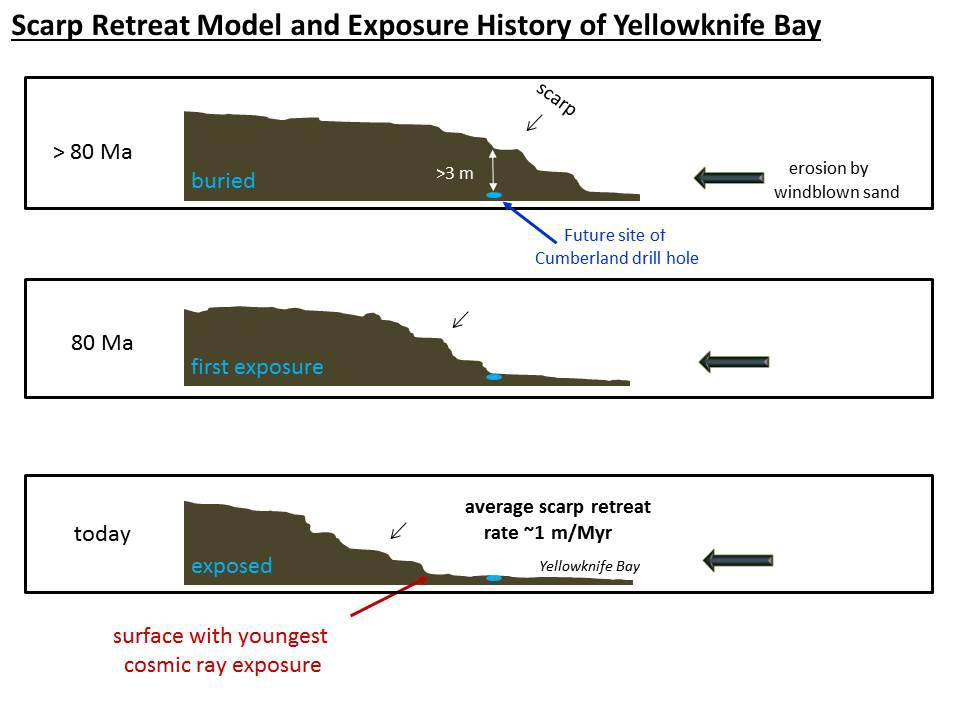
Крутий піщяний склон руйнується з плином часу на Марсі (Yellowknife Bay, 9.12.2013).

- 9 лютого — «К'юріосіті», який почав буріння поверхні Марса, здобув першу пробу твердої породи ґрунту[53].
- 28 лютого — НАСА було змушене перейти на резервний комп'ютер ровера через проблеми в флеш-пам'яті, які призвели до того, що комп'ютер постійно перезавантажувався. Зробивши резервне копіювання, комп'ютер був увімкнений у безпечному режимі і був приведений у робочий стан 19 березня 2013 року[54][55].

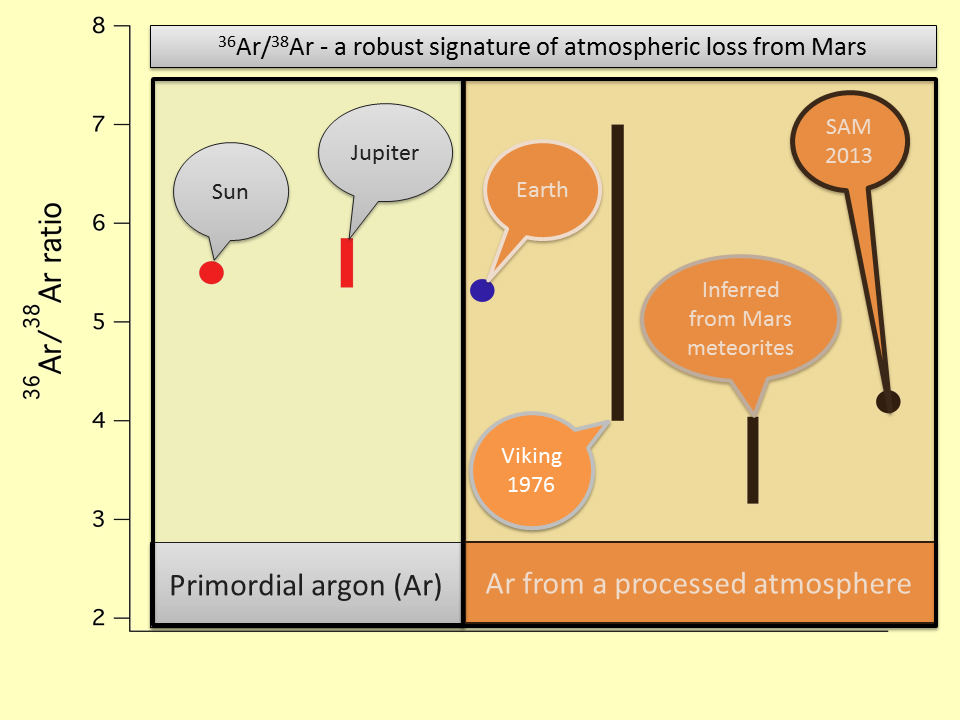
Ізотопи аргону використовуються для оцінки втрати атмосфери Марса.(«К'юріосіті», квітень 2013 року)

- У березні 2013 року НАСА повідомила, що «К'юріосіті» знайшов докази того, що геохімічні умови у кратері Гейл колись були придатні для життя мікробів, після аналізу першої пробуреного зразка марсіанської породи, каменя «Джон Клейн» у «Бухті Йелоунайф» (Yellowknife Bay) у кратері Гейл. Марсохід виявив воду, діоксид вуглецю, кисень, діоксид сірки і сірководень[56][57][58]. Були також виявлені хлорометан і дихлорометан. Відповідні тести показали результати, які узгоджувалися з наявністю смектитових глинистих мінералів[56][57][58][59][60].
- 8 квітня — НАСА повідомила, що вимірювання ізотопного складу інертного газу аргону в атмосфері Марса за допомогою приладу марсохода виявило, що Марс розгубив більшу частину своєї атмосфери[61][62].
- 5 червня — НАСА оголосило, що «К'юріосіті» скоро почне восьмикілометрову (п'ятимильну) подорож з області Гленелг до підніжжя гори Шарп. Поїздка, як очікується, забере від дев'яти місяців до року з зупинками на шляху для вивчення рельєфу місцевості[63][64][65].
- 4 липня — марсохід вирушив до підніжжя гори Шарпа. За час своєї подорожі, яке займе близько року, марсохід подолає близько 8 км шляху, а також буде робити всебічне вивчення ґрунту, повітря і радіоактивного фону планети. Настільки довгий час подорожі обумовлений декількома причинами. По-перше, на шляху до гори Шарпа стоїть безліч масивів із піщаних дюн. Марсохід повинен буде обходити їх стороною, щоб не загрузнути там назавжди, як це трапилося з марсоходом «Спіріт». По-друге, під час подорожі також можуть виявитися цікаві зразки марсіанських порід, і тоді «К'юріосіті» відправлять команду зробити зупинку і проаналізувати знахідки. «К'юріосіті» виявив на Марсі сліди стародавнього озера. Результати досліджень опубліковані 9 грудня в журналі «Сайенс» (Science — «Наука») (стаття надійшла до редакції 4 липня 2013 року), їх короткий огляд приводить «Сайенс Уорлд Репорт» (Science World Report). Сліди озера були знайдені на ділянці Yellowknife Bay в кратері Гейла, де марсохід працює з серпня 2012 року. Аналіз осадових порід на цій ділянці показав, що близько 3,6 мільярда років тому в кратері Гейла існувало, щонайменше, одне озеро. Озеро імовірно було прісноводним і містило ключові хімічні елементи, необхідні для життя: вуглець, водень, кисень, азот і сірку. Вчені припускають, що в такій воді могли існувати прості бактерії, як-от хемолітоавтотрофні (тобто які одержують енергію за рахунок окислення неорганічних сполук і використовують вуглекислий газ як джерело вуглецю). Дослідники, проте, звернули увагу на те, що жодних ознак життя на Марсі поки виявлено не було. За їхніми словами, сьогодні можна говорити тільки про те, що в кратері Гейл, можливо, існувало озеро, яке могло б надати сприятливі умови для мікроорганізмів[66].
- 16 липня марсохід досяг віхи в своїй подорожі по Марса, пройшовши 1 км, з моменту його посадки в 2012 році. На 1 серпня 2013 року марсохід пройшов 1,686 км.
- 19 липня — науковці НАСА опублікували результати нового аналізу атмосфери Марса, повідомляючи про відсутність метану навколо місця посадки марсохода. Крім того, вчені знайшли докази того, що на Марс «втратив більшу частину своєї атмосфери протягом довгого часу», атмосфера складалася з великої кількості ізотопного складу газів, зокрема аргону і вуглекислого газу[67][68][69].
- 6 серпня — НАСА відзначила перший рік «К'юріосіті» на Марсі (з 6 серпня 2012 року до 5 серпня 2013 року). На честь свого дня народження марсохід навіть виконав популярну пісеньку «Happy Birthday» («З днем народження») за допомоги свого аналізатора зразків. Цей прилад може вібрувати у різних частотах, щоб переміщати зразки порід. Зазвичай ці вібрації звучать як шум, але керівники марсохода зуміли налаштувати їх так, щоб вони пролунали як популярний мотив[70] НАСА випустило декілька відео (video-1, video-2), підбиваючи підсумки досягнень марсохода протягом року[71][72]. Насамперед місія знайшла докази «древніх середовищ, придатних для життя» на Марсі. Марсохід проїхав більше однієї милі по марсіанській поверхні, передавши понад 190 гігабіт даних на Землю, у тому числі 70 000 зображень (36 700 повнорозмірних фото і 35 000 мініатюр), і лазер марсохода був запущений понад 75 тисяч разів до 2000 цілей[73].

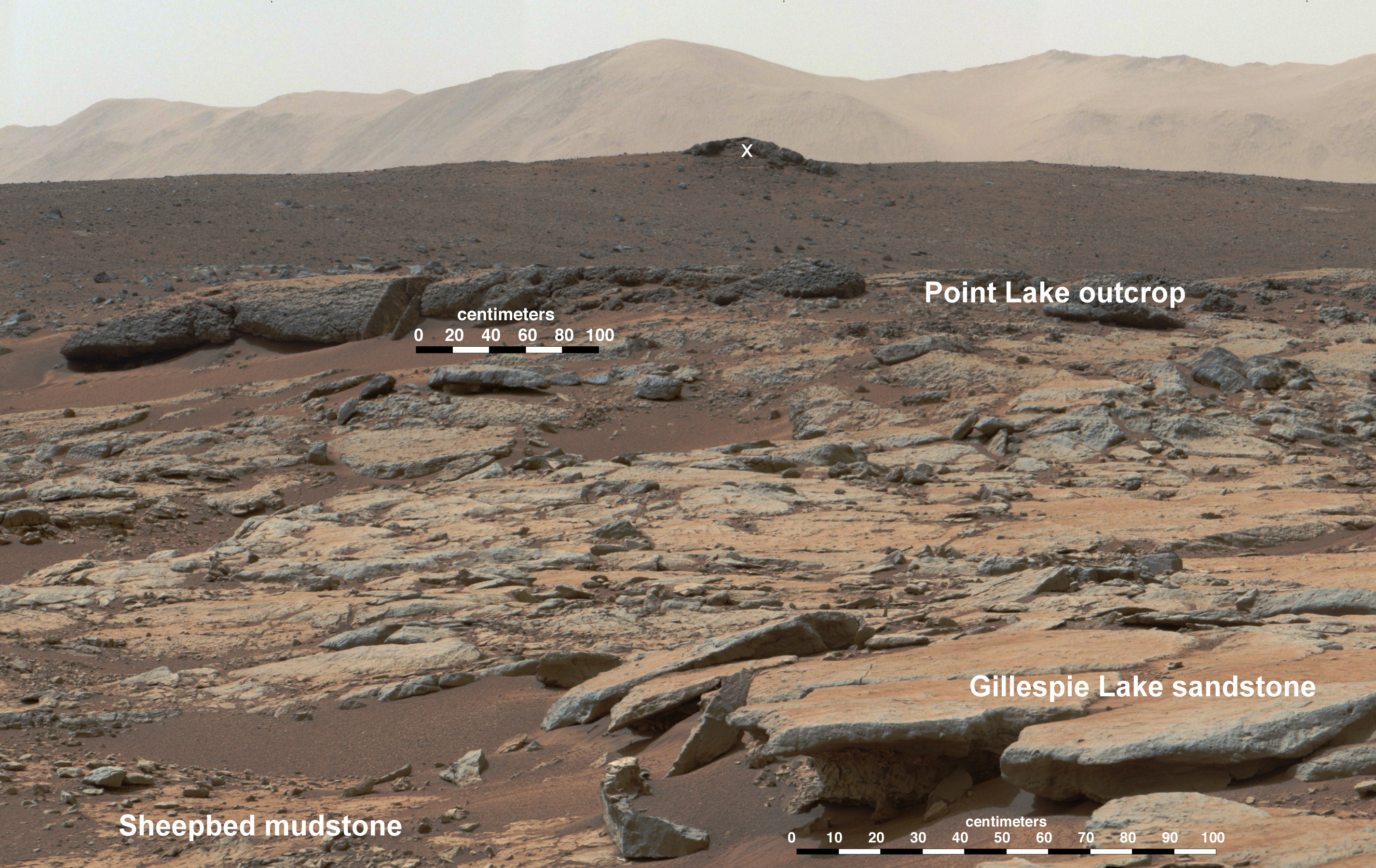
«К'юріосіті» — краєвид на аргиллит «Sheepbed» (внизу зліва) та оточуюча місцевість (14 лютого 2013 року).

- 27 серпня — «К'юріосіті» вперше використовує автономну навігацію — «автонав» (autonav), яка уможливлює безпечно орієнтуватися на поверхні невідомого марсіанського ґрунту[74].
- 19 вересня — науковцями НАСА, на основі подальших вимірювань «К'юріосіті», не було зареєстровано наявності метану в атмосфері зі значенням 0,18 ± 0,67 ppbv, з відповідною верхньою межею 1,3 ppbv (95 % межі). Вони дійшли висновку, що ймовірність поточної метаногенної мікробної активності на Марсі знижується[75][76][77].
- 26 вересня — науковці НАСА доповіли про те, що марсохід «К'юріосіті» виявив на Марсі у зразках марсіанського ґрунту значні, легкодоступні запаси води (від 1,5 до 3 % загальної маси). Зразки ґрунту були взяті у місцевості під назвою «Rocknest» на рівнині Aeolis Palus кратера Ґейл[78][79][80][81][82][83]. Крім того, НАСА повідомили про те, що марсохід виявив два основні типи марсіанського ґрунту: дрібнозернистий реголіт основного типу, та грубозернистий реголіт місцевого походження — кислого типу[80][82][84]. Утворення ґрунтів основного типу, так само як і інших марсіанських ґрунтів та атмосферного пилу, асоціювалося із гідратацією ґрунту в його аморфному стані[84]. У місці висадки марсохода «К'юріосіті» (а також раніше, далі на північ, де здійснив посадку космічний апарат «Фенікс») були виявлені перхлорати, присутність яких може значно ускладнити пошук органічних молекул на Марсі, які могли б мати відношення до теоретичного минулого життя на цій планеті. Присутність перхлоратів у цьому місці дає змогу припустити «глобальне розповсюдження цих солей»[83]. НАСА також повідомили, що камінь Jake M, знайдений марсоходом «К'юріосіті» на шляху до району Glenelg, виявився магіаритом, дуже подібним до земних магіаритових порід[85].

- 17 жовтня — НАСА повідомила, на основі аналізу аргону в атмосфері Марса, підтвердили походження деяких метеоритів знайдених на Землі — з Марса[86].

- 13 листопада — НАСА оголосила назви двох наукових цілей на Марсі, важливі для двох діючих геологорозвідувальних марсоходів, названі на честь планетарного вченого Брюса Мюррея (1931—2013): «Мюррей Бют», ровер «К'юріосіті» рухатиметься до гори Шарп і «Мюррей Рідж», підніметься до кратера, який вивчає марсохід «Опортюніті»[87].
- 25 листопада — НАСА повідомила, що «К'юріосіті» відновив діяльність у повному обсязі в області, без видимої втрати працездатності, після завершення діагностики проблеми з електрикою, які вперше спостерігали 17 листопада, по всій видимості, це було внутрішнє коротке замикання марсохода в його джерелі, (Радіоізотопний термоелектричний генератор), викликало незвичайне і переривчасте зниження показника напруги у ровера[88][89].
- 27 листопада — у «Нью-Йорк таймс» вийшла стаття «Світ Марса» Джона Гроцінгера, головного ученого місії «К'юріосіті», про поточне і запропоноване дослідження Марса[90].
- 9 грудня — НАСА повідомила, що на планеті Марс було велике прісноводне озеро (яке, можливо, було сприятливими місцем для життя мікробів) на основі даних з ровера, який вивчає Aeolis Palus, недалеко від гори Sharp в кратері Ґейла[91][92].

- 9 грудня — дослідники НАСА повідомили, що в серії з шести статей у журналі «Science», опубліковано багато нових відкриттів від марсохода «К'юріосіті». Виявили, що органічні шари не можуть бути пояснені забрудненням. Хоча органічний вуглець, ймовірно, з Марса, це можна пояснити пилом і метеоритами, які падали на планету. Оскільки більша частина вуглецю була випущена приладом ровера з Марса при відносно низькій температурі, він (вуглець), ймовірно, не з карбонатів у зразку. Вуглець може бути від організмів, але це не було доведено. Цей матеріал органічного походження був отриманий шляхом буріння 5-сантиметрового отвору в місці під назвою «Yellowknife Bay» в скелі під назвою «Sheepbed mudstone». Зразки отримали назву «Джон Клейн» і «Камберленд». Мікроби могли б жити на Марсі шляхом отримання енергії з хімічних дисбалансів між корисними копалинами, у процесі, який називають Хемолітотрофія, що означає «Поїдання каменів». Тим не менш, у цьому процесі дуже невелика кількість вуглецю бере участь у «поїданні каміння» — набагато менше, ніж було знайдено на Yellowknife Bay[93][94][95][96][97][98][99][100]. Використовуючи мас-спектрометр набору інструментів для аналізу зразків на Марсі, вчені міряли кількість ізотопів гелію, неону і аргону, що були вироблені космічними променями, які проходили через каміння. Чим менше цих ізотопів знайдено, тим менший строк порода перебувала на поверхні. Каміння з дна озера віком 4 мільярди років, що було пробурено «К'юріосіті», було відкрито між 30 млн і 110 мільйонів років тому вітрами, які здули двометровий шар породи. Далі вчені сподіваються знайти місце, яке десятки мільйонів років молодше, за рахунок буріння ближче до навислої оголеної породи[101]. Протягом прибл. 300 днів спостережень вимірювалися поточний максимум сонячної радіації, поглинена доза і еквівалентна доза від галактичних космічних променів і часток сонячної енергії на поверхні Марса. Ці виміри необхідні для майбутніх пілотованих польотів до Марса, щоб забезпечити виживання мікробного життя, будь-якого можливого діючого або минулого життя, і визначити, як довго потенційні органічні біосігнатури можуть бути збережені. Це дослідження припускає, що свердління глибиною 1 метр може відкрити життєздатні радіорезистентні мікробні клітини. Фактична поглинена доза вимірюється Радіаційним детектором оцінки (RAD) і становить 76 мГр/рік на поверхні. На підставі цих вимірювань, під час подорожі до Марса і поверненні до Землі (500 днів), астронавт буде піддаватися загальній дозі радіації еквівалентній ~ 1,01 зіверт. Вплив 1 зіверта призведе до 5-відсоткового збільшення ризику розвитку смертельного раку. При максимальному терміні перебування астронавтів на низькій навколоземній орбіті, НАСА оцінює підвищений ризик виникнення раку на 3 %. Максимальний захист від галактичних космічних променів може бути досягнутий тільки під 3 метрами марсіанського ґрунту[102][103]. У досліджених зразках був колись бруд, у якому, можливо, знаходились живі організми (час їх існування від для мільйонів до декількох десятків мільйонів років тому). Це було вологе середовище з нейтральним рН, низькою солоністю і змінним станом окислювально-відновлювального процесу заліза і сірчаних сполук. Ці типи заліза й сірки могли існувати в живих організмах. C, H, O, S, N, Р були виміряні безпосередньо як ключові біогенні елементи. Два зразки, «Джон Клейн» і «Камберленд», містять базальтові мінеральні речовини, кальці-сульфати, залізо-оксиди/гідроксиди, залізо-сульфіди, аморфний матеріал, тріоктаедричні смектіти (типу глини). Базальтові мінерали в аргілітах аналогічні тим, які були в найближчих аеолових відкладеннях. Тим не менш, аргіліти мають набагато менше залізо-форстеру плюс магнетиту, так залізо-форстер (тип олівіну) був, імовірно, змінений, щоб сформувати смоктати (типу глини) і магнетит. Наприкінці пізньої Нойської/ранньої Гесперійської ери або раніше свідчить про те, що формування глинистого мінералу на Марсі виходить за рамки Нойської ери; таким чином, у цьому місці нейтральний pH тривав довше, ніж вважалося раніше[95][104][105][106][107][98][100][108][104].
- 20 грудня — НАСА повідомила, що програмне забезпечення «К'юріосіті» успішно оновили, втретє після посадки, а тепер він працює з версією ПЗ-11. Нове програмне забезпечення, як очікується, забезпечить марсохід кращою роботою роботизованого маніпулятора і покращить автономні рушійні здібності. Через зношування коліс, інженери відносяться до поїздок ровером по пересічній місцевості акуратніше[109].

### Події 2014 року
- 24 січня — НАСА повідомила, що на даному етапі «К'юріосіті» і «Опортюніті» будуть шукати докази стародавнього життя, у тому числі біосфери на основі автотрофних, хемотрофних та хемолітоавтотрофних мікроорганізмів, а також стародавньої води, у тому числі річки й озера (рівнини, пов'язані з давніми річками або озерами), які, можливо, були придатні для життя. Нині основним завданням НАСА є пошук доказів життєдіяльності, тафономії (скам'янілостей) і органічного вуглецю на планеті[110][111][112][113][110].
- 6 лютого — ровер, з тим щоб зменшити знос коліс, уникаючи грубу місцевість, успішно перетнув піщану дюну «Dingo Gap» і надалі буде подорожувати до гори Шарп гладким маршрутом[114][115].

- 19 травня — вчені оголосили, що численні мікроби, як-от Tersicoccus phoenicis, можуть бути стійкими до методів, які зазвичай використовуються в збірці космічних апаратів у чистих приміщеннях. На даний час не відомо, чи могли такі стійкі мікроби витримати космічну подорож і бути присутніми на марсоході «К'юріосіті»[116].
- 25 травня — «К'юріосіті» знайшов залізний метеорит і назвав його «Lebanon».
- 3 червня — Марсохід відобразив планету Меркурій, що проходить транзитом перед Сонцем. Це перший транзит планети перед Сонцем, спостережуваний не з Землі. Крім того, це перше зображення Меркурія, зроблене з поверхні Марса. Оскільки Меркурій закриває тільки приблизно одну шосту пікселя, через велику відстань, затемнення не має яскраво вираженої і чіткої форми. Однак траєкторія Меркурія була обчислена за допомогою орбітальних обчислень. Марсохід спостерігав за транзитом Меркурія за допомогою своєї телефотокамери MastCam.
- 24 червня — «К'юріосіті» завершив марсіанський рік — 687 днів, він виявив, що Марс, колись мав умови навколишнього середовища, сприятливі для мікробного життя[117].
- 27 червня — «К'юріосіті» перетнув кордон свого «безпечного еліпса» і тепер на території, яка може бути ще більш цікавою, особливо з точки зору марсіанської геології і ландшафту[118].
- 12 липня — «К'юріосіті» сфотографував перший лазерний спалах на Марсі.
- 6 серпня — «К'юріосіті» відсвяткував своє дворіччя з посадки на Марс у 2012 році.
- 11 вересня — група вчених НАСА оголосила прибуття «К'юріосіті» до гори Шарп і обговорила плани на майбутнє щодо марсохода.
- 11 вересня — (сол 746), «К'юріосіті» досяг схилу гори Шарп, довгострокової точки призначення марсохода місії, де ровер, як очікується, дізнається більше про історію Марса. «К'юріосіті» пройшов відстань 6,9 км від гірського схилу до точки Yellowknife Bay на 4 липня 2013 року[119][120][121][121].
- 19 жовтня — марсохід «К'юріосіті» спостерігав проліт комети C/2013 A1.
- 8 грудня — група вчених НАСА обговорювала останні спостереження «К'юріосіті», у тому числі робила висновки стосовно того, як вода, могла допомогти сформувати ландшафт Марса і клімат, що могло б призвести до виникнення довговічних озер у багатьох марсіанських місцевостях[122][123][124].
- 16 грудня — НАСА повідомило, що органічні хімічні сполуки були виявлені у вигляді порошку, зі скелі, яку пробурив ровер[125][126][127].

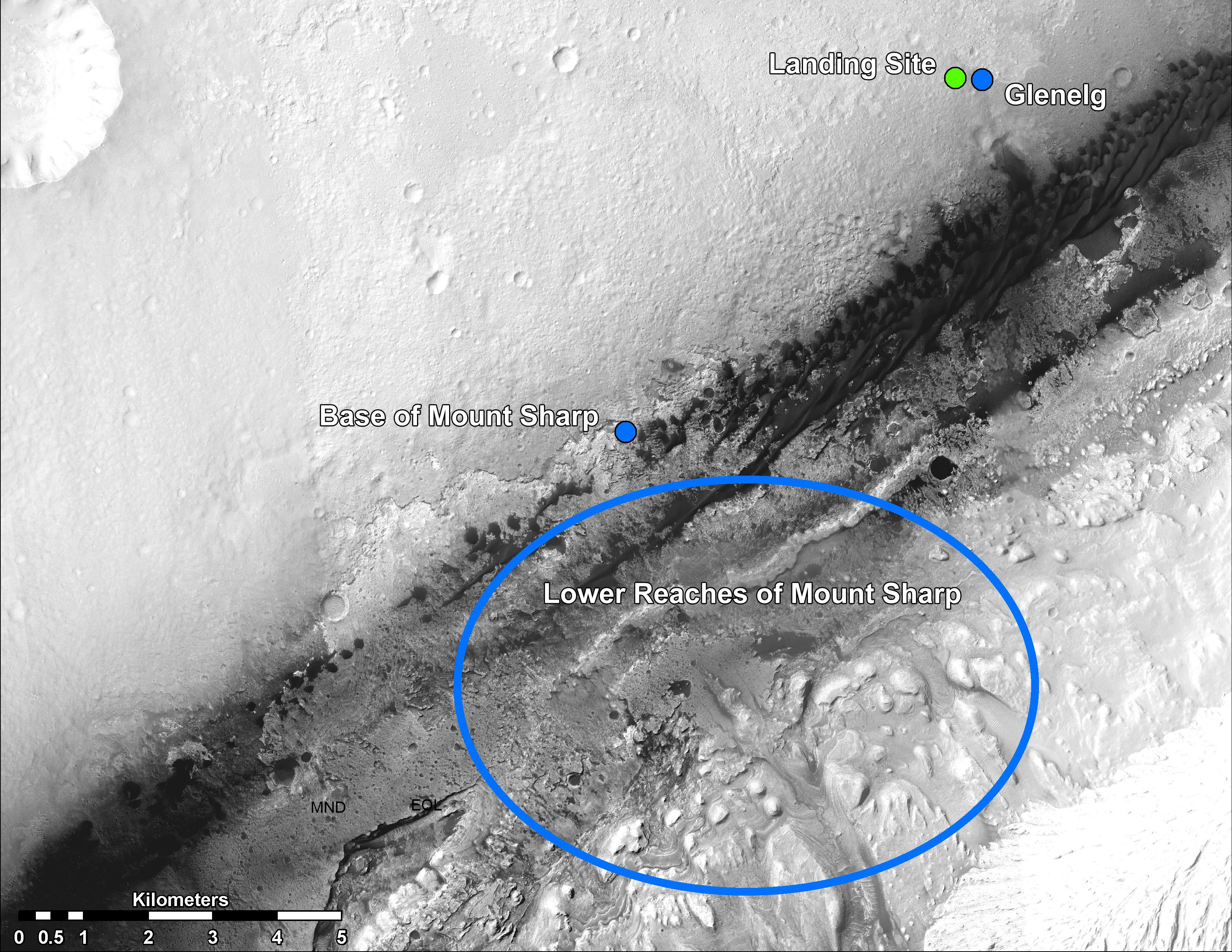
Оглядова карта (синій овал) — це підніжжя гори Шарп (17.08. 2012).
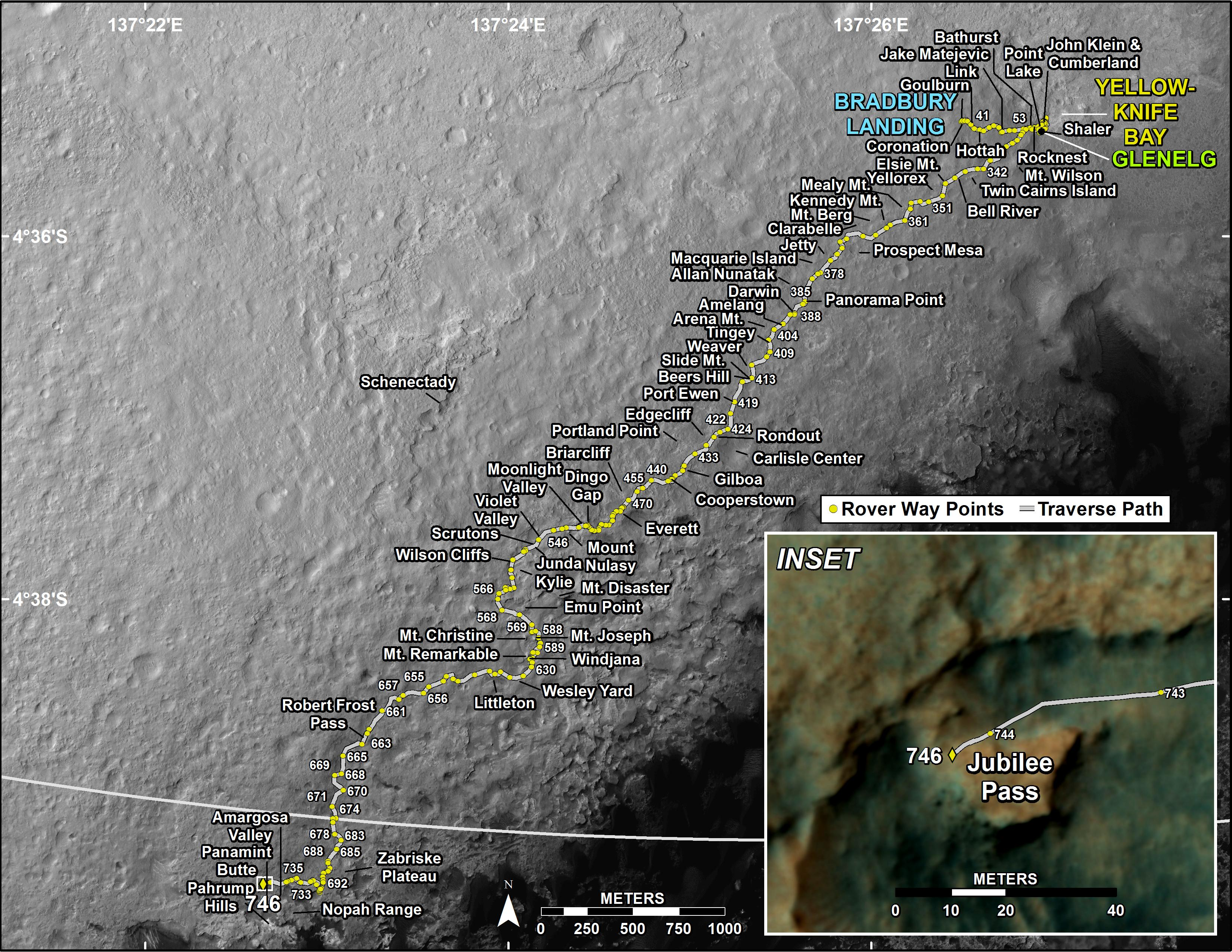
Карта маршруту марсохода від посадки до гори Шарп (11.09.2014).
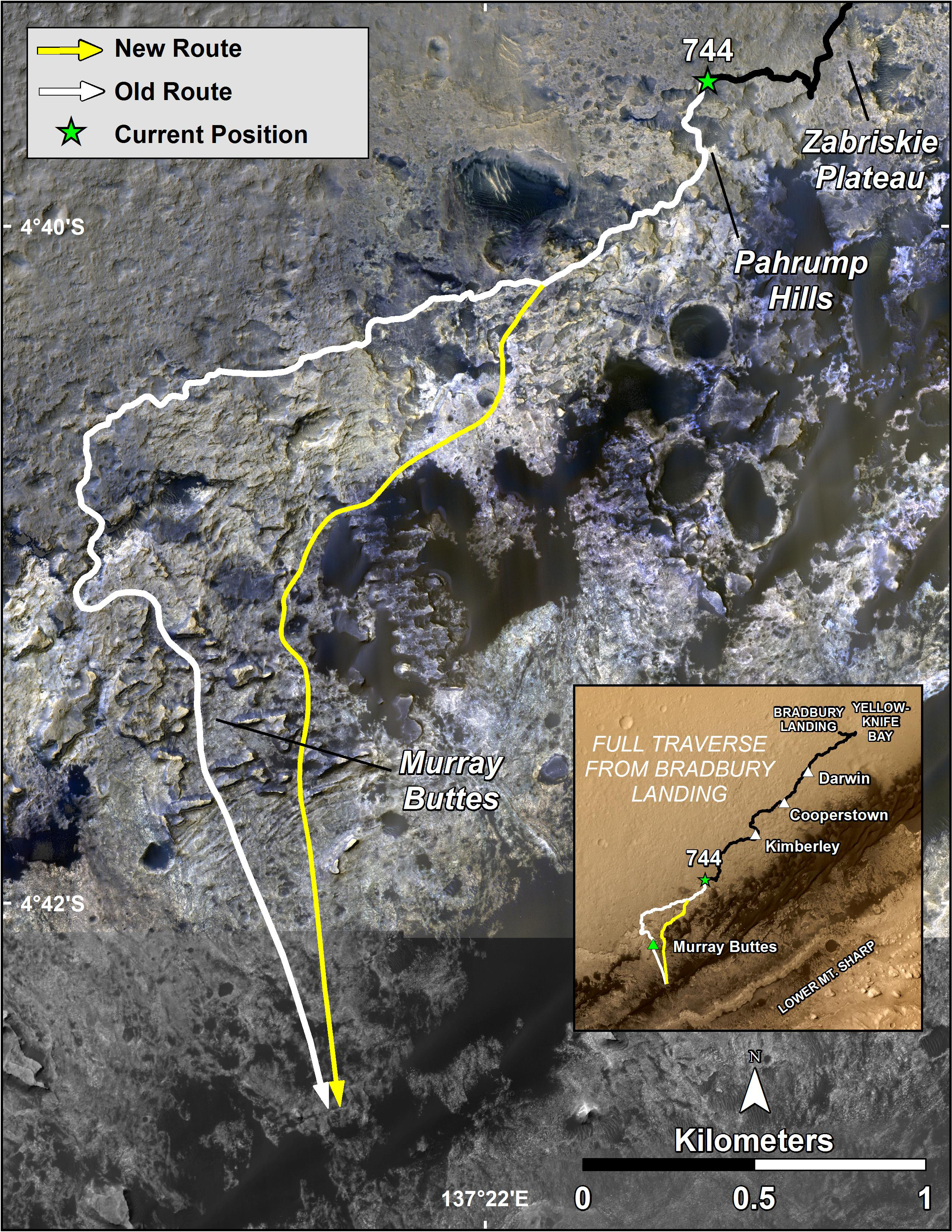
Великомасштабна карта (жовтим кольором) — новий маршрут до схилів гори Шарп (11.09.2014).
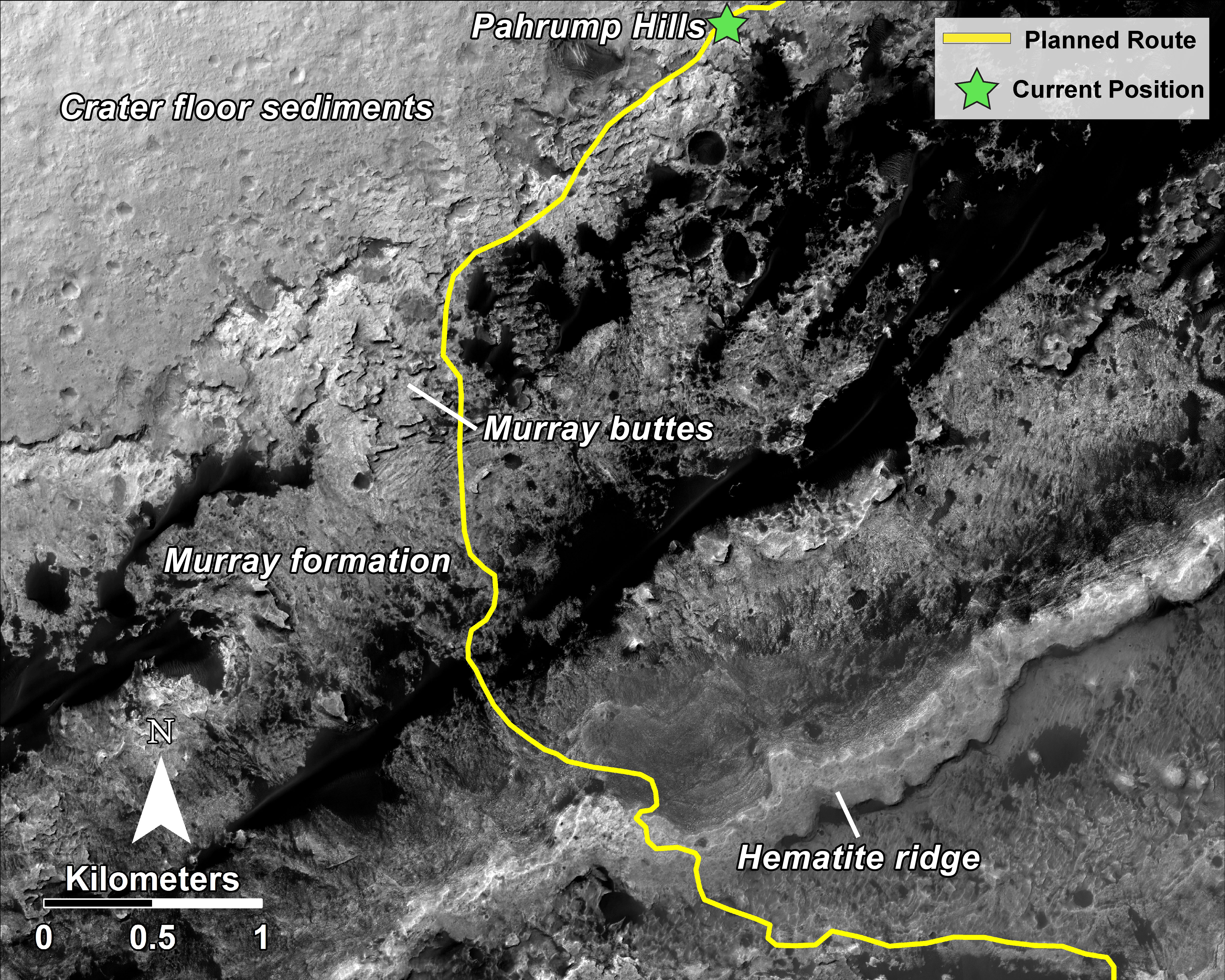
Великомасштабна карта (жовтим кольором) — маршрут до схилів гори Шарп (11.09.2014).
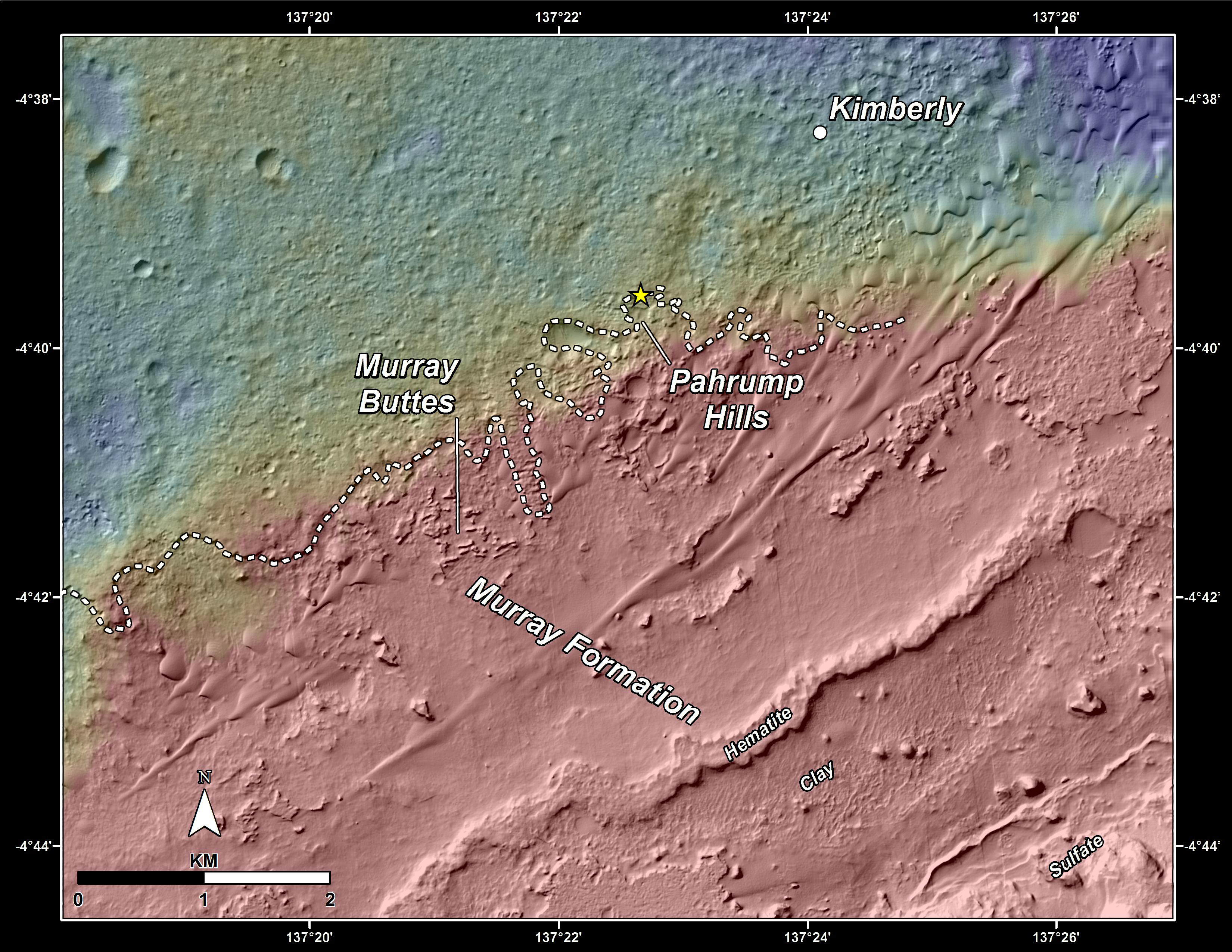
Великомасштабна карта — схили гори Шарп — з кількома кратерами (11.09.2014).
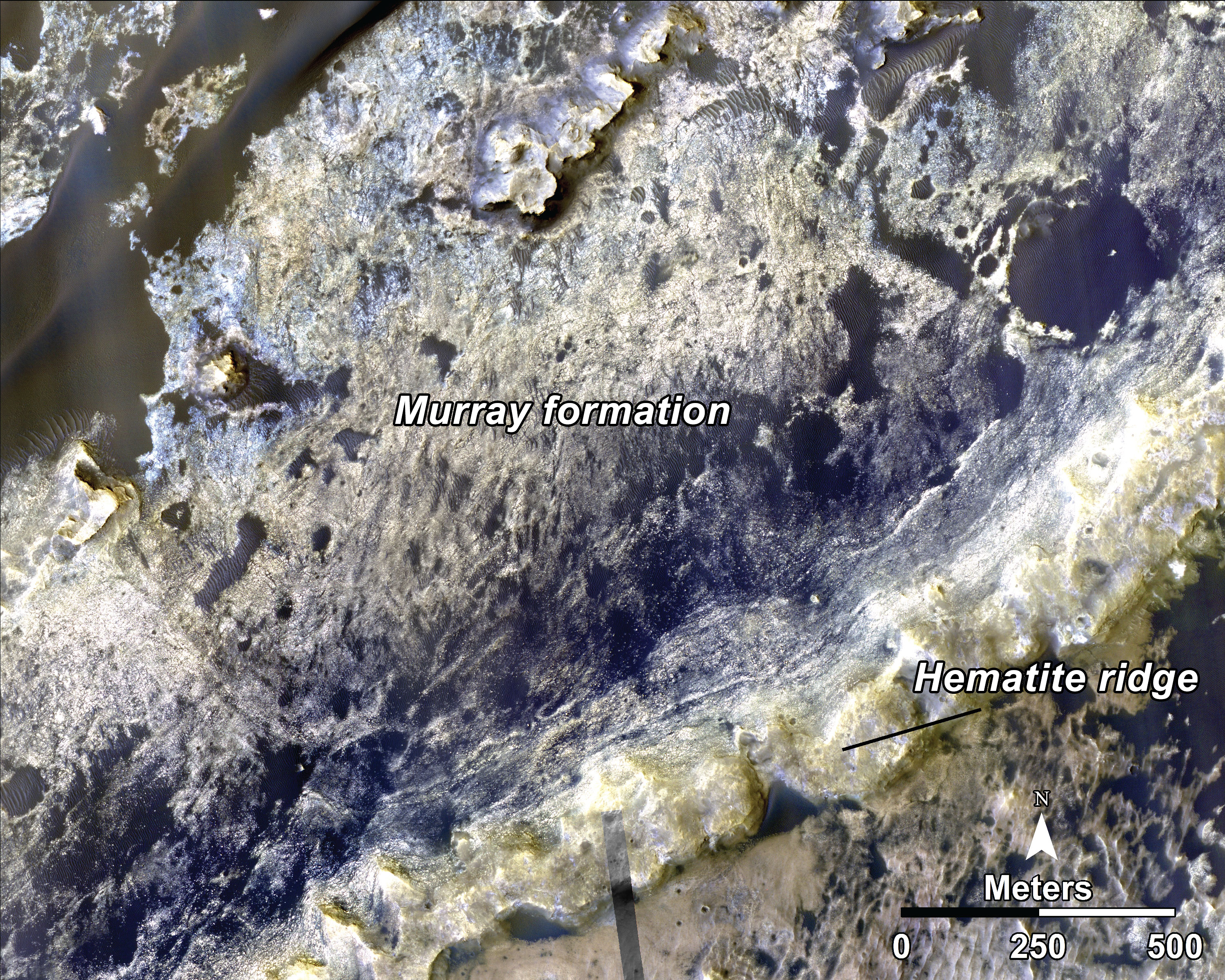
Геологічна карта схилів гори Шарп (11.09.2014).
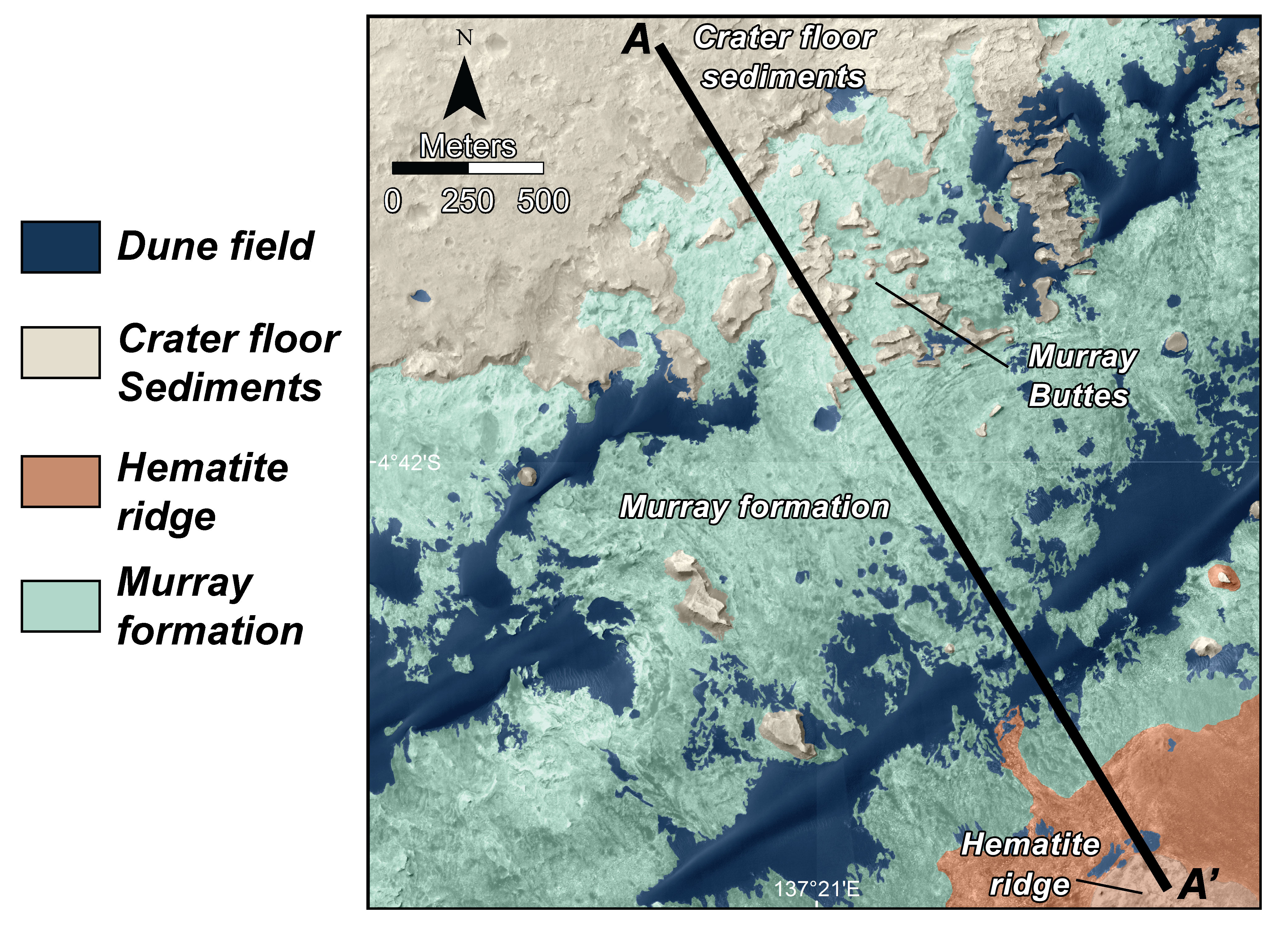
Геологічна карта схилів гори Шарп (11.09.2014).
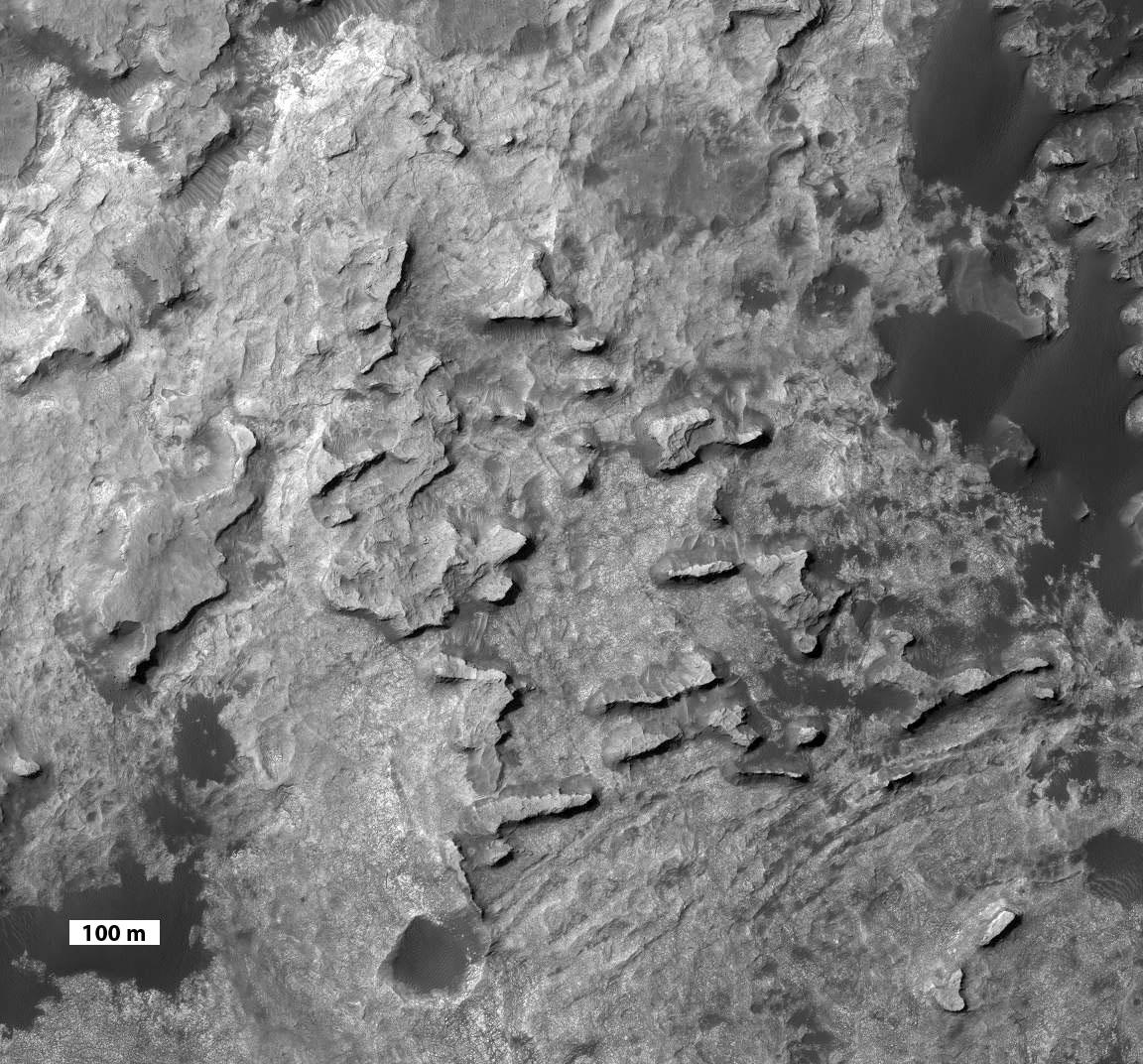
Опуклості пагорбів Мюррея на схилах гори Шарп (13.11.2013).
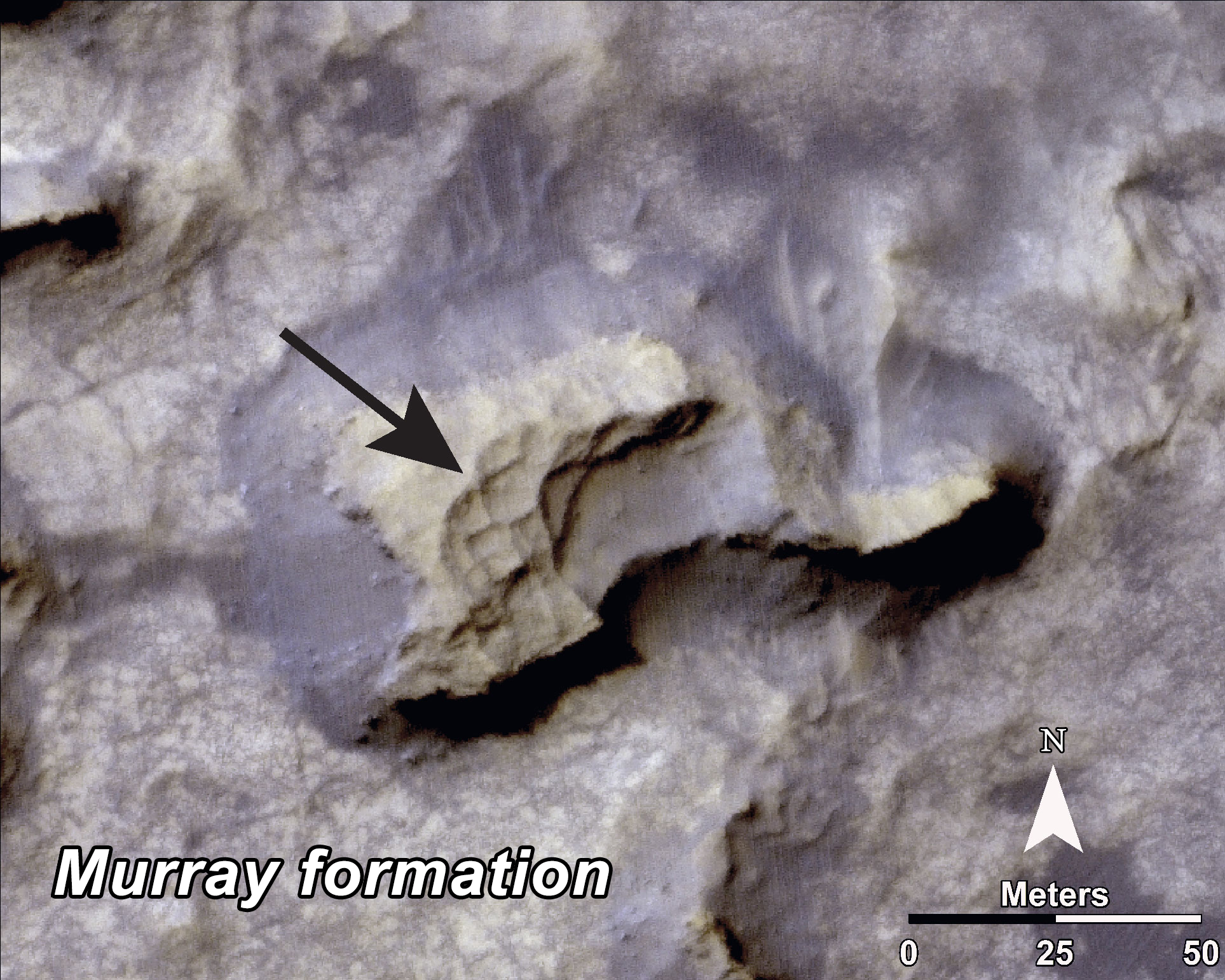
Пагорби Мюррея (столова гора) на схилах гори Шарпа (11.09.2014).
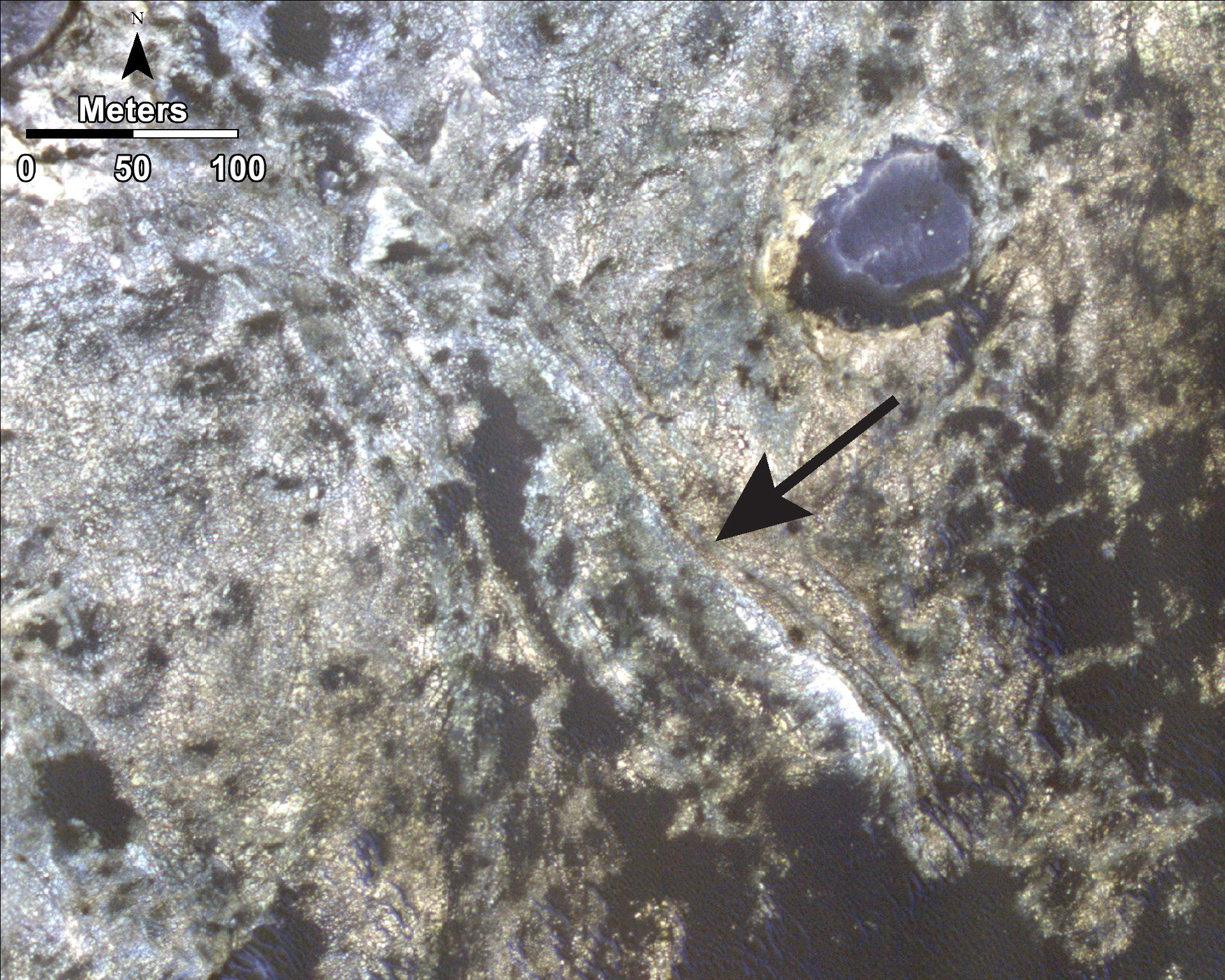
Смуги «Структури Мюррей» на схилах гори Шарпа (11.09.2014).
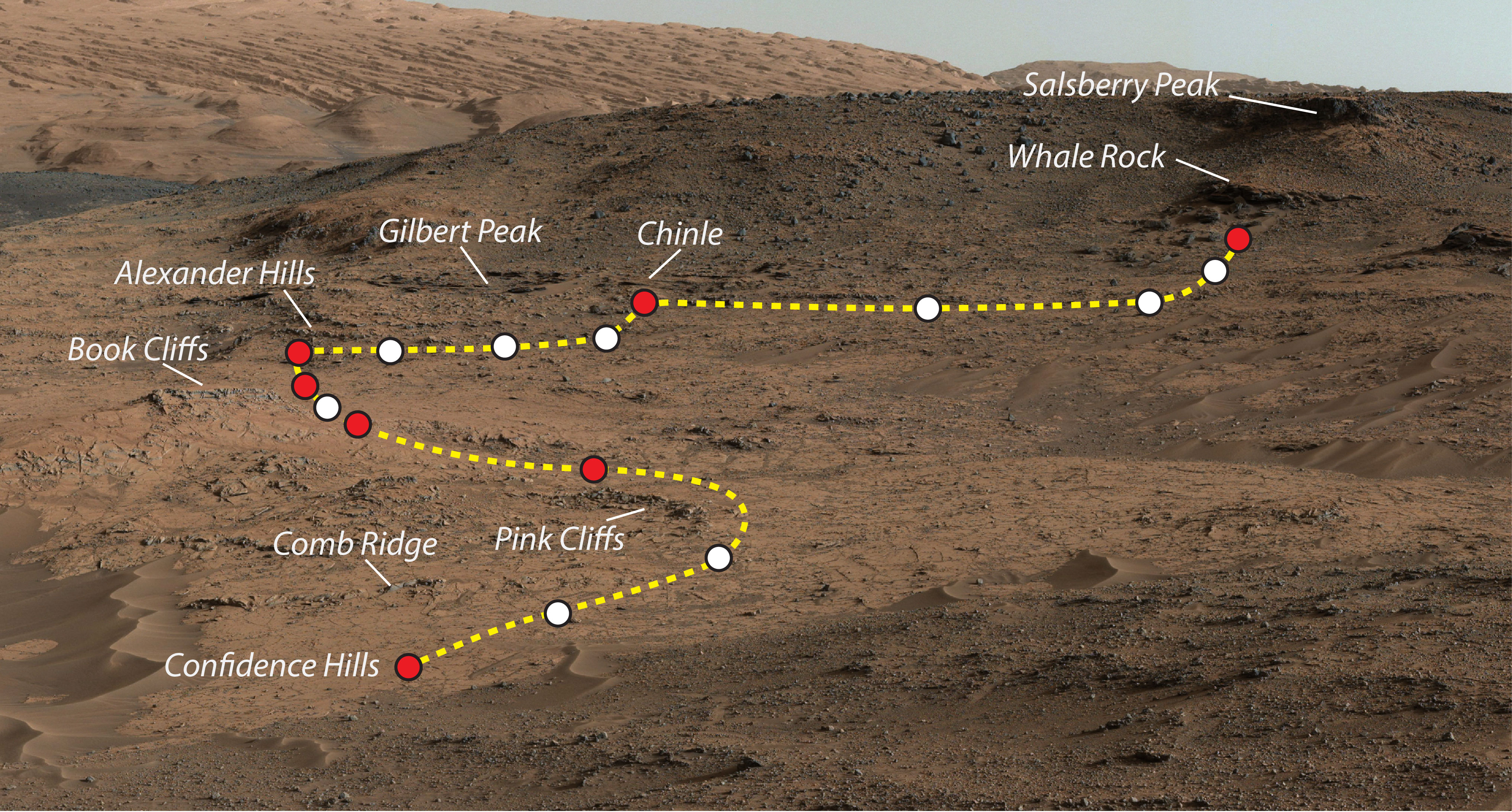
Pahrump Hills — відомі місця гори Шарп (осінь, 2014).
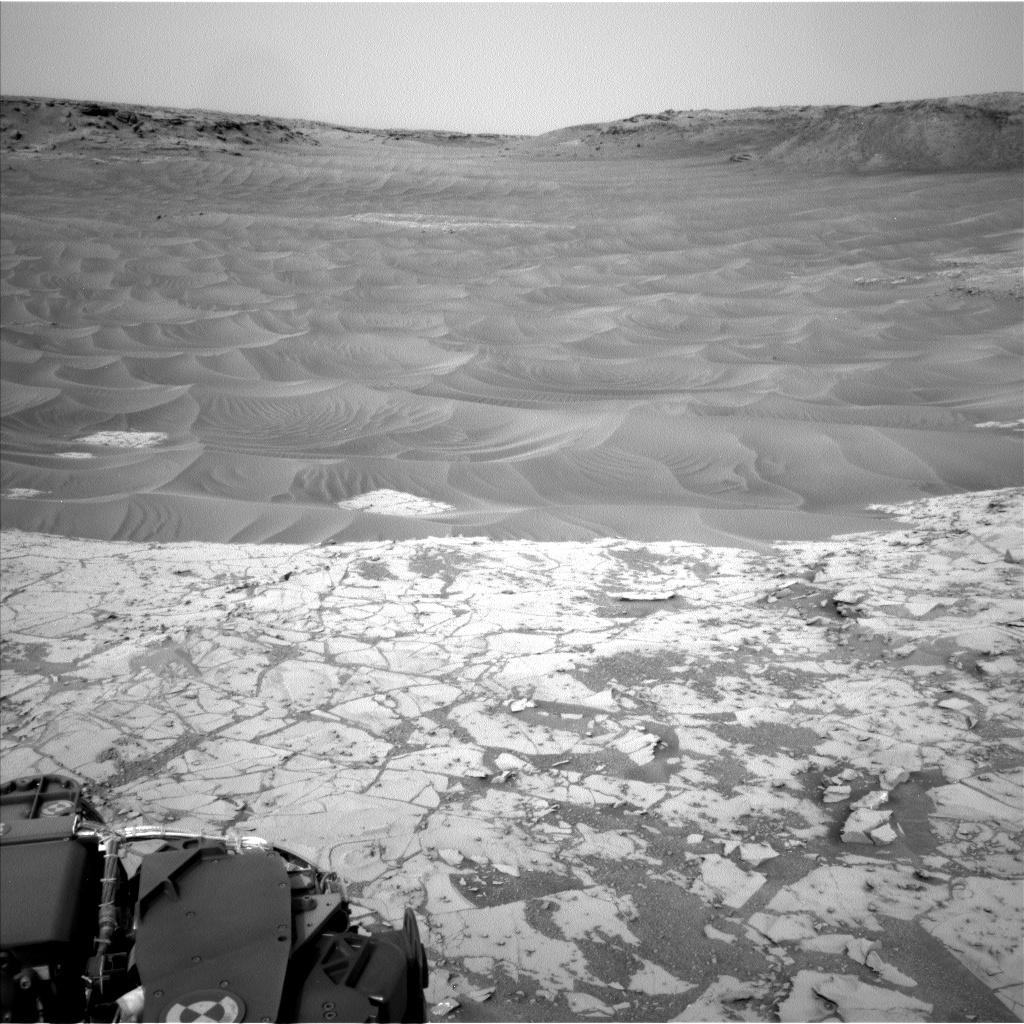
Піски Pahrump Hills — краєвид із «К'юріосіті» (13.11.2014).
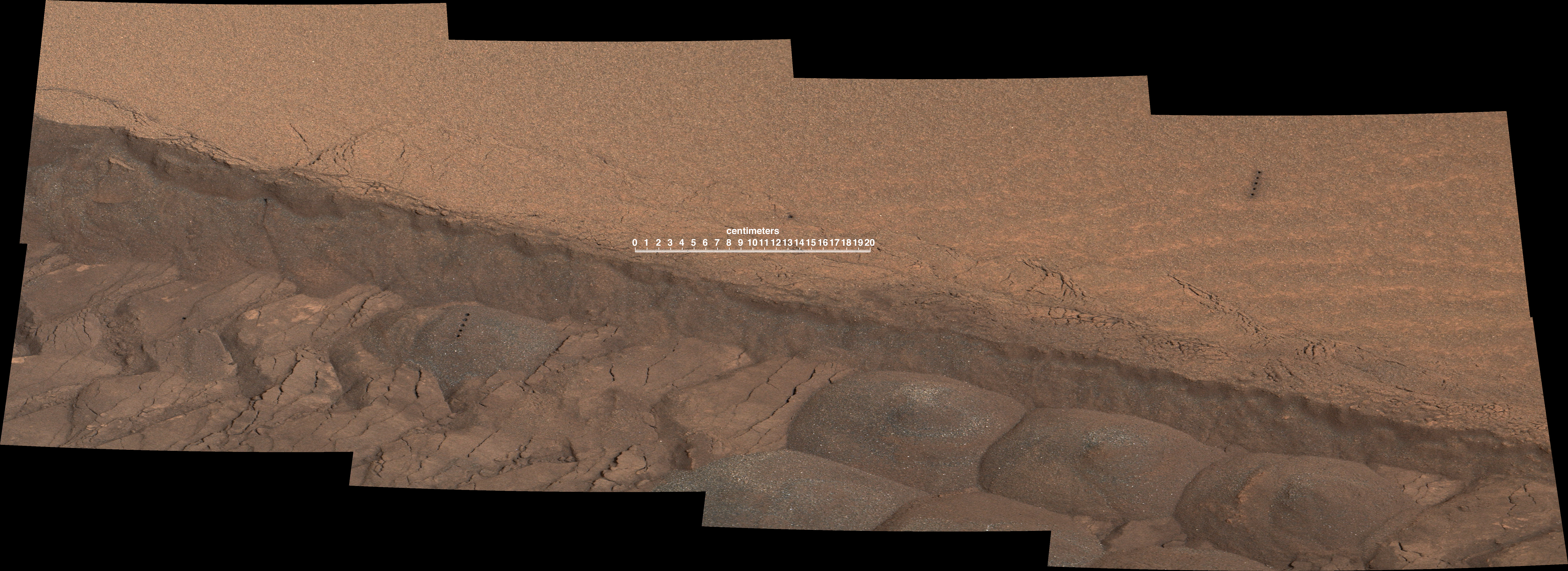
Піски Pahrump Hills зі слідами «К'юріосіті» (7.11.2014).
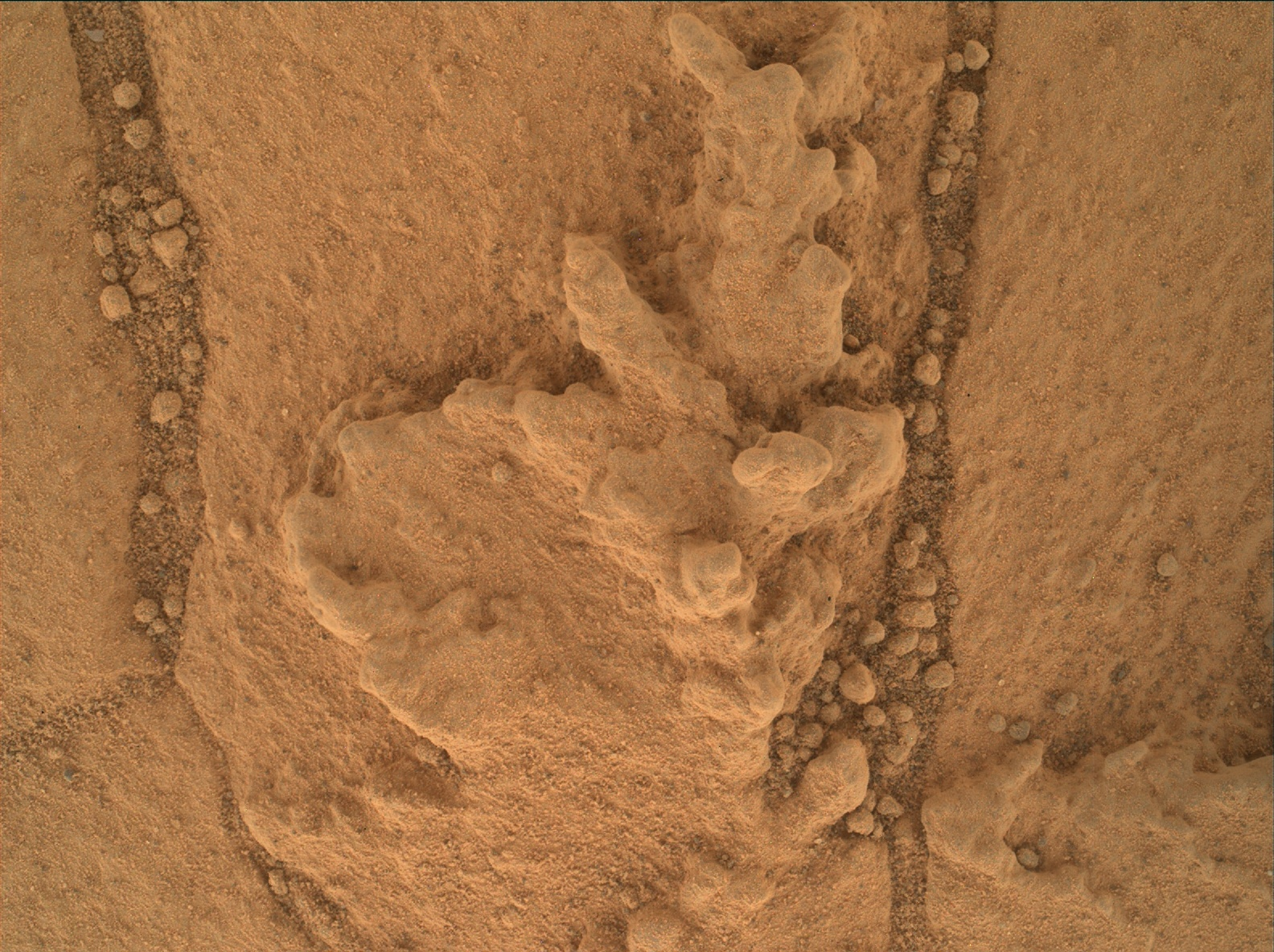
Pahrump Hills — оголення каміння на Марсі, краєвид із «К'юріосіті» (23.09.2014).
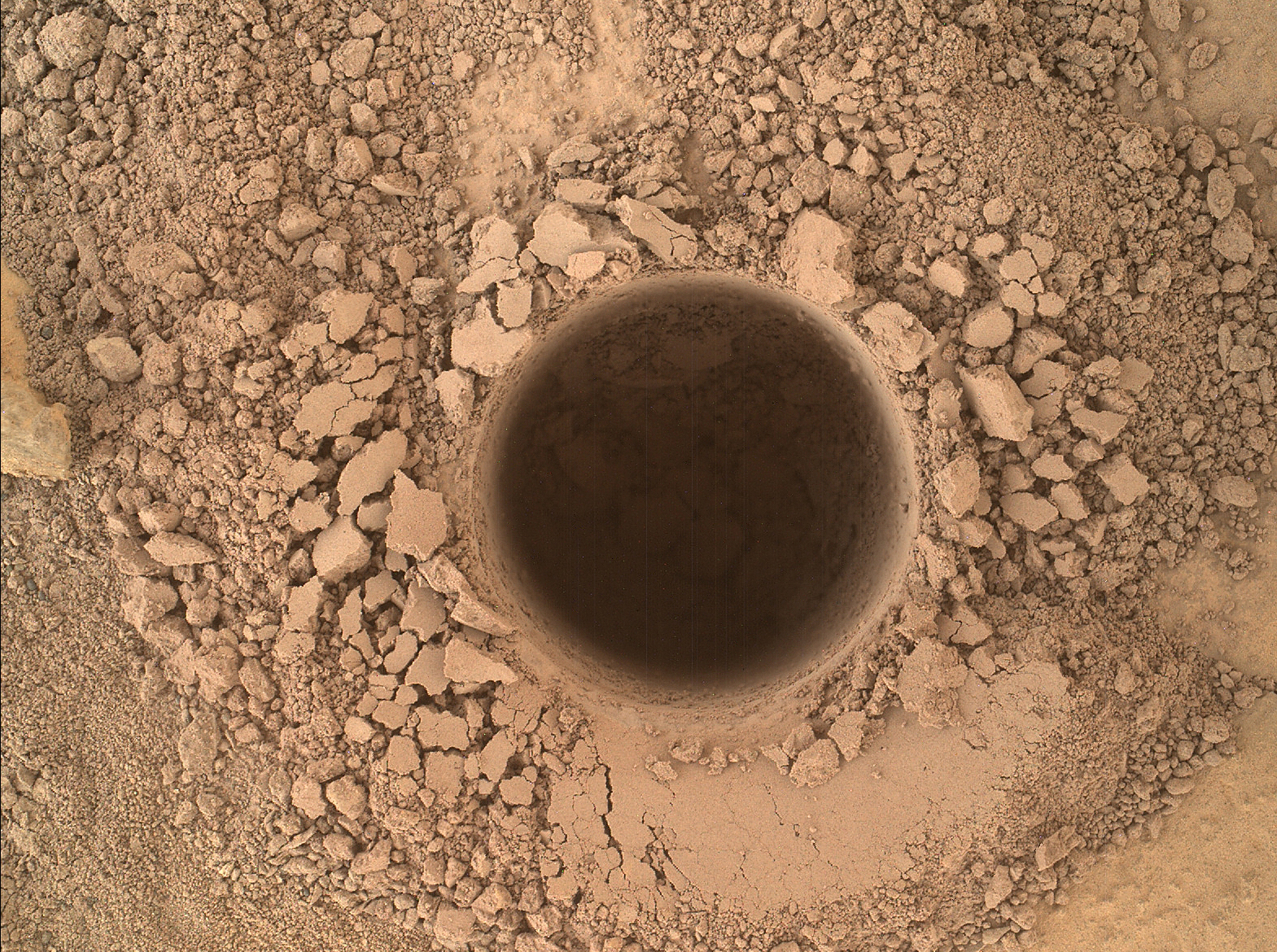
Confidence Hills — камінь на Марсі, перша ціль «К'юріосіті» біля гори Шарп (24.09.2014).
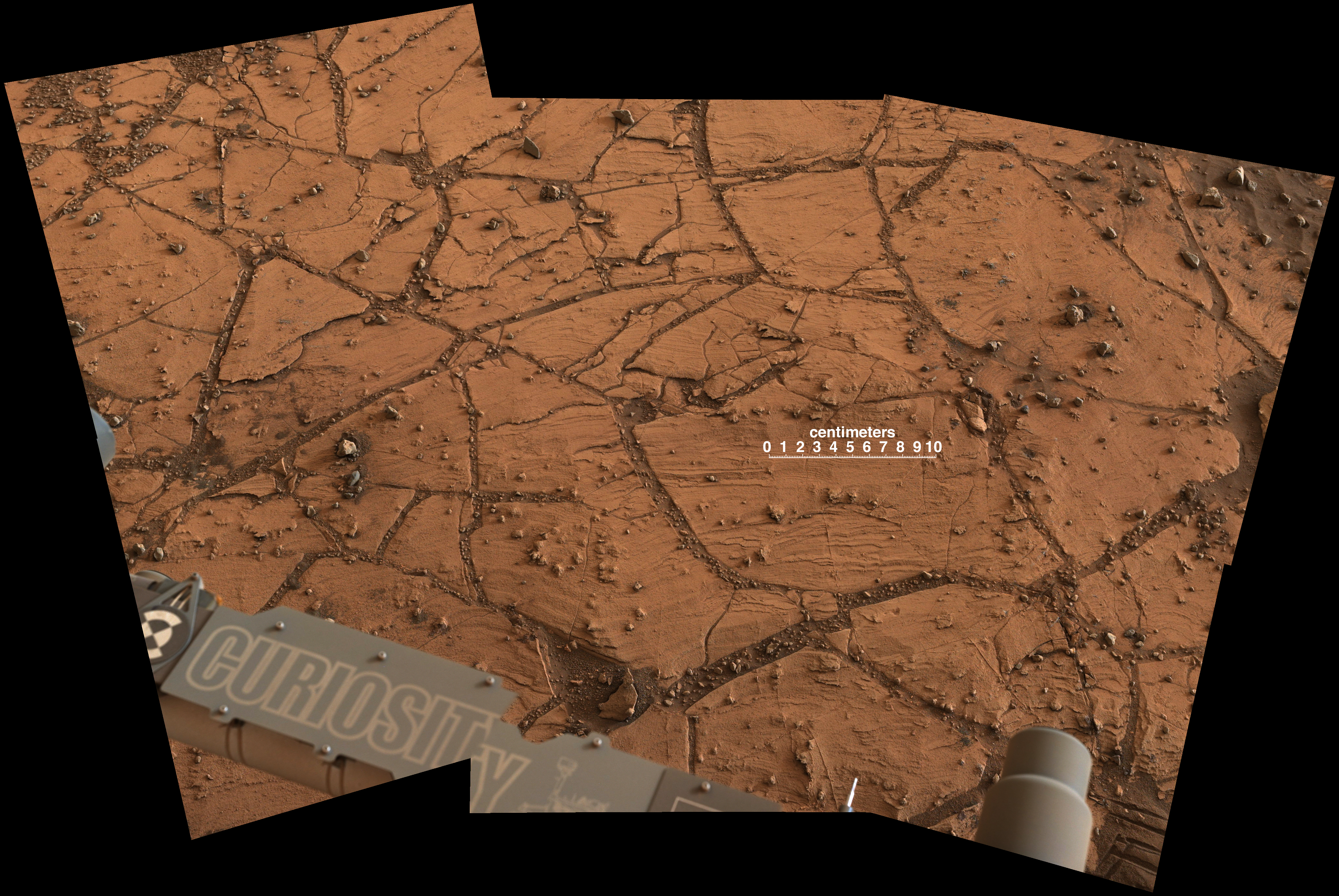
Pahrump Hills — скельна основа, краєвид із «К'юріосіті» (9.09.2014).
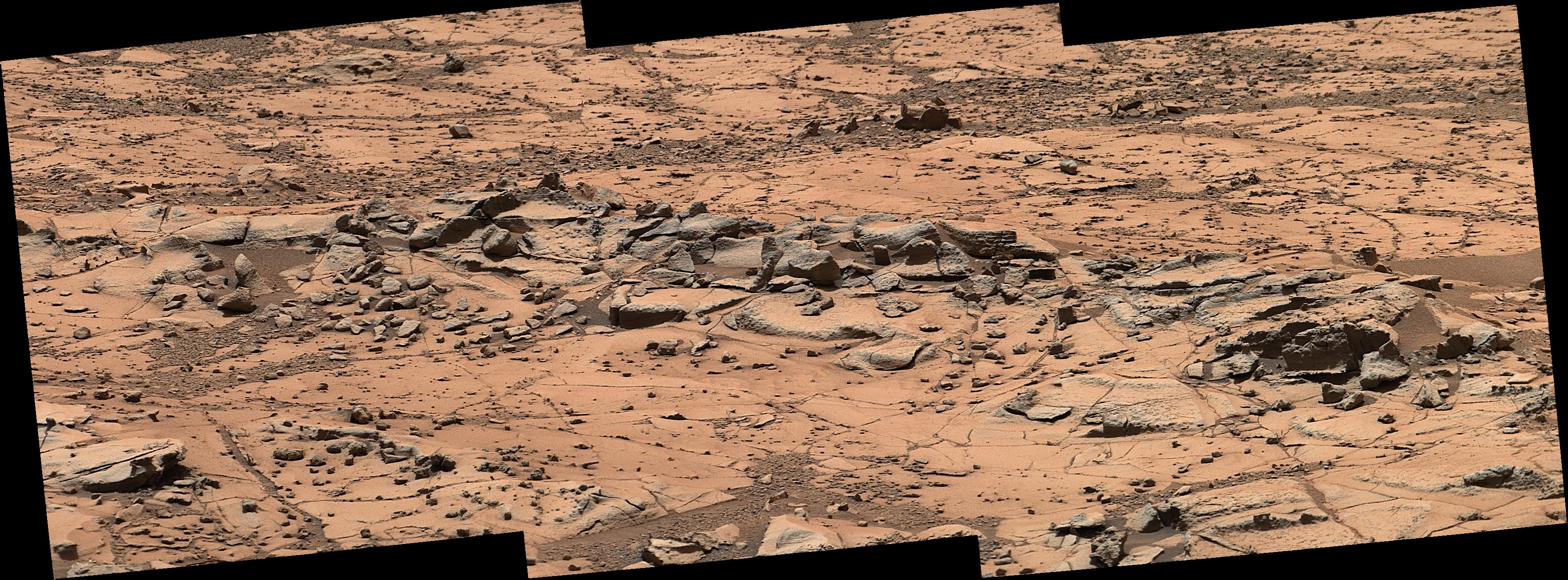
Pink Cliffs — оголення каміння на Марсі, краєвид із «К'юріосіті» (7.10.2014).
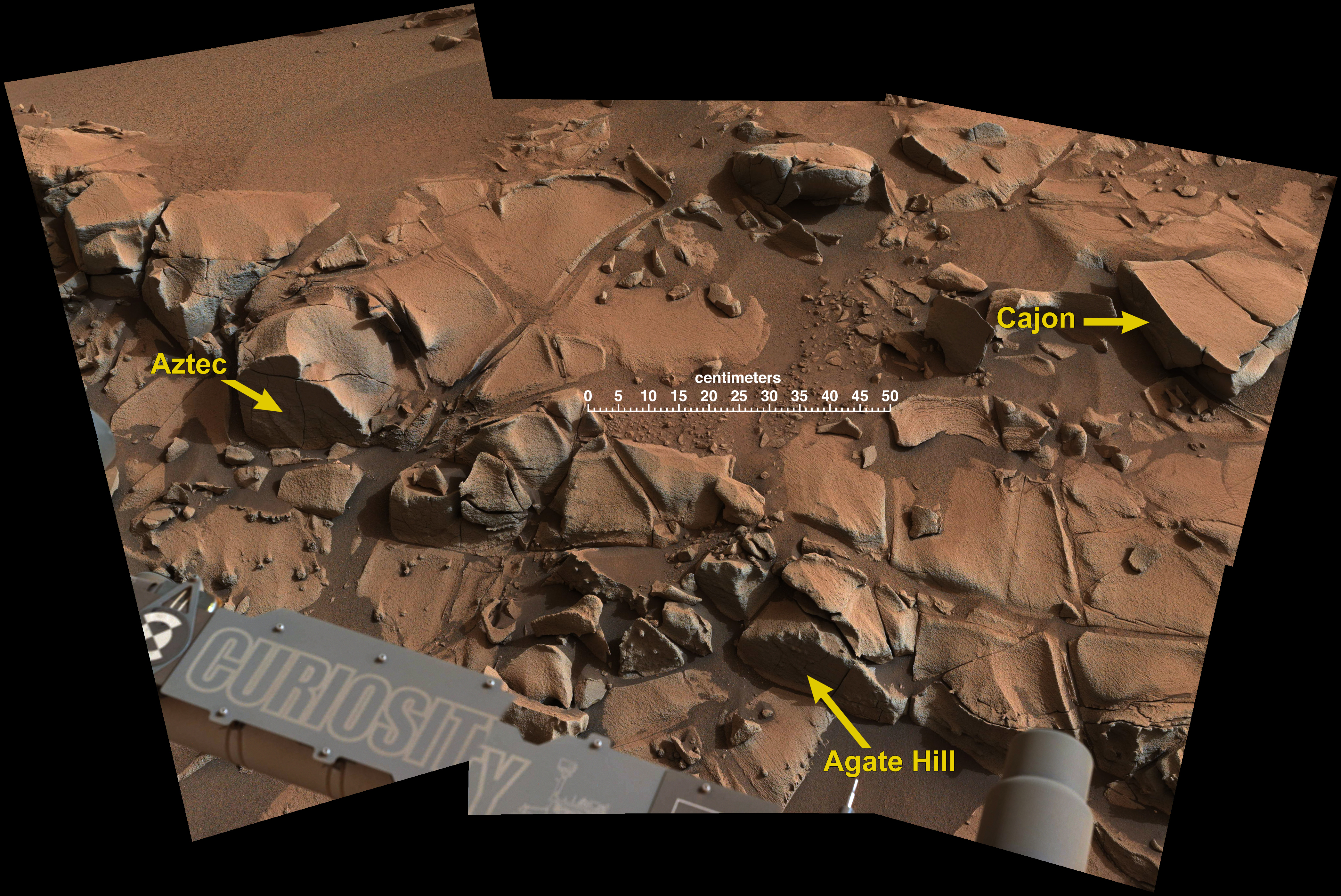
Alexander Hills — скельна основа, краєвид із «К'юріосіті» (23.112014).
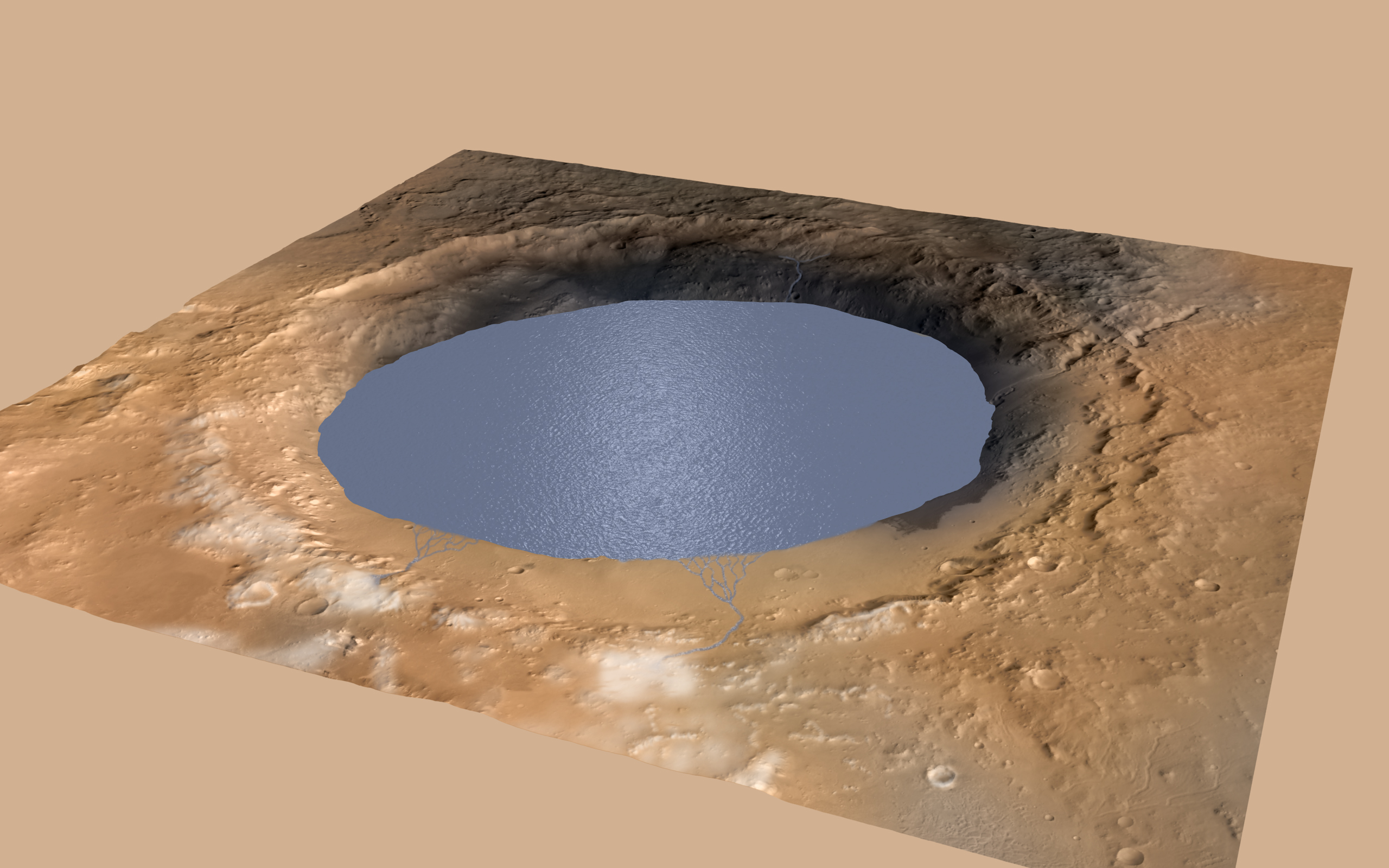
Давнє озеро в кратері Гейл на Марсі (штучно заповнене водою).

- 16 грудня — НАСА повідомила, що «К'юріосіті» виявив десятикратний сплеск метану, швидше за все, ця кількість локалізується в атмосфері Марса. Проби бралися впродовж 20 місяців — 10 разів і показали збільшення наприкінці 2013 року і початку 2014 року в середньому 7 частин метану в атмосфері з мільярда (7/1000000000). До і після цього, свідчення були, у середньому, близько однієї десятої цього рівня[125][126].

Крім того, був виявлений високий рівень органічних хімічних речовин, зокрема, хлорбензол, він був виявлений у вигляді порошку, в одній із пробурених скель, під назвою «Камбеленд» і проаналізований «К'юріосіті».

### Події 2015 року
- 21 січня — агентство НАСА і компанія Microsoft об'єднали свої зусилля для роботи над новим програмним забезпеченням OnSight. OnSight — це новітня технологія, яка дозволить вченим перебувати на Землі і в той же час працювати на Марсі, використовуючи переносну технологію Microsoft HoloLens. Програмне забезпечення «OnSight», використовуючи реальні дані марсохода «К'юріосіті», зможе створити тривимірну модель марсіанського середовища. Лабораторія реактивного руху НАСА планує почати тестування програмного забезпечення OnSight пізніше цього року.
- У січні 2015 року марсоходом «К'юріосіті» зроблене панорамне селфі, яке поєднує в собі кілька фотографій поверхні Марса, які апарат зробив за допомогою спеціальної камери MAHLI (Mars Hand Lens Imager). Вона встановлена на одній із «рук» марсохода[128].

### Події 2016 року
У грудні 2016 року бурова установка «К'юріосіті» зламалася, не даючи дрилі рухатися вгору і вниз.

### Події 2018 року
Після 18 місяців бездіяльності бортова лабораторія марсохода «К'юріосіті» повернулася в робочий стан завдяки роботі інженерів з Лабораторії реактивного руху НАСА (JPL), які шукали вирішення проблеми практично протягом року. Інженери «навчили» марсохід використовувати його не до кінця справну бурову установку новим способом, і тепер марсоход знову може збирати зразки марсіанських порід і передавати їх у свою бортову лабораторію для проведення аналізу.

### Події 2022 року
У 2022 році, під час аналізу архівних даних досліджень марсіанської поверхні марсоходом «К'юріосіті», науковці встановили, що з великою долею достовірності роверу вдалося виявити на Червоній планеті родовища опалу. Це стало вкрай важливим відкриттям, адже для майбутніх колоністів цей матеріал є цінним не з ювелірної точки зору, а як гарантоване джерело води.
Взагалі відкриття на Марсі покладів опалу не було новиною, адже ще у 2008 році про це стало відомо завдяки даним, отриманим орбітальним апаратом Mars Reconnaissance Orbiter. Зонд виявив великі бліді плями в декількох регіонах Червоної планети, які були віднесені до відкладень гідратованого діоксиду кремнію (кремнезему). Гідрат діоксиду кремнію і є опалом, який утворюється в процесі вивітрювання водою багатих кремнеземом порід. Розчин затікає в тріщини і порожнечі, де твердне, перетворюючись за мільйони років на дорогоцінний мінерал. Вода в опалі не зв'язується в кристалічну структуру і може бути вивільнена назад у процесі подрібнення і нагрівання мінералу.
Згідно з аналізом даних здобутих марсоходом «К'юріосіті», обсяг вироблення родовища завдовжки 1 метр і завглибшки 30 сантиметрів може містити до 5,7 літрів води, а таких родовищ на шляху проходження марсохода було набагато більше, аніж вчені розраховували зустріти на планеті. Це стало дуже доброю новиною для здійснення планів з колонізації Марса.

### Події 2023 року
На початку квітня 2023 року марсохід «К'юріосіті» чотири дні відпочивав від наукової роботи, доки інженери оновлювали його бортове програмне забезпечення. Це було перше оновлення з 2016 року, і воно принесло з собою 180 змін у роботі ровера. Головними стали два нововведення — марсохід покращив орієнтацію у просторі та знизив знос протекторів на колесах.
13 квітня 2023 року агентство Daily Mail повідомило, що марсохід «К'юріосіті» під час дослідження кратера Гейла, де за припущеннями вчених колись знаходилася водойма з рідкою водою, знайшов камінь, який має разючу схожість із кісткою померлої риби. На думку вчених, поки що, це найдивовижніша знахідка на Червоній планеті.
Станом на 15 червня 2023 року, «К'юріосіті» продовжує рухатися далі, вже пройшовши 154 кілометри кратером Гейла в пошуках слідів органічних молекул та інших ознак життя, яке, можливо, коли-небудь існувало на Марсі.

## Галерея

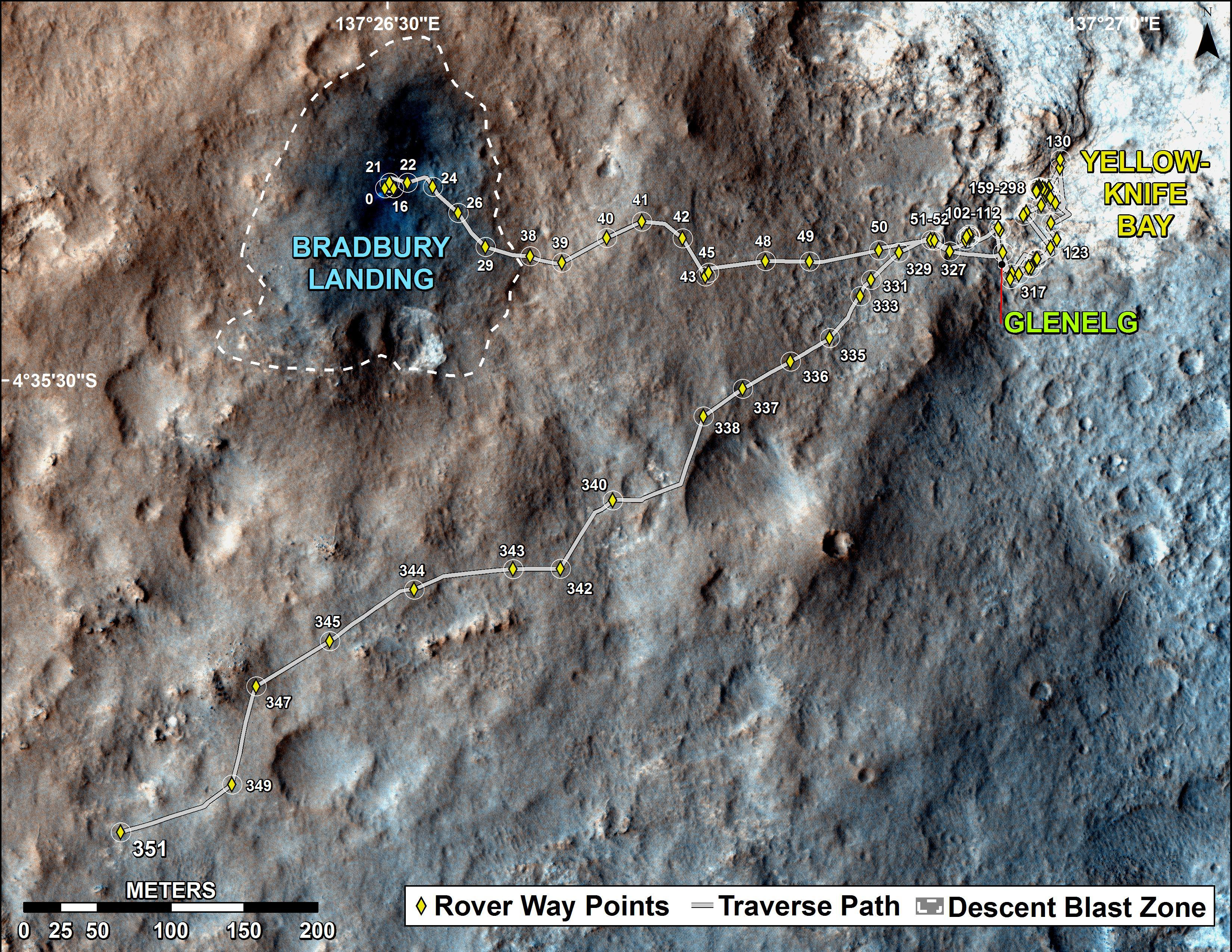
Перший рік та перша миля «К'юріосіті» на Марсі (1.08.2013; 3-D).
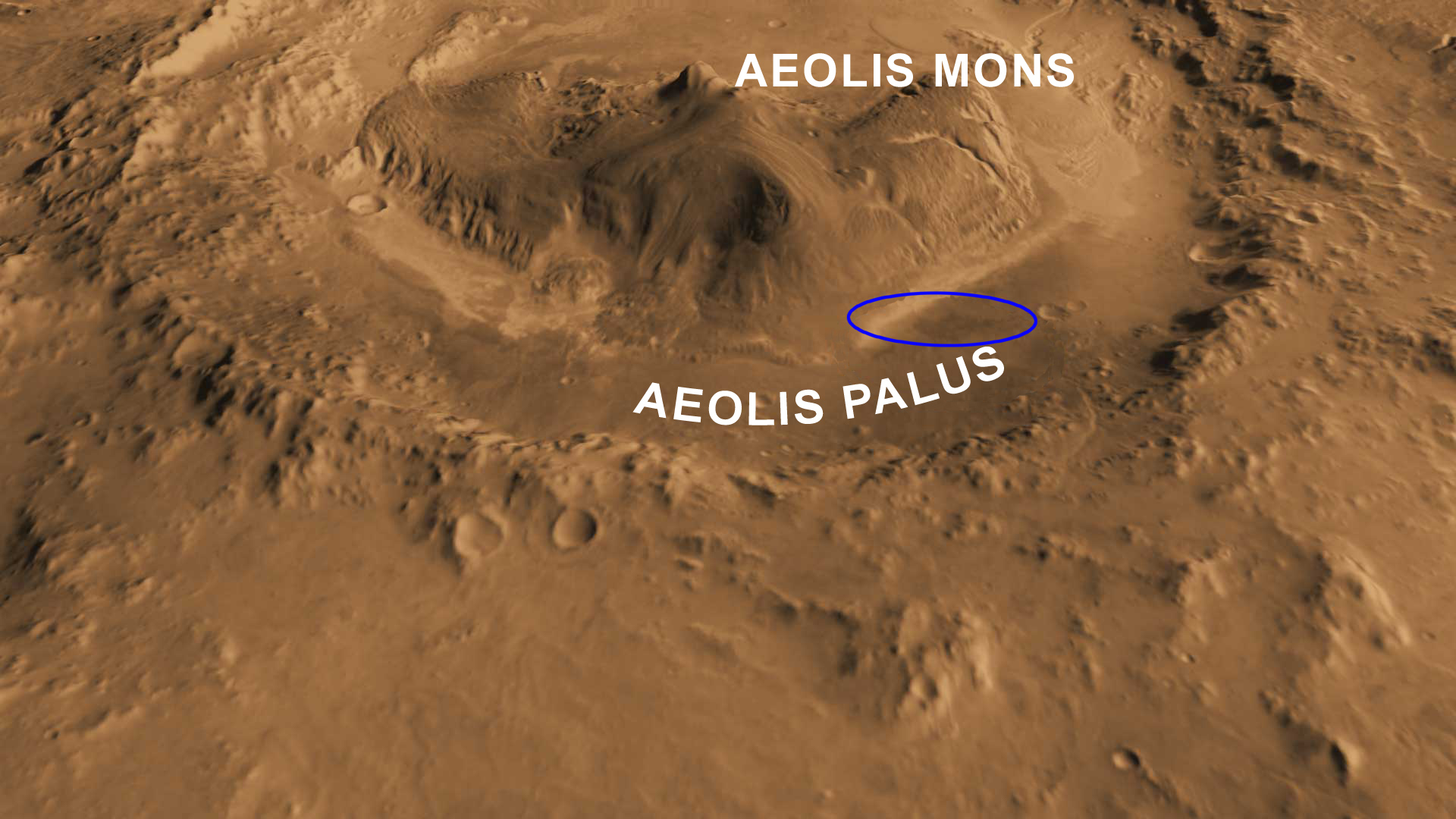
«К'юріосіті» — відмічений еліпс — «безпечний для приземлення».
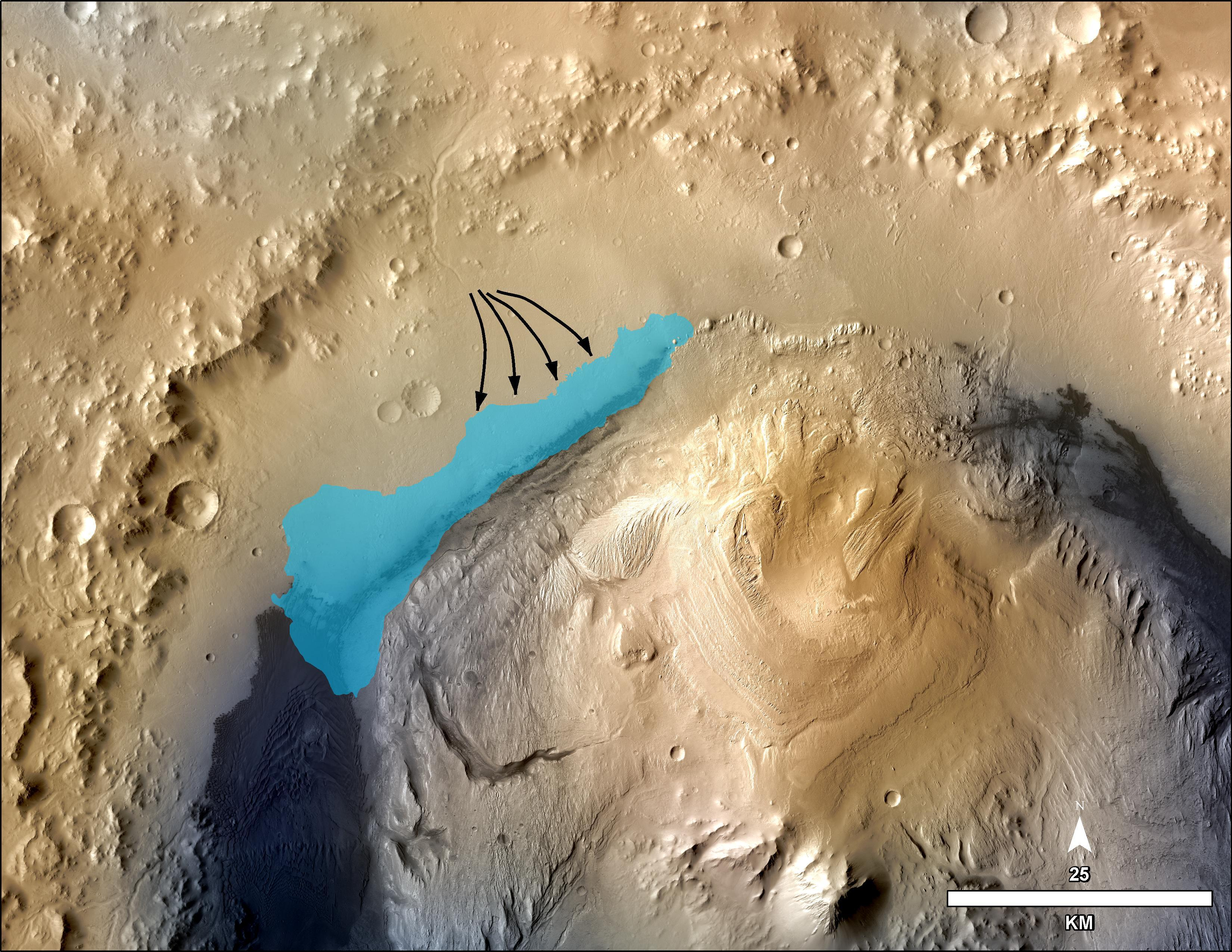
Давнє озеро на Aeolis Palus у кратері Гейл (9.12.2013)[91][92].
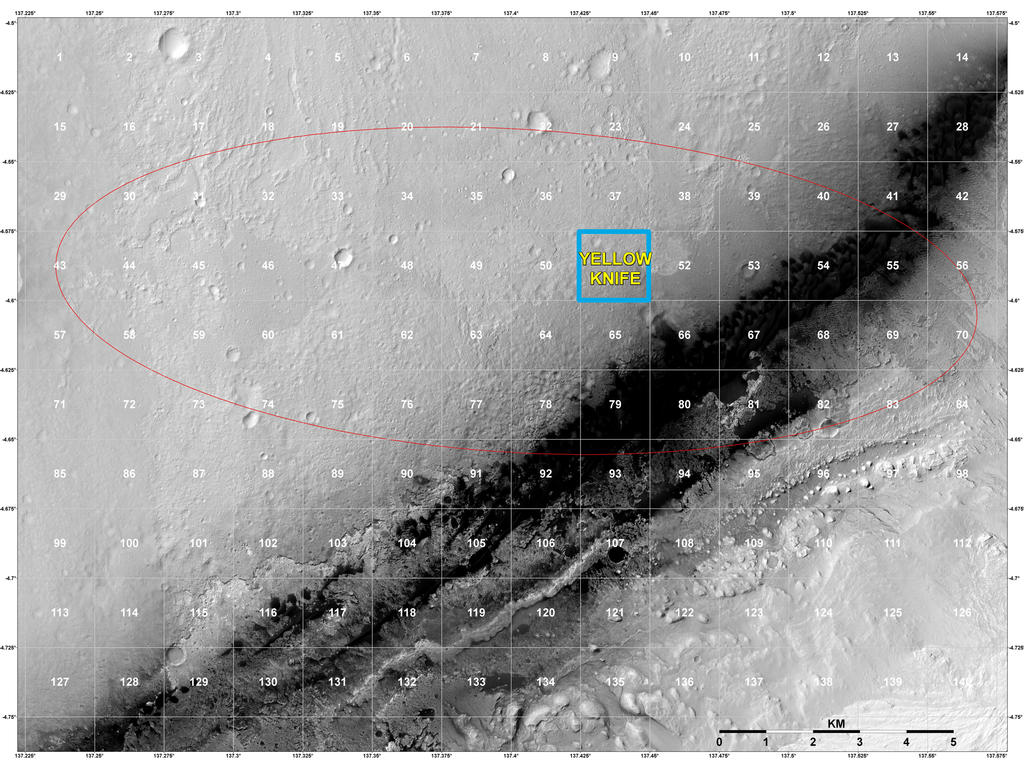
«К'юріосіті» — відмічений еліпс — «безпечний для приземлення».
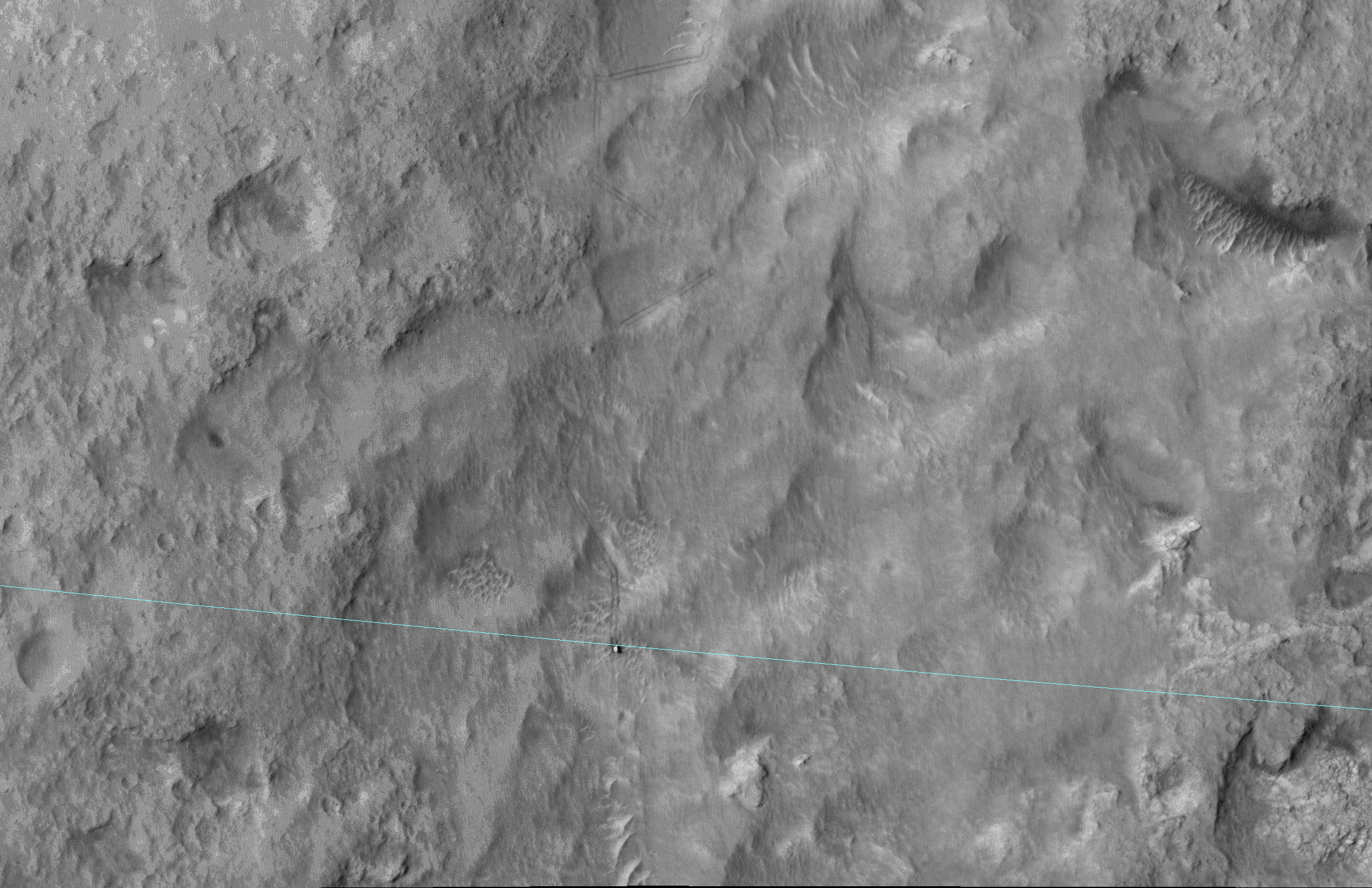
Фото з космосу, як «К'юріосіті» перетинає безпечний для приземлення еліпс (27.06.2014).
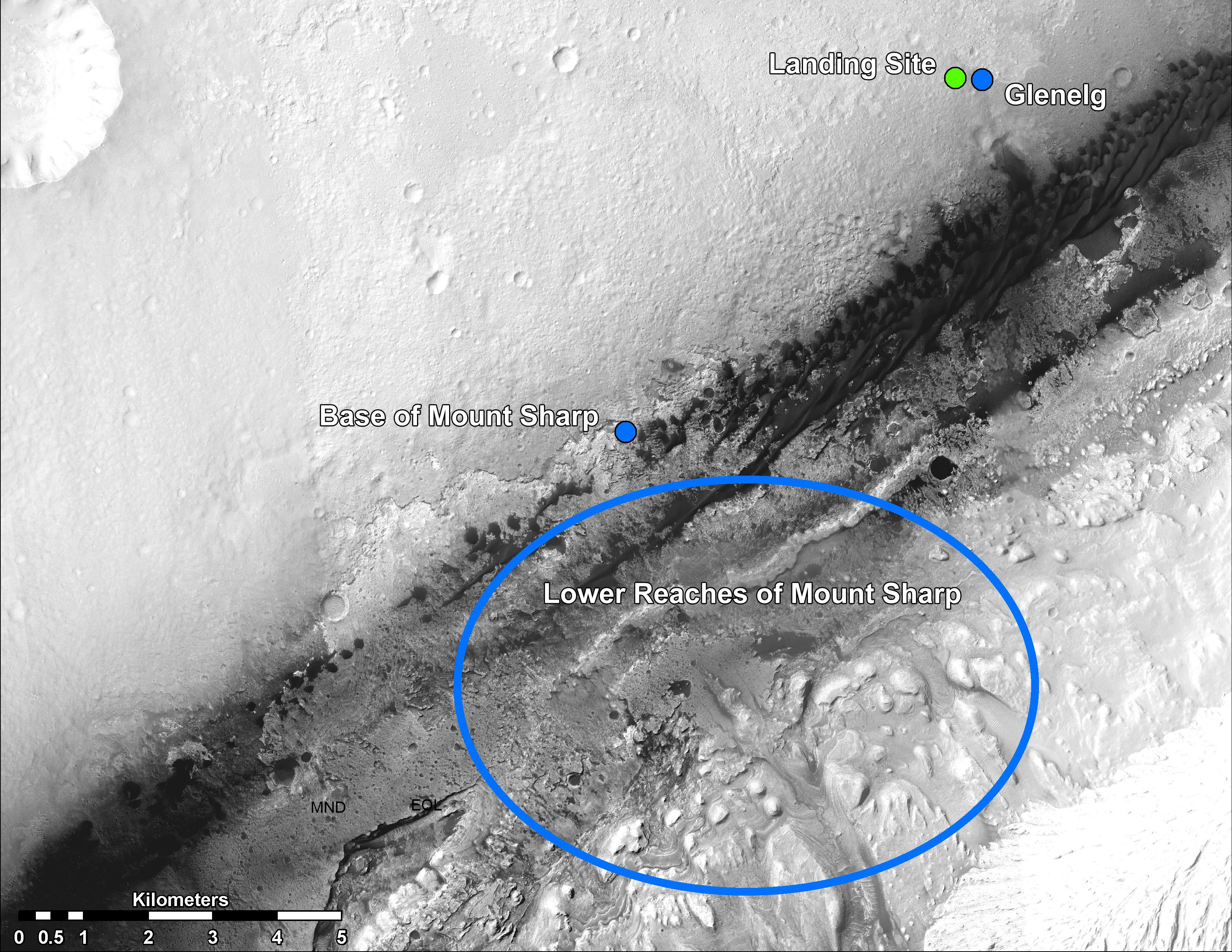
Місце посадки «К'юріосіті». Синім еліпсом обведено підніжжя гори Шарп (17.08.2012).
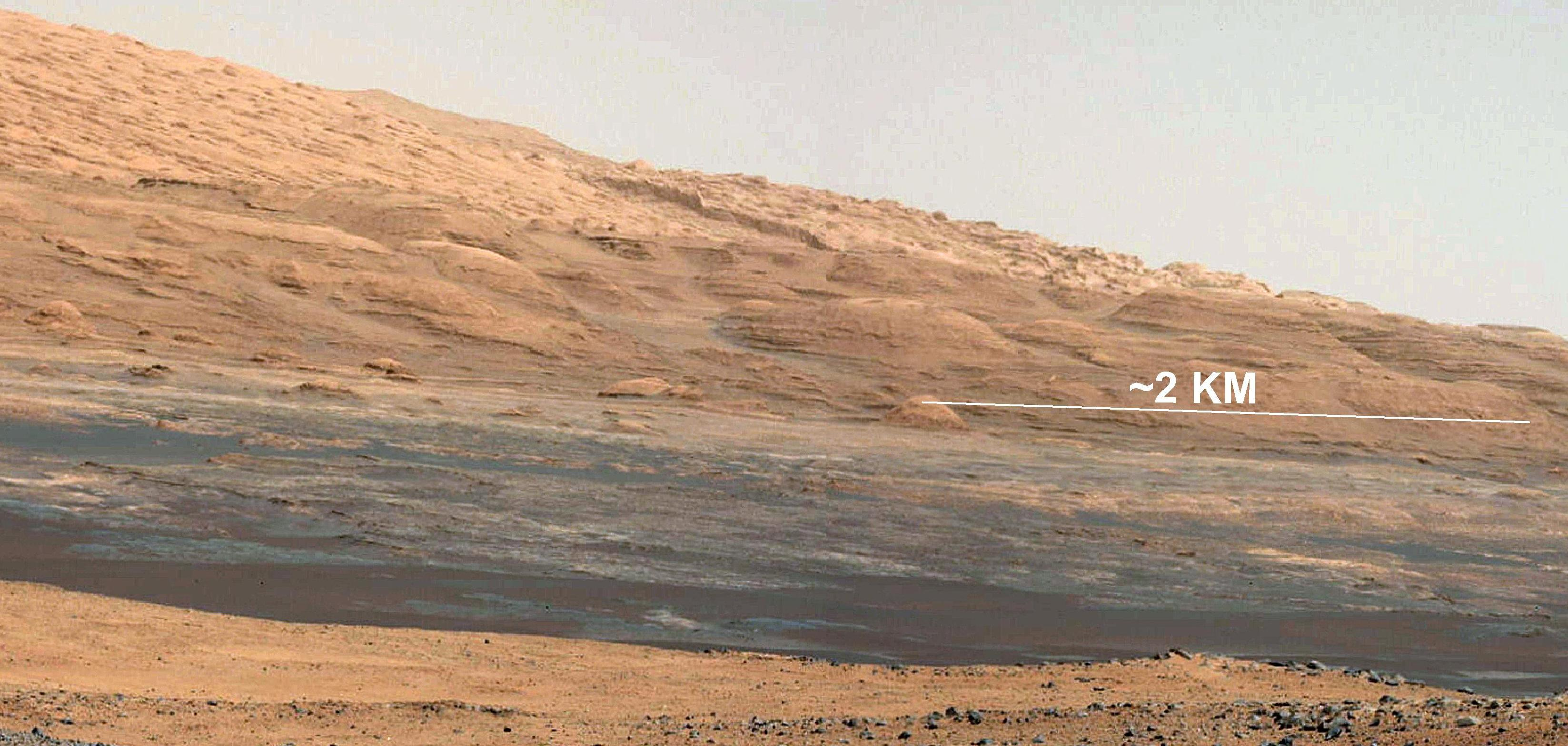
Підніжжя гори Шарп, місцевість, яку вивчатиме «К'юріосіті».
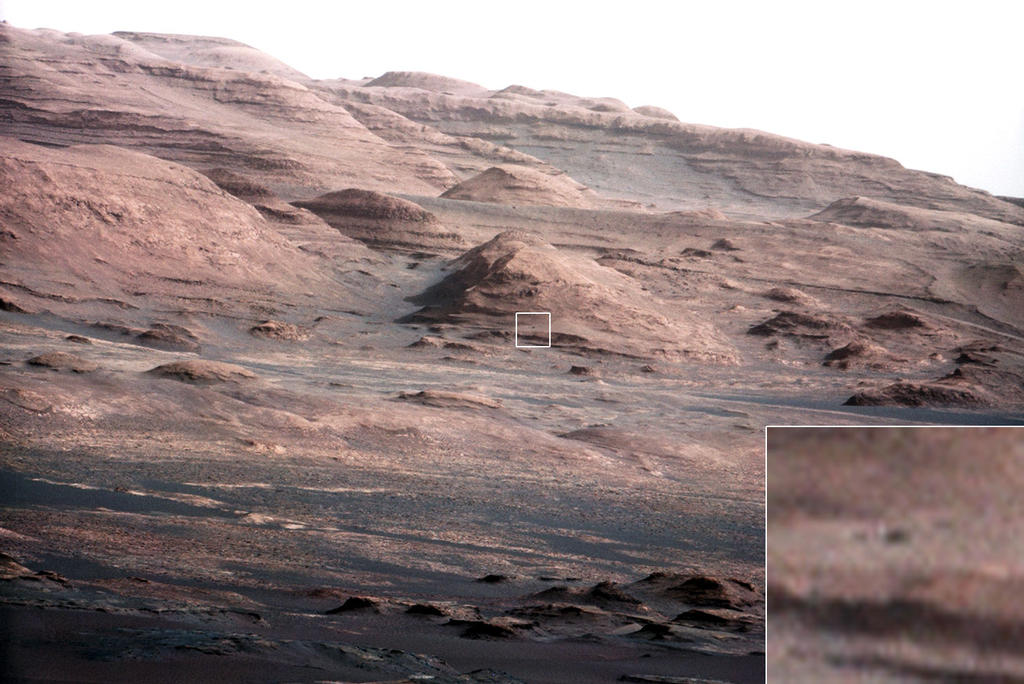
Прошарки породи біля підніжжя гори Шарп — темний камінь на вставці такого ж розміру, як «К'юріосіті».
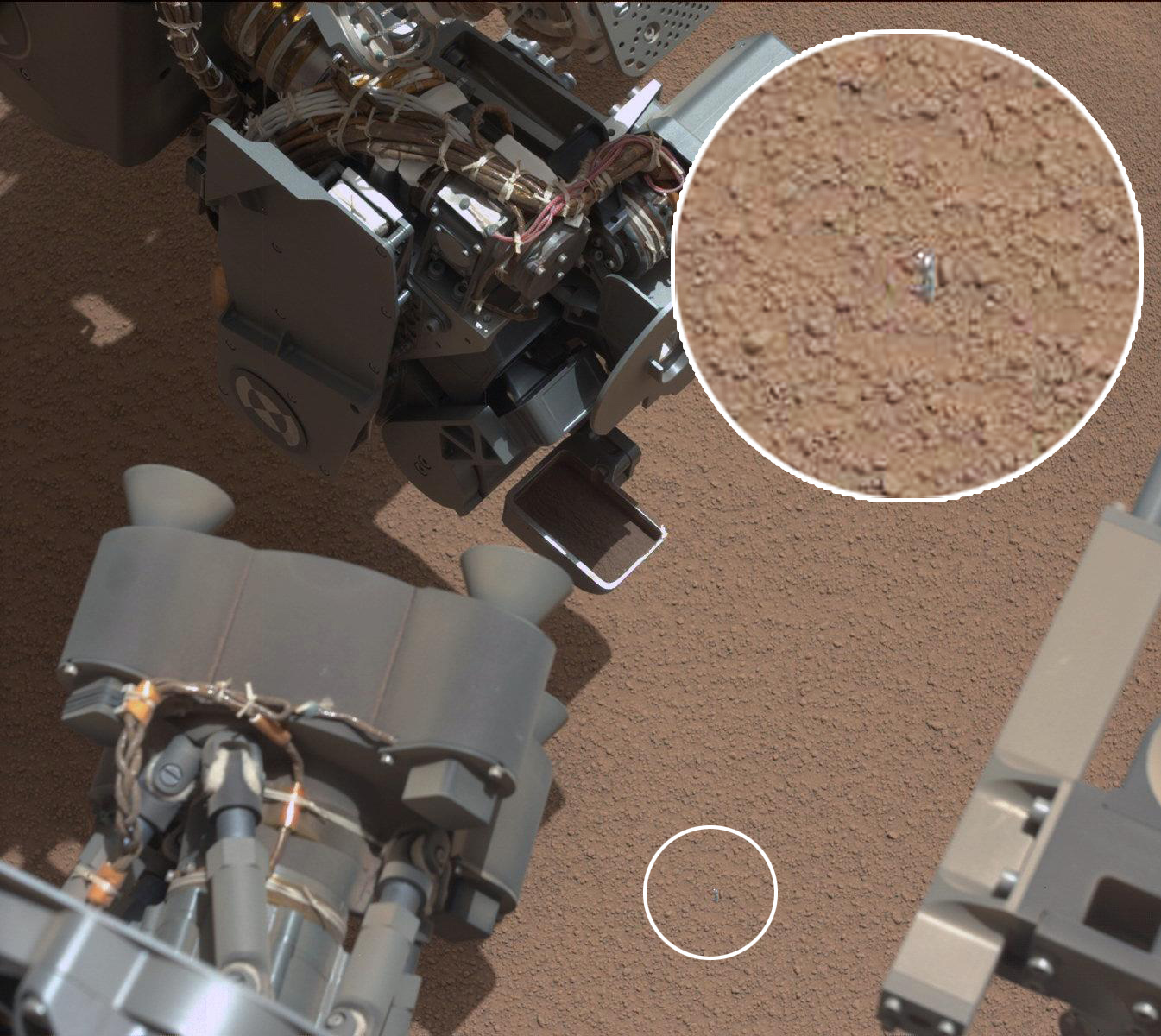
«К'юріосіті» знайшов яскравий об'єкт у пісках Rocknest (7.10.2012)[136] (close-up).
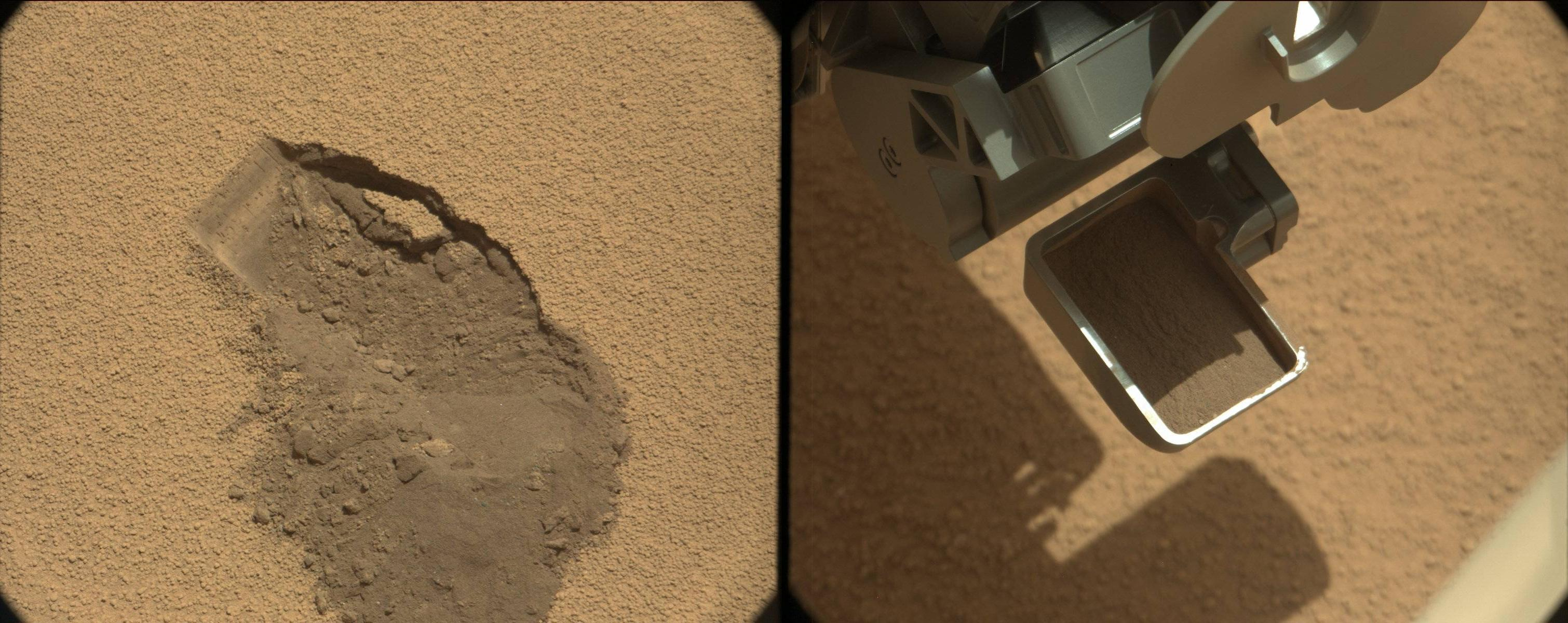
Перше використання «К'юріосіті» ковша для просіювання піску в Rocknest (7.10.2012).
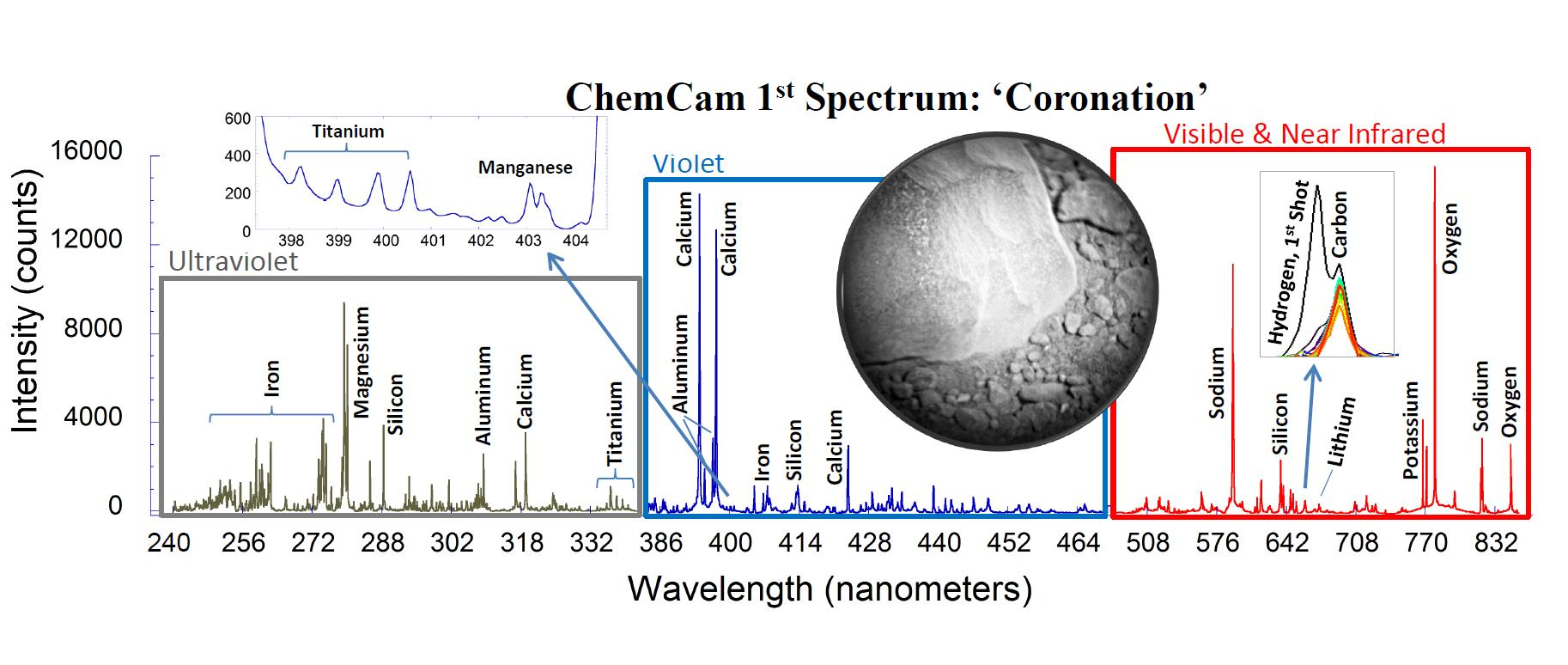
Перше використання лазерної спектрометрії хімічних елементів на камені під назвою Coronation (19.08.2012).
Транзит Меркурія через Сонце з камер «К'юріосіті» (3.06.2014).[137]
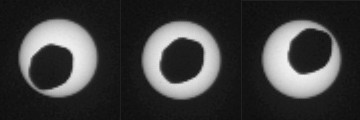
Кільцеподібне затемнення Сонця Фобосом з камер «К'юріосіті» (20.08.2013).
Луни Марса, Фобос і Деймос, погляд з камер «К'юріосіті». Фобос проходить перед Деймосом у режимі реального часу (1.08.2013; відеоанімація).
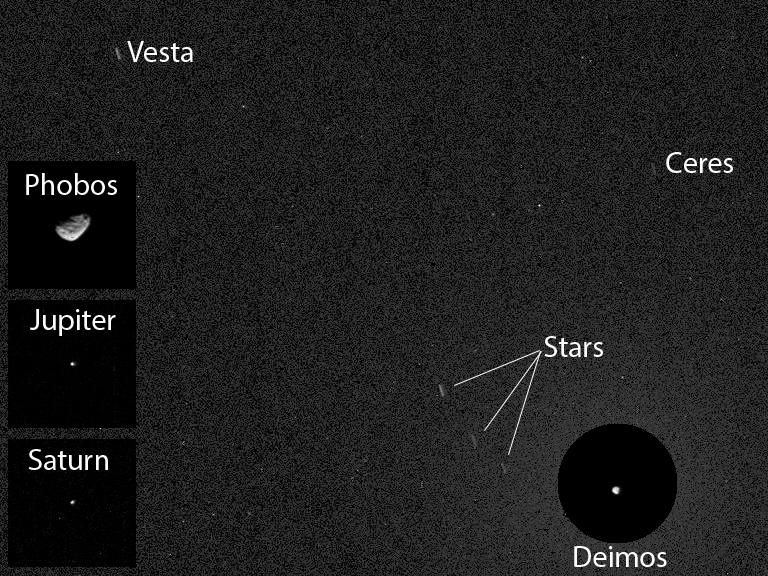
Перші знімки астероїдів (Церера і Веста) з Марса, зроблені камерою «К'юріосіті» (20.04.2014).
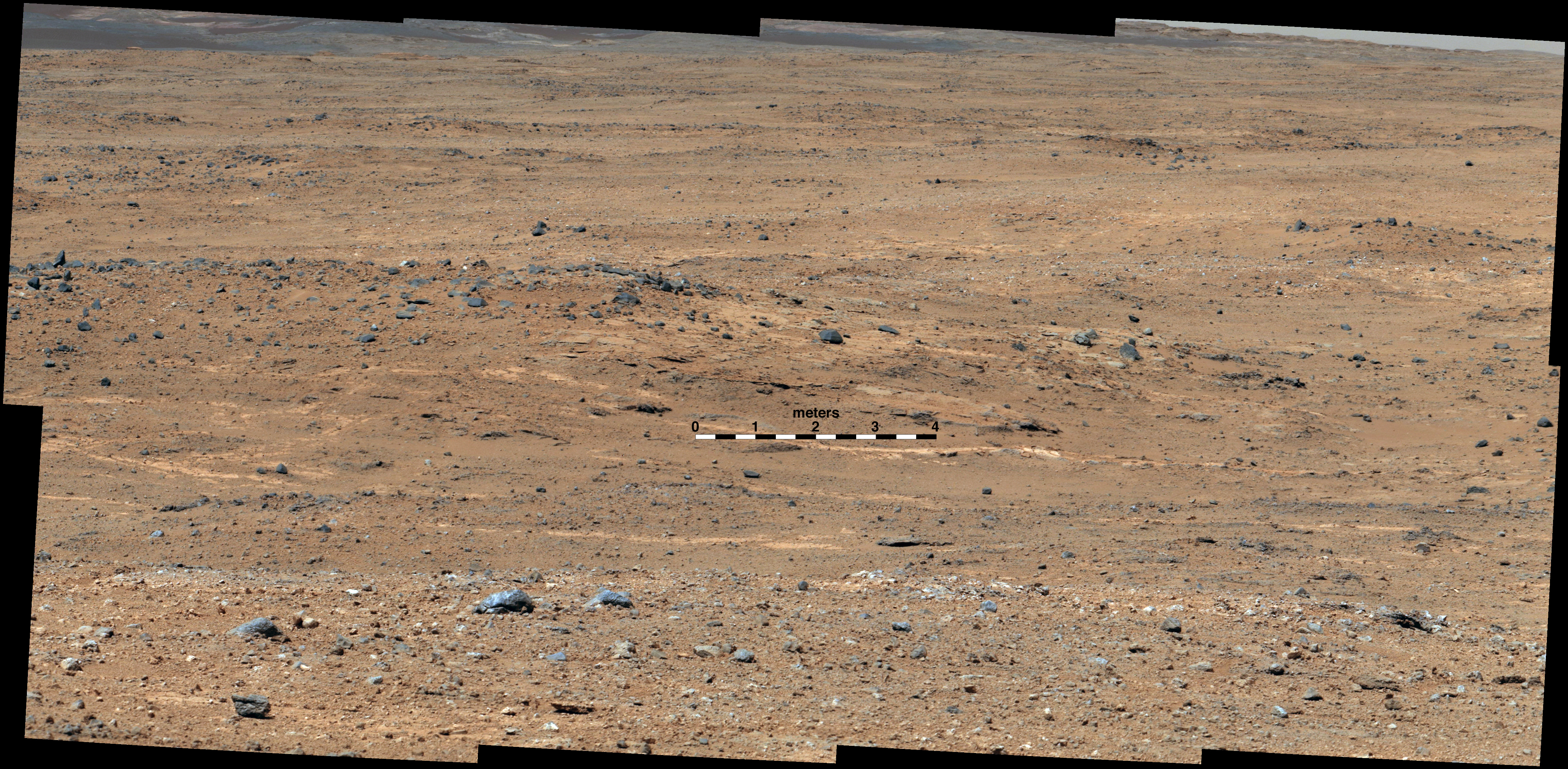
Краєвид знятий камерою «К'юріосіті» біля Darwin Outcrop (Чекпоінт 1; 7.09.2013).
Сліди від коліс «К'юріосіті», коли він перетинає піщану дюну в Dingo Gap (6.02.2014; відеоанімація).
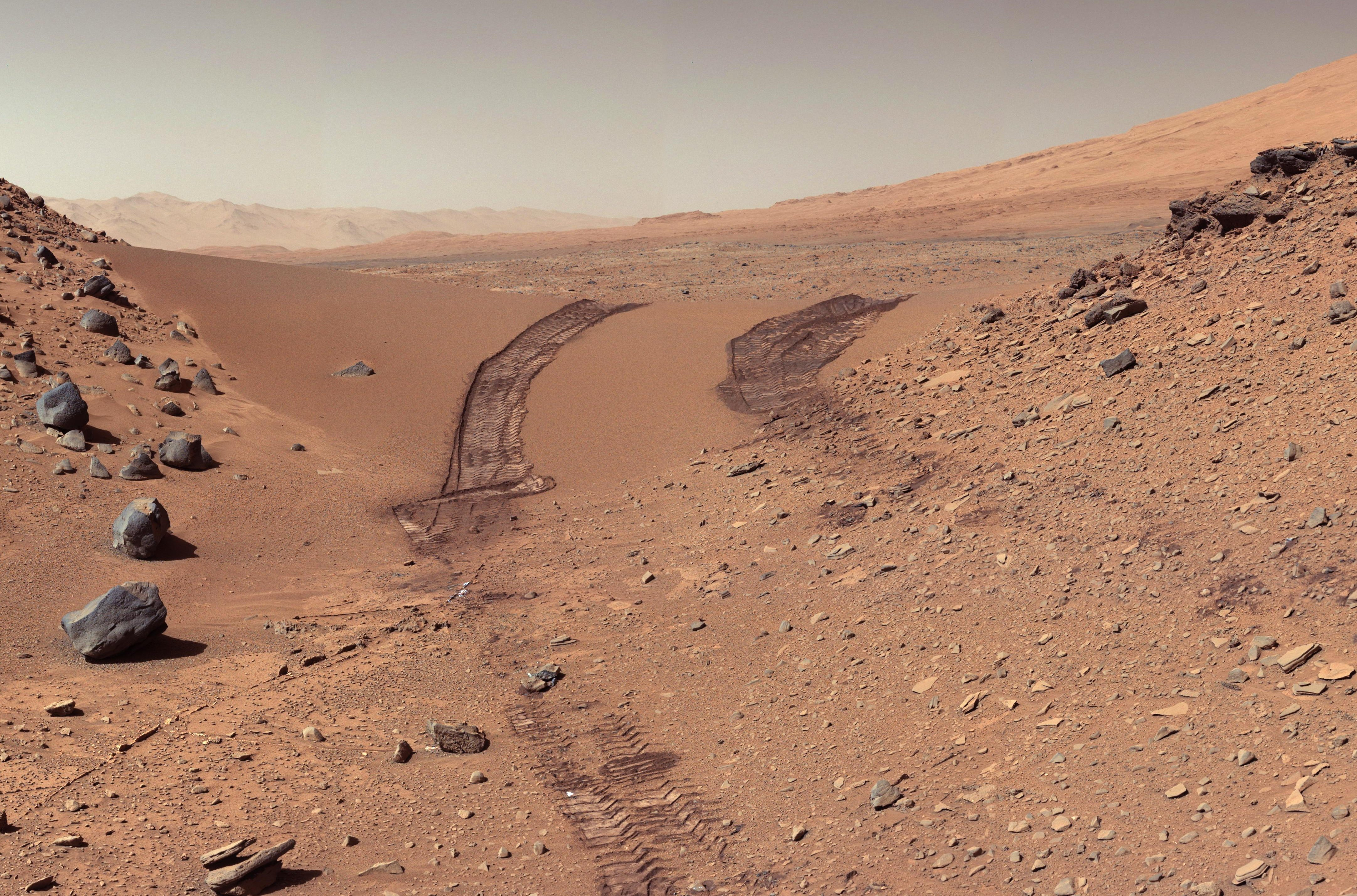
Краєвид Dingo Gap після перетинання «К'юріосіті» піщаної дюни (9.02.2014; raw color).
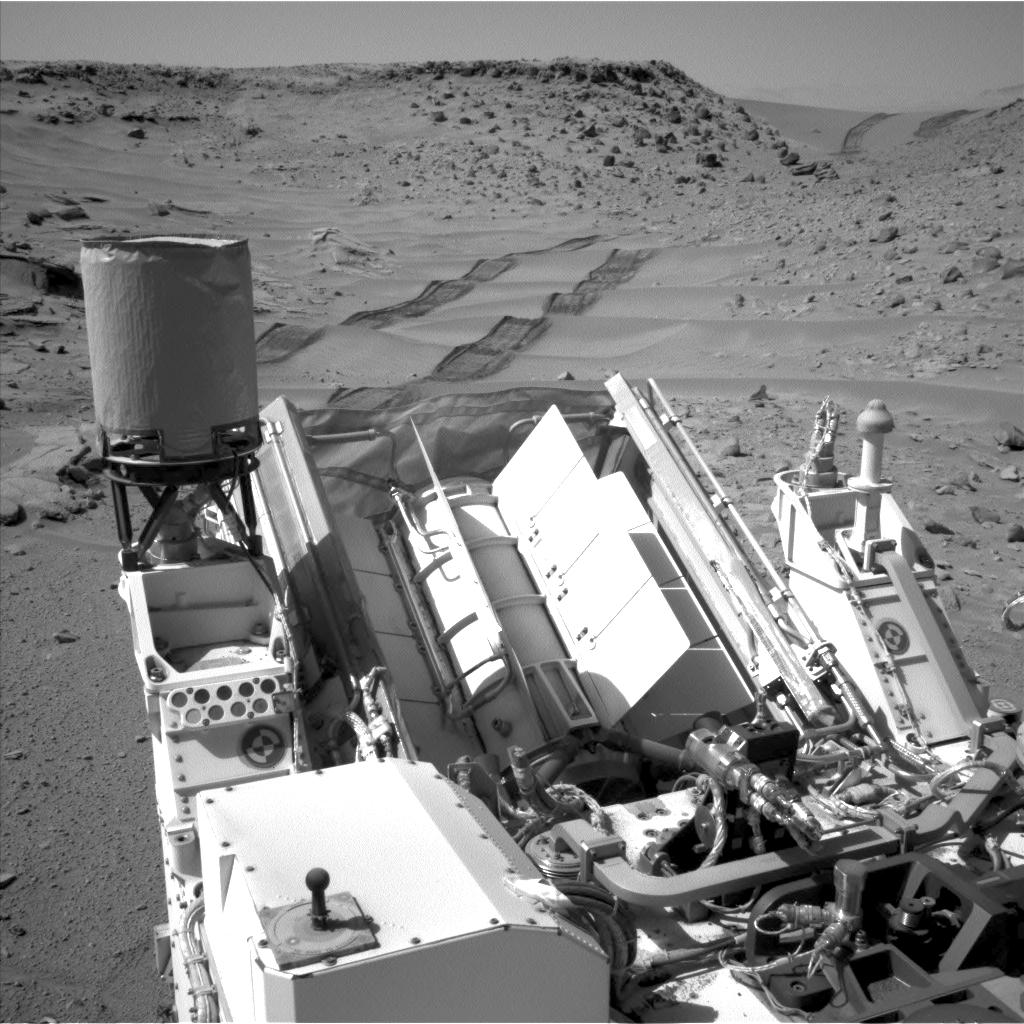
Краєвид Dingo Gap після перетинання «К'юріосіті» піщаної дюни (10.02.2014).
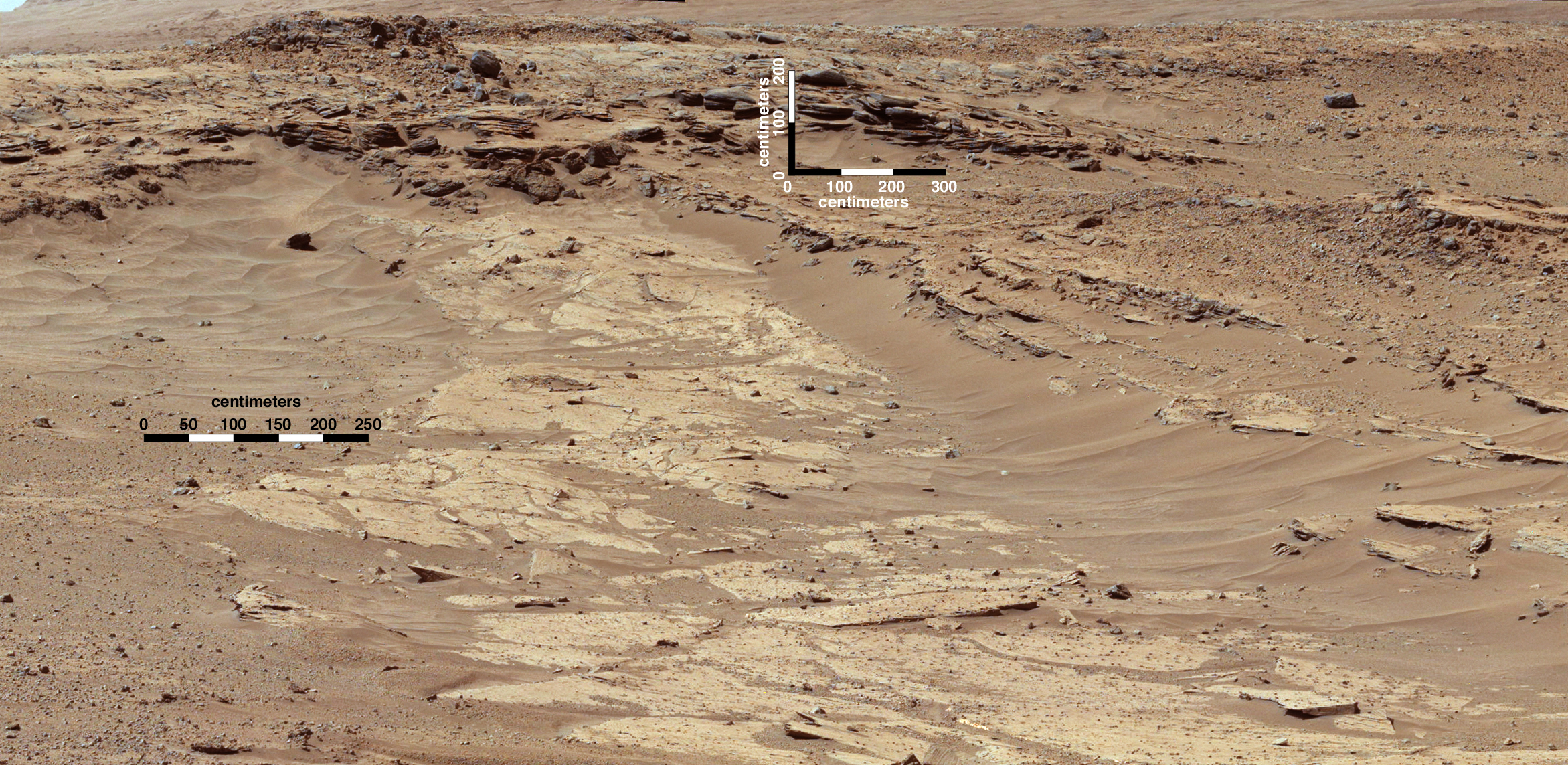
Краєвид із «К'юріосіті» на пісковик із різними рівнями ерозії (25.02.2014; raw color).
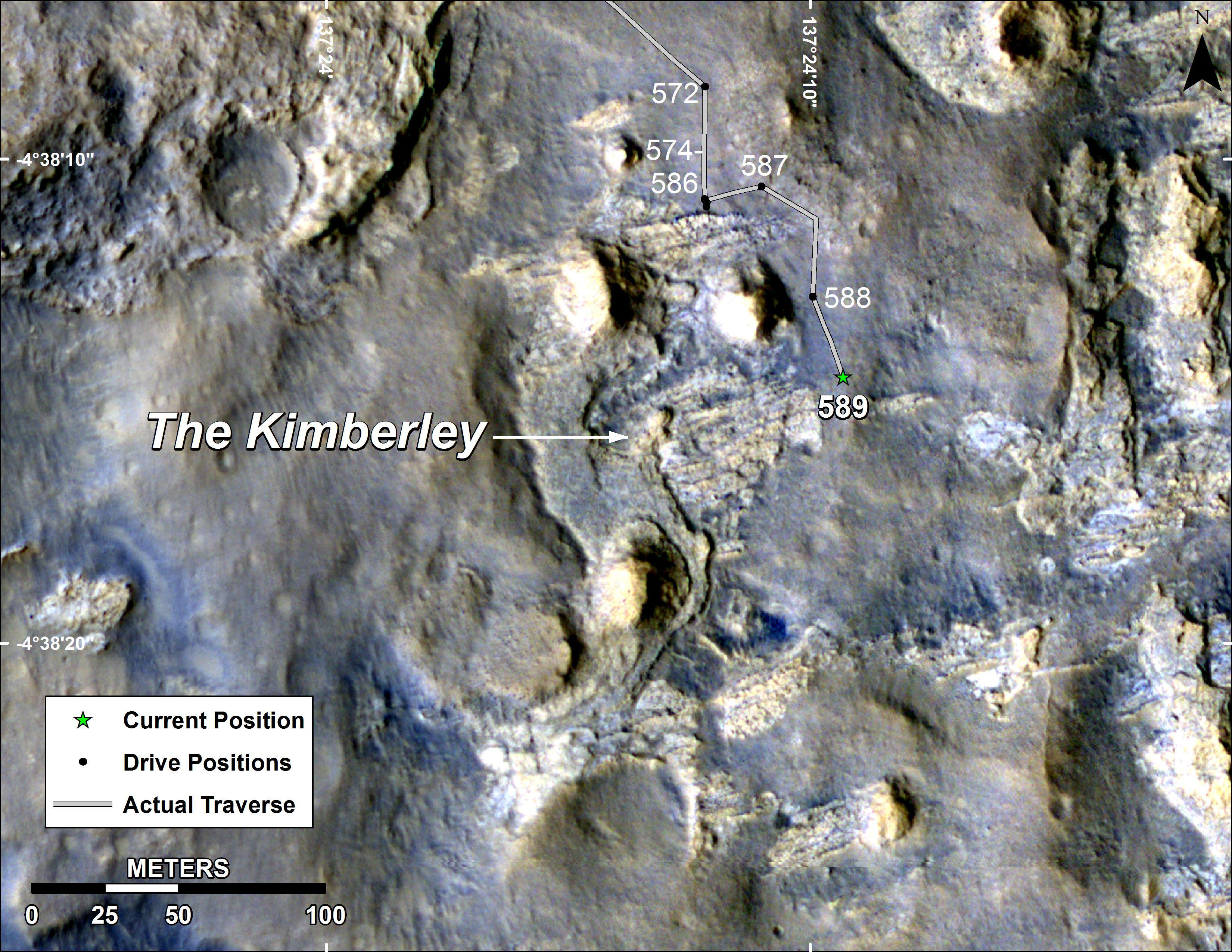
Карта маршруту «К'юріосіті» до точки призначення The Kimberley (KMS-9; 2.04.2014).
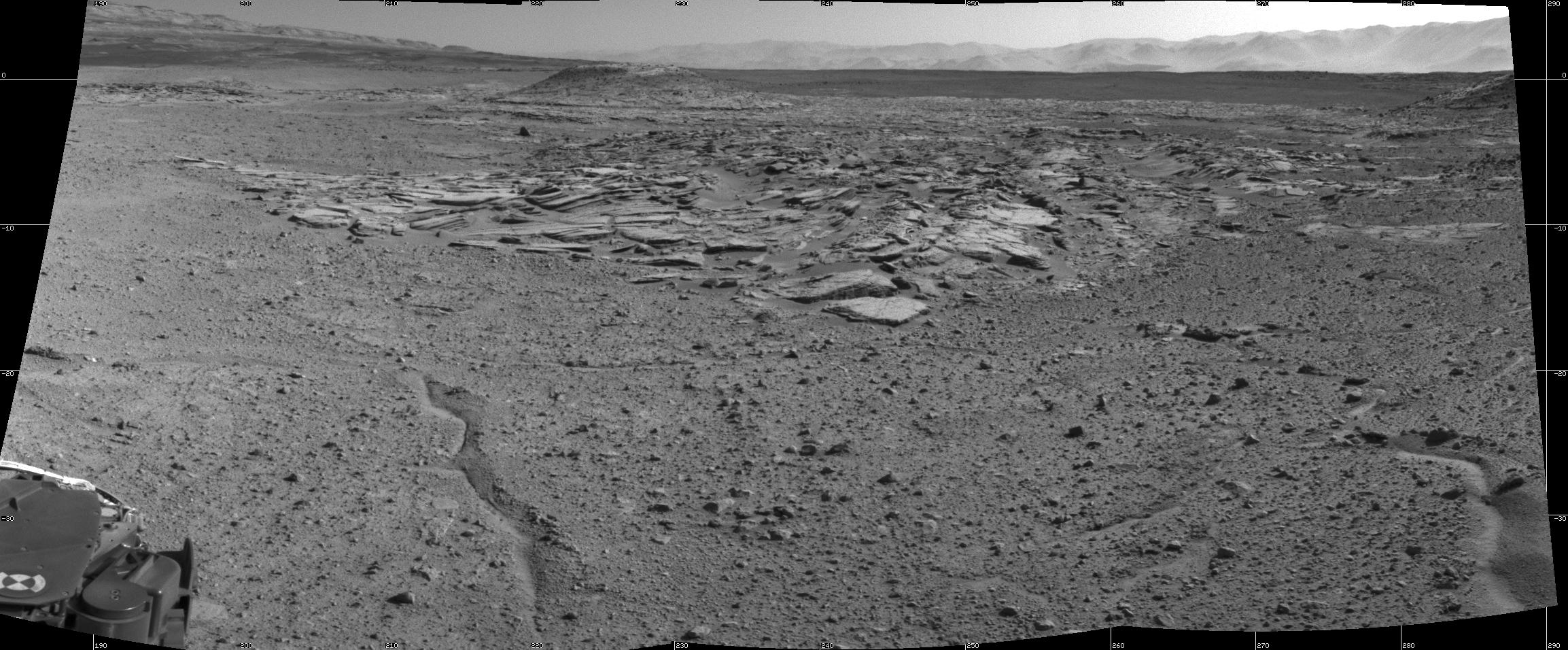
Краєвид із «К'юріосіті» на точку призначення The Kimberley (KMS-9; 2.04.2014; 3-D).
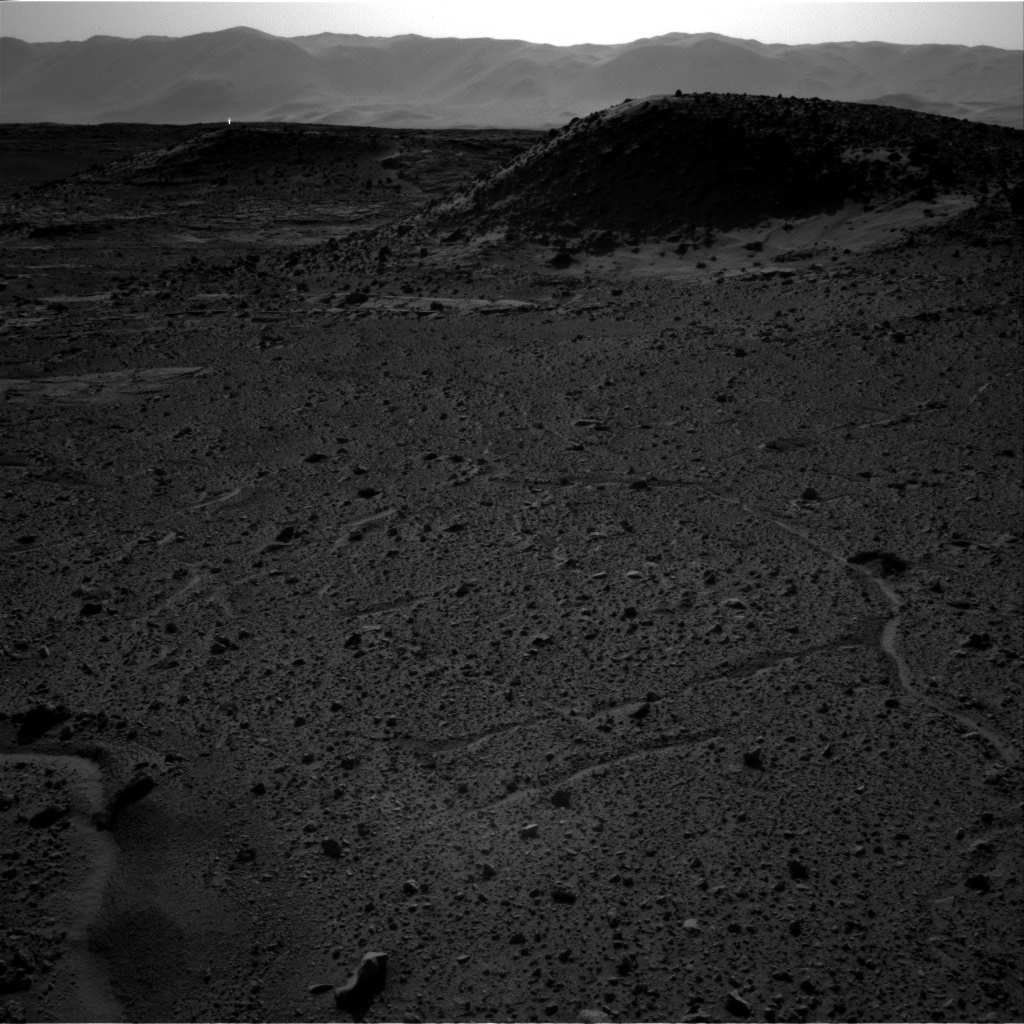
Краєвид із «К'юріосіті» на «яскраву пляму» біля The Kimberley (KMS-9; 3.04.2014).
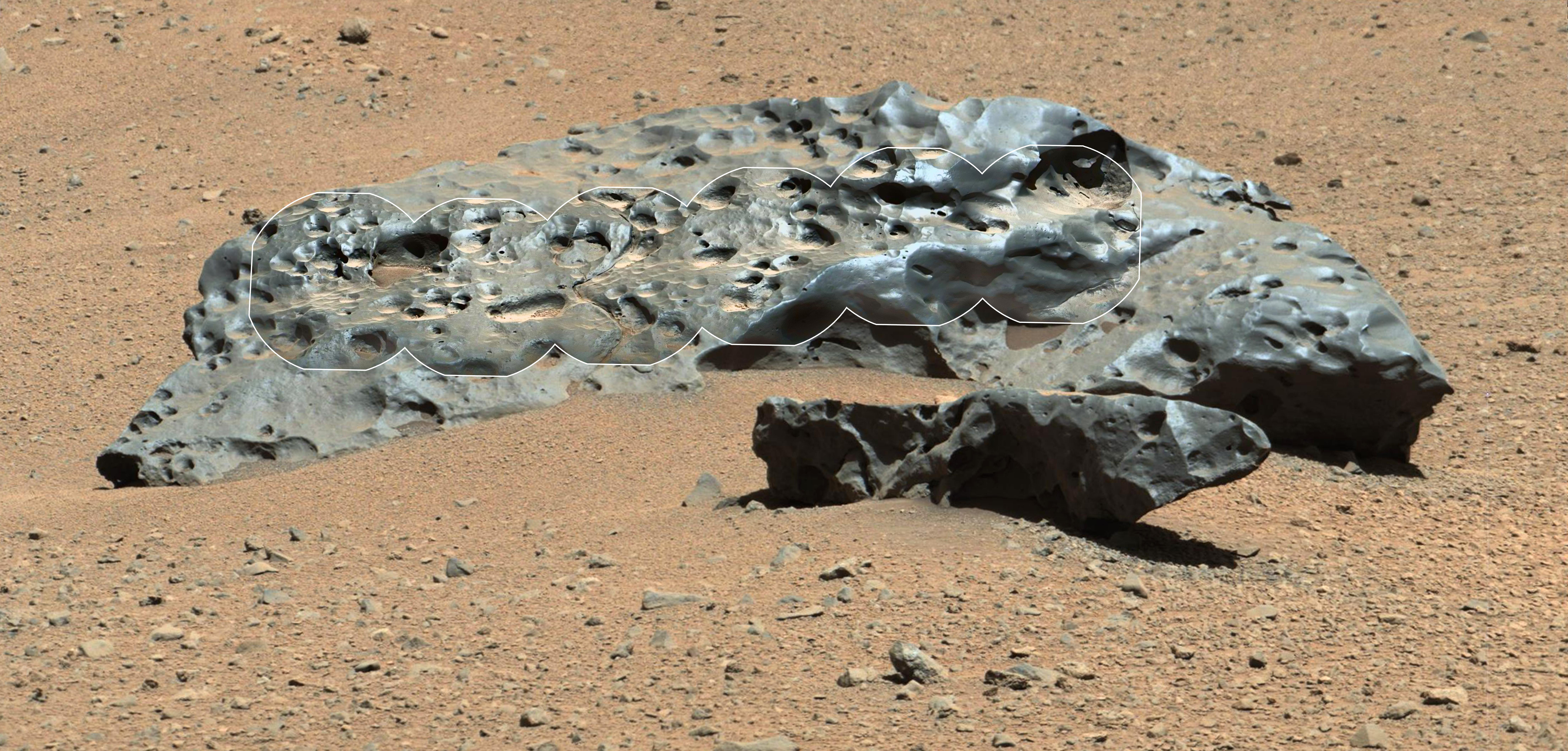
Краєвид із «К'юріосіті» на залізний метеорит, який назвали Lebanon (25.05.2014).
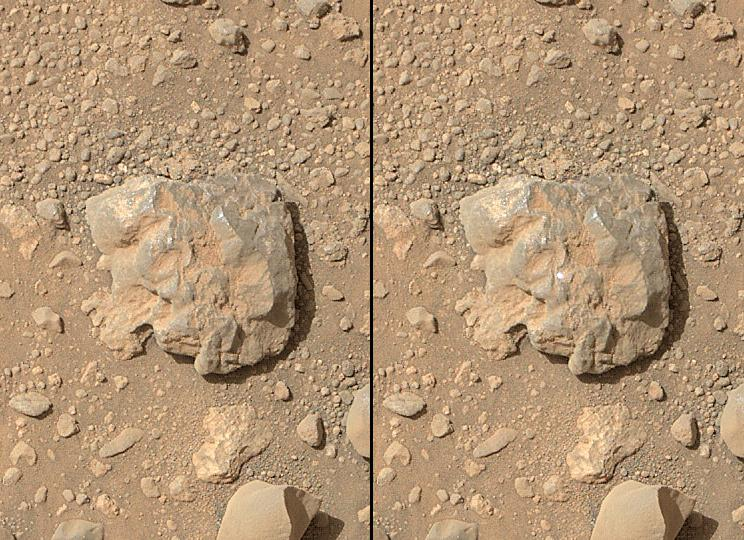
Перший лазерний спалах сфотографований «К'юріосіті». Камінь — Nova; 12.07.2014; video (01:07)).
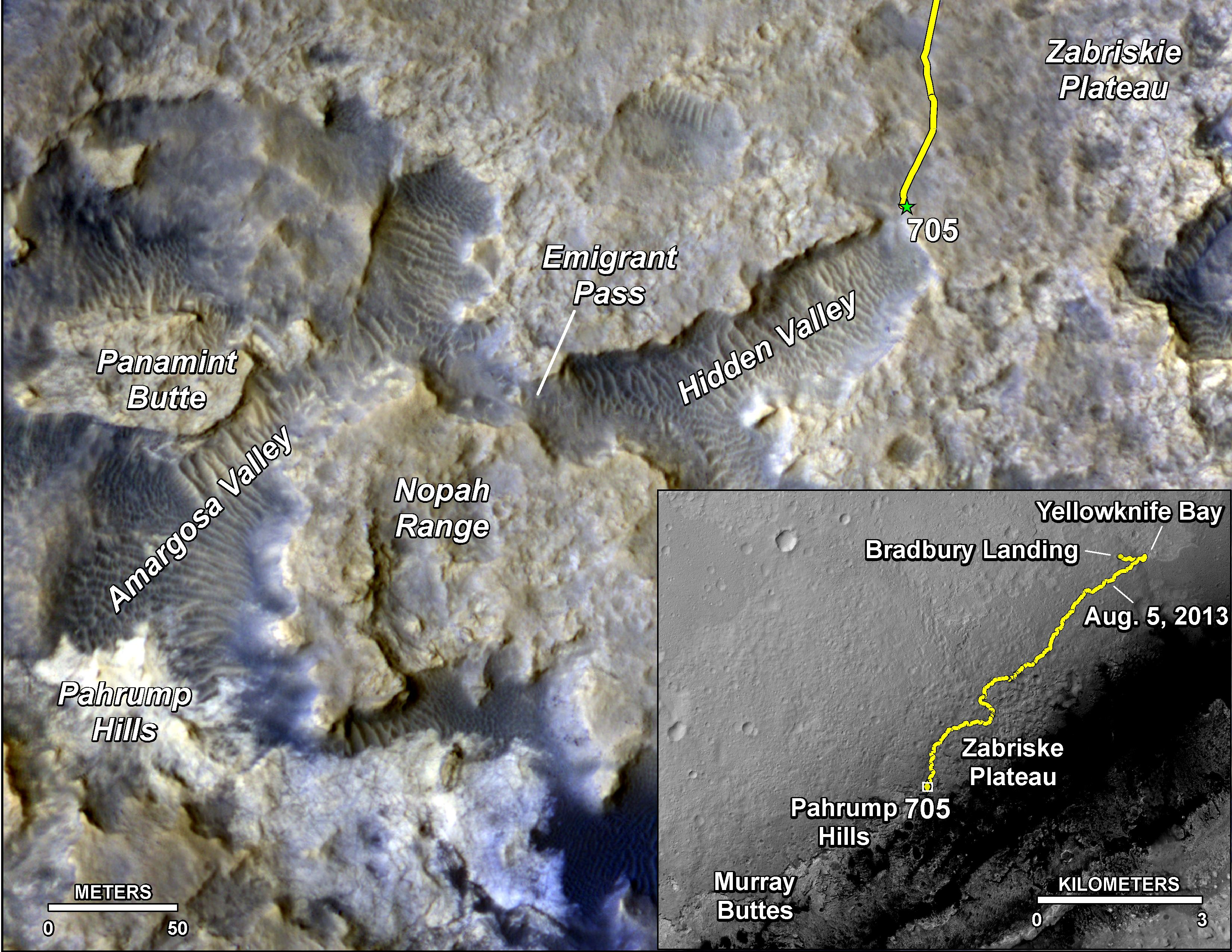
Карта-маршрут подорожі «К'юріосіті» до Hidden Valley (31.07.2014).
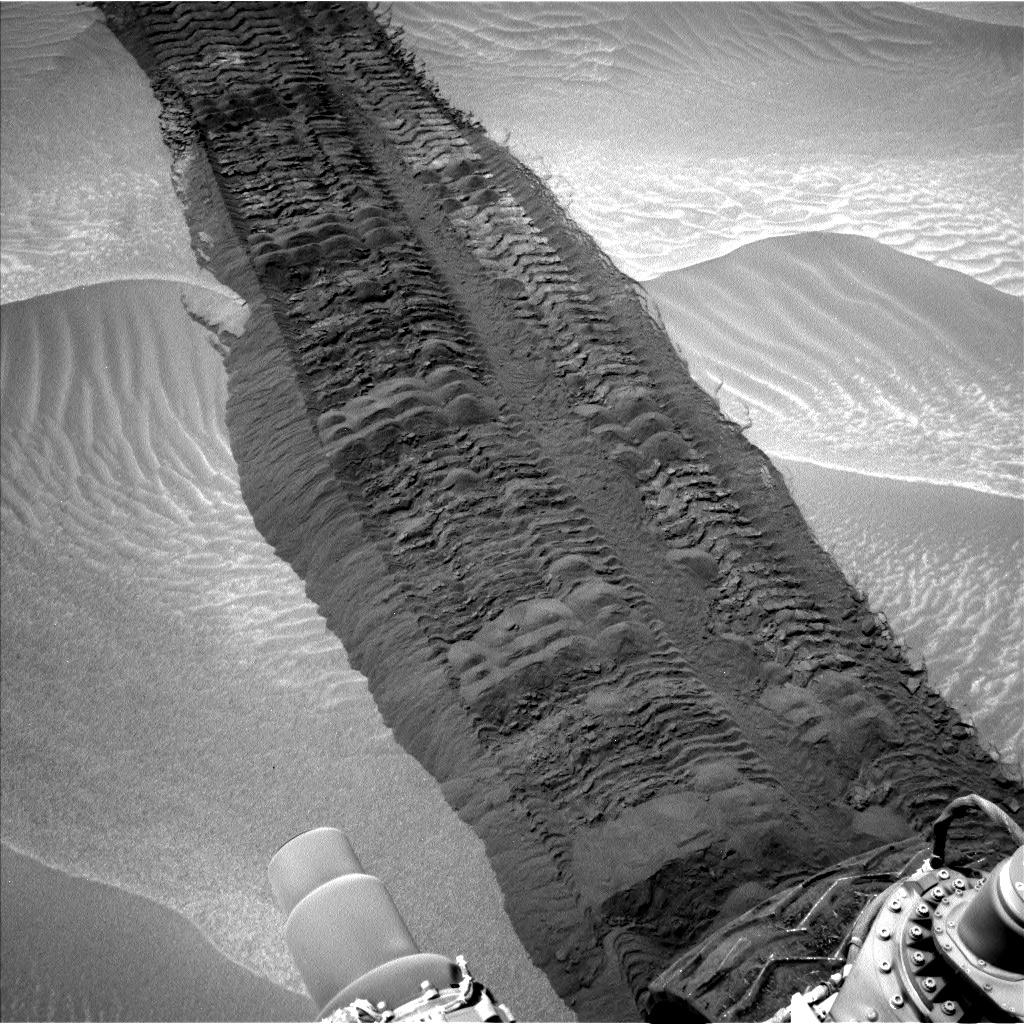
Сліди від коліс «К'юріосіті» в марсіанських пісках Hidden Valley (4.08.2014).
Комета C/2013 A1 під час обльоту Марса (19.10.2014).